# Hyundai Motor Company
Hyundai Motor Company (kor. 현대자동차 주식회사]) – południowokoreański producent samochodów osobowych, dostawczych i ciężarowych, z siedzibą w Seulu, działający od 1967 roku. Należy do południowokoreańskiego koncernu Hyundai Motor Group.

## Historia
Początki działalności konglomeratu Hyundai Group jako producenta samochodów sięgają 29 grudnia 1967 roku, kiedy założono oddział Hyundai Motor Co. Ltd. Rok później, w 1968 roku w zakładach w Ulsan ruszyła produkcja pierwszego samochodu osobowego Cortina, który w ramach podpisanej umowy licencyjnej z koncernem Ford Motor Company bliźniaczą odmianą samochodu tego producenta o takiej samej nazwie.
W 1974 roku zaprezentowano pierwszy samodzielnie zbudowany samochód Hyundaia o nazwie Pony. Prezentacja tego pojazdu równała się jednocześnie z rozpoczęciem międzynarodowej ekspansji, rozpoczynając sprzedaż w Europie i Australii. W międzyczasie, współpraca z amerykańskim koncernem Ford trwała do 1985 roku, z kolei rok później rozpoczęto sprzedaż samochodów w Ameryce Północnej.
W marcu 1999 roku Hyundai przejął 51% akcji Kia Motors, tworząc nowy, uniezależniony od struktury Hyundai Group koncern motoryzacyjny Hyundai Motor Group z siedzibą w Seulu. Proces tworzenia tego podmiotu zakończył się w październiku 2000 roku. Pierwsza dekada XXI wieku przyniosła kontynuację polityki poszerzania liczby rynków zbytu. W 2002 roku zawiązana została joint venture z chińskim koncernem BAIC, która równała się rozpoczęciem sprzedaży i produkcji samochodów Hyundaia w Chinach.

### Dywersyfikacja oferty
W 2007 roku Hyundai przedstawił pierwszy w historii pojazd zaprojektowany przez lokalny oddział z myślą o regionalnych uwarunkowaniach – model i30 zbudowany w niemieckim centrum rozwojowym w Europie. Na podobnej zasadzie w 2011 roku powstał opracowany w Indiach model Eon i przedstawiony we wrześniu 2012 roku skonstruowany z myślą o Brazylii hatchback HB20. W 2013 roku rozpoczęto z kolei ofensywę konstrukcji opracowanych specjalnie na rynek chiński, poczynając od kompaktowego sedana Mistra, do którego dołączyły w kolejnych latach konstrukcje Reina, Celesta czy Lafesta.

### Anulowane projekty
W pierwszej dekadzie XXI wieku Hyundai intensywnie pracował nad poszerzeniem swojej oferty minivanów. Z myślą m.in. o rynku Stanów Zjednoczonych opracowano produkcyjny wariant prototypu Hyundai Portico Concept z 2005 roku, który w fazie finalnych przedprodukcyjnych testów znalazł się w połowie 2008 roku. Produkcyjny Hyundai Portico nie doczekał się debiutu z powodu m.in. kryzysu finansowego. Z podobnym anulowaniem spotkał się bliski ostatecznej formy kompaktowy minivan dla europejskiego rynku o roboczej nazwie Hyundai iM30. Finalnie, na rynek trafiła tylko bliźniacza wersja tego modelu pod marką Kii jako czwarta generacja modelu Carens.

### Hyundai N
W 2014 roku Hyundai zatrudnił Alberta Biermanna, byłego wiceprezesa BMW M, inaugurując oddział przedsiębiorstwa Hyundai N skoncentrowany na rozwoju wyczynowych odmian cywilnych modeli. Pierwszym pojazdem sygnowanym literą N został model i30 N przedstawiony w sierpniu 2017 roku. W marcu 2019 roku Hyundai wprowadził do użytku także oznaczenie N Line oznaczające topowe, usportowione warianty cywilnych modeli, poczynając od modelu Tucson.

### Ioniq
Po tym, jak w lutym 2016 roku Hyundai po raz pierwszy zastosował nazwę Ioniq dla hybrydowego lub elektrycznego kompaktowego modelu, sierpniu 2019 roku zdecydowano się nadać ją nowej gamie samochodów elektrycznych. Pierwszym pojazdem, który ją zasilił, jest crossover Ioniq 5 przedstawiony w lutym 2021 roku. W 2022 roku linię tę poszerzył także średniej wielkości sedan Ioniq 6, z kolei z końcem 2023 roku uzupełnił ją trzeci ze wstępnie zaplanowanych modeli – duży, flagowy SUV Ioniq 7.

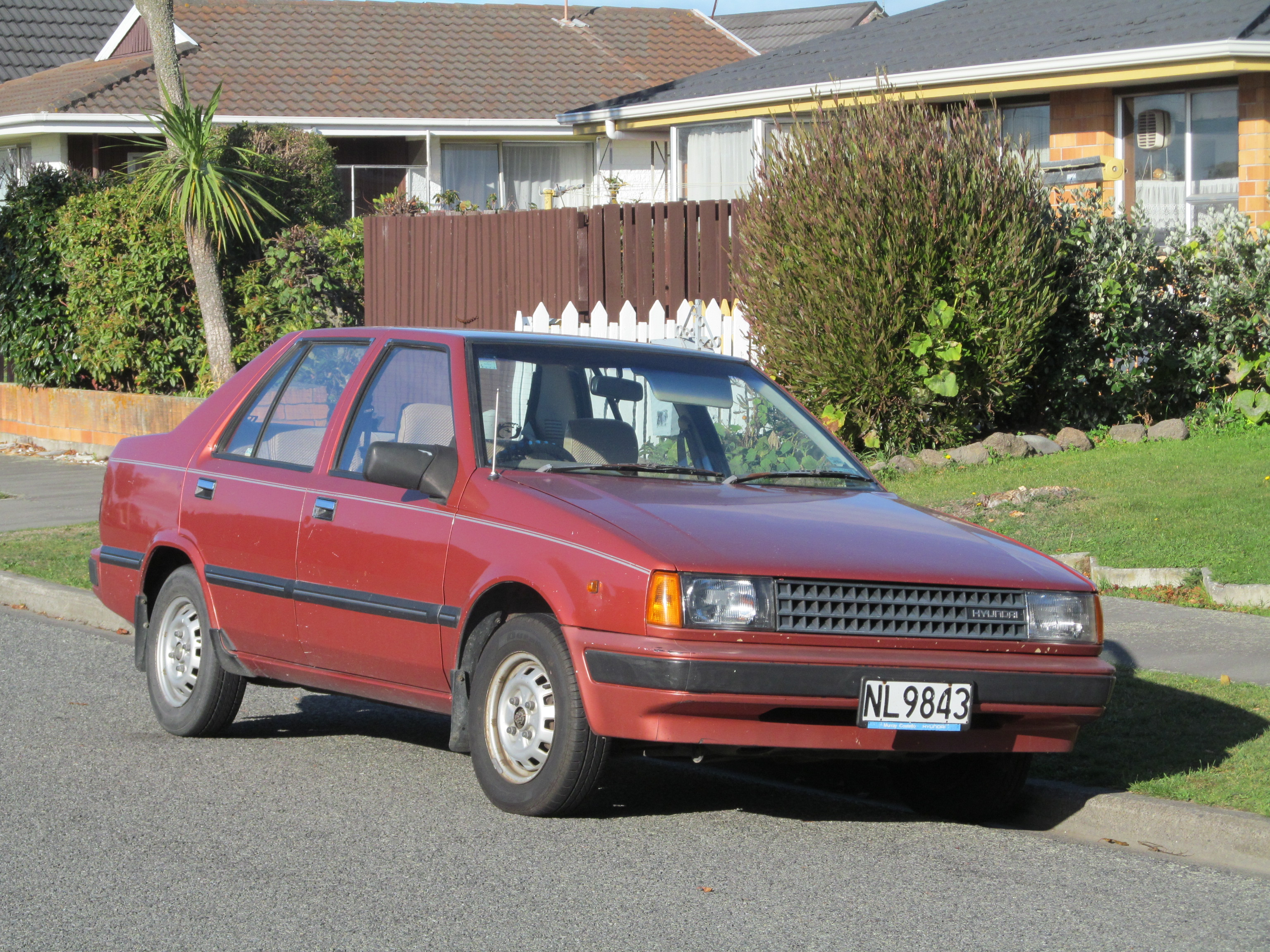
Hyundai Excel
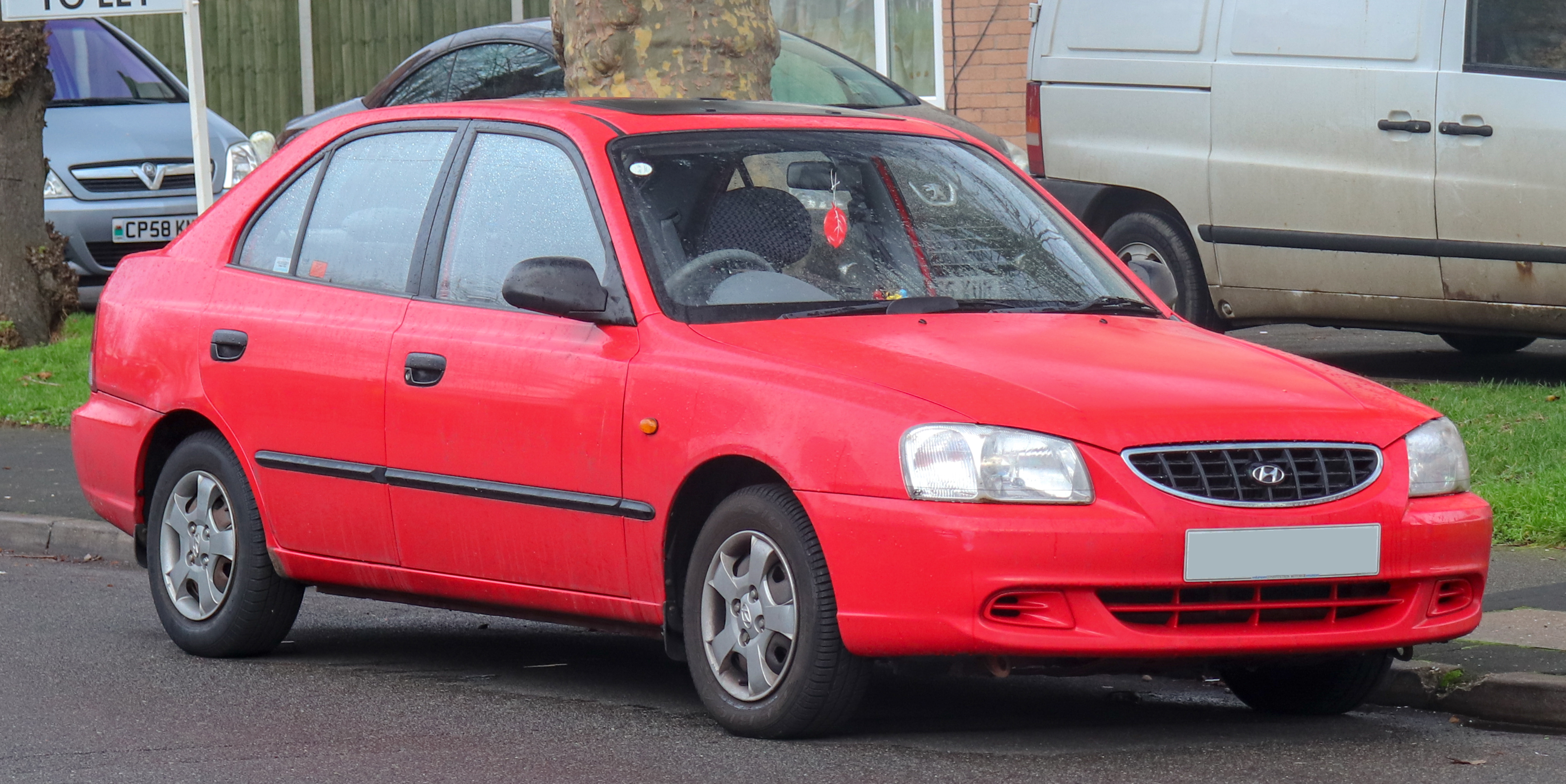
Hyundai Accent
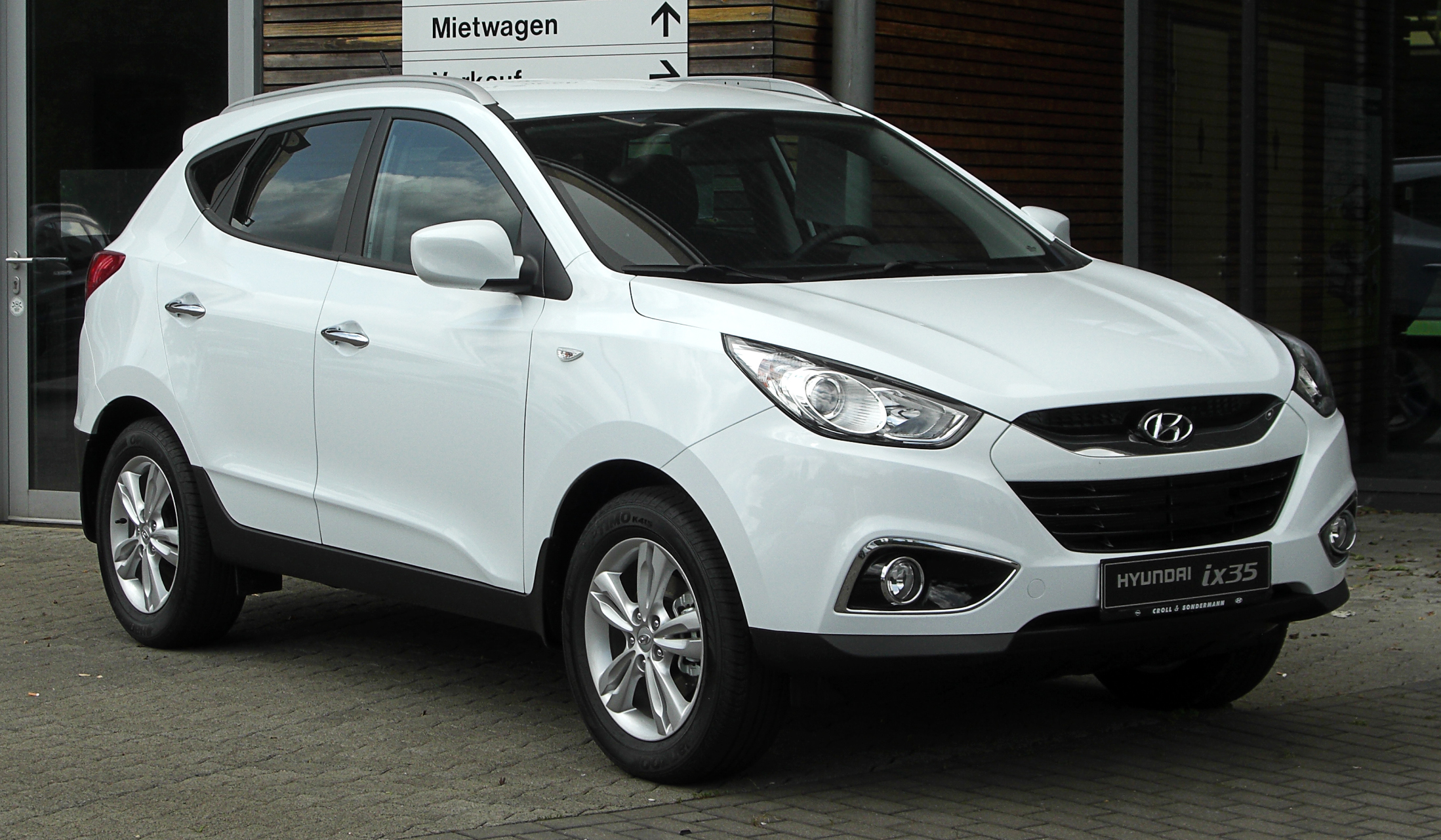
Hyundai ix35
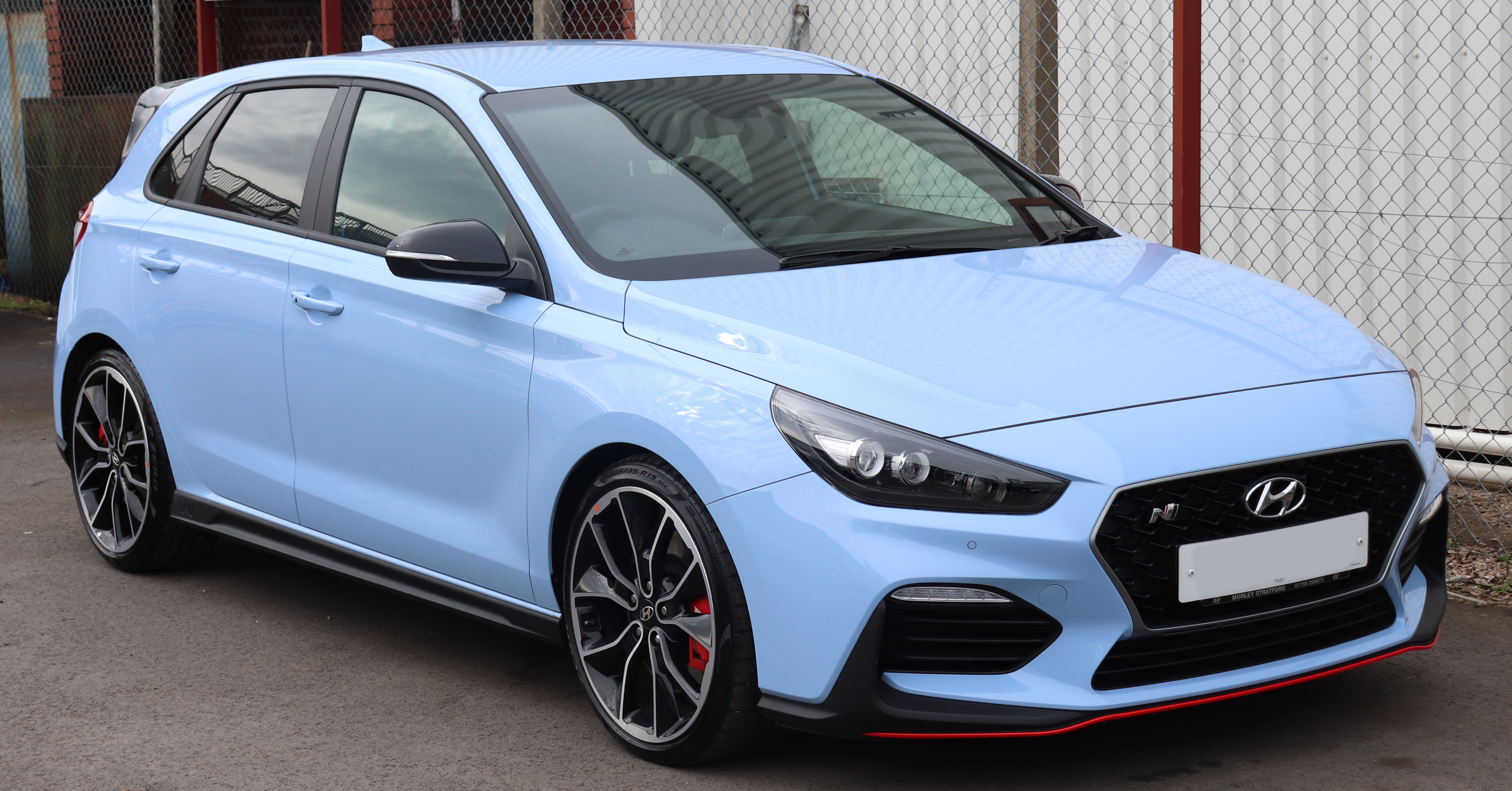
Hyundai i30 N
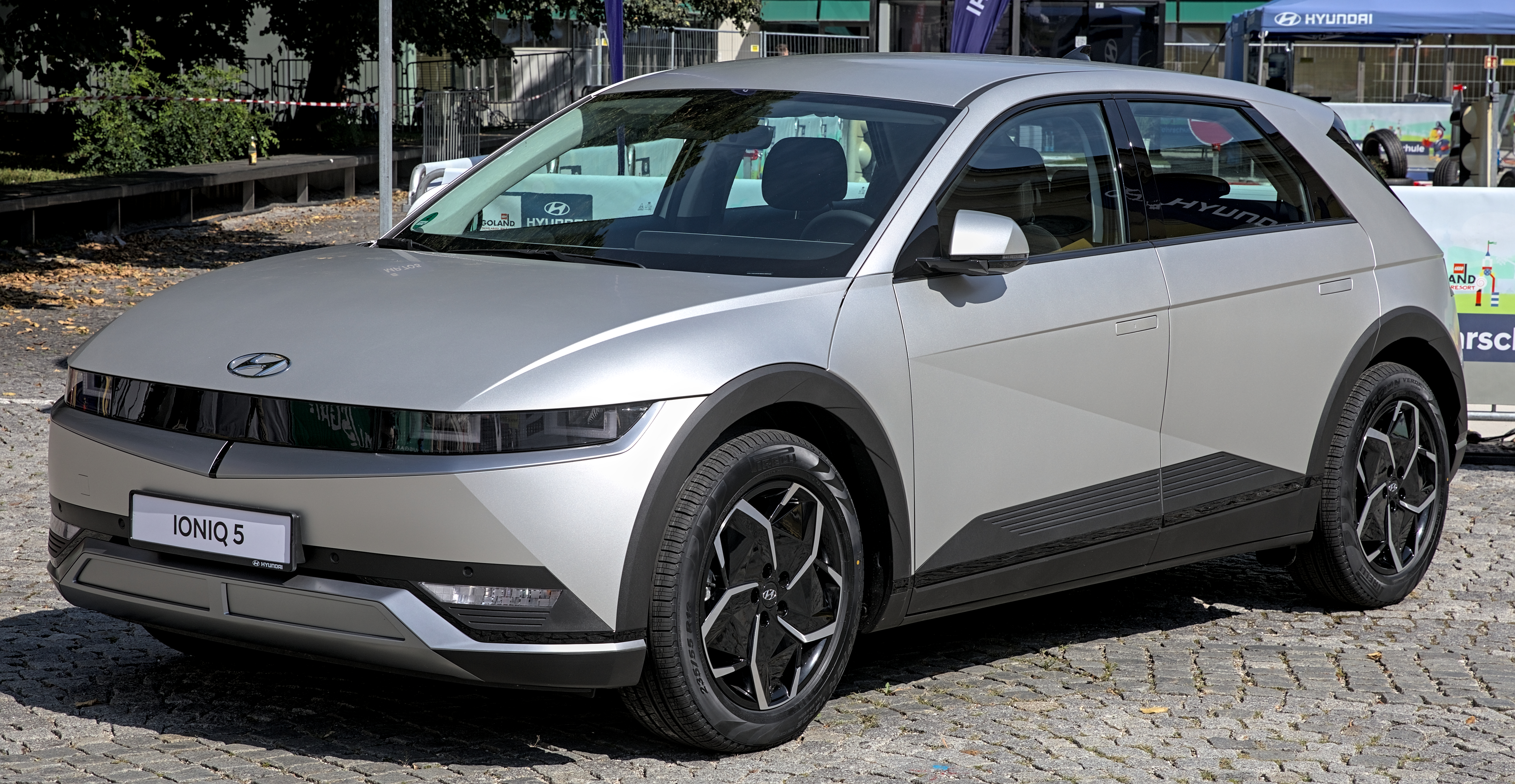
Hyundai Ioniq 5

## Hyundai w Korei Południowej

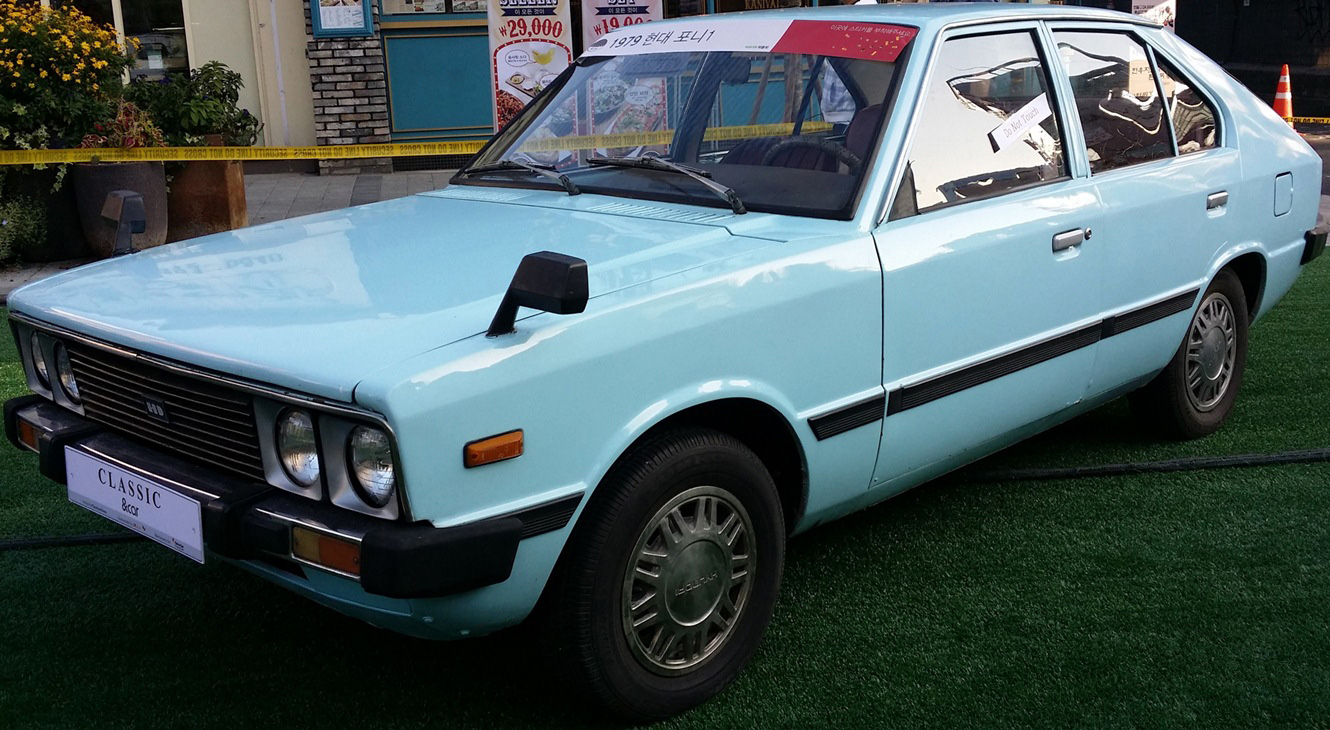
Hyundai Pony

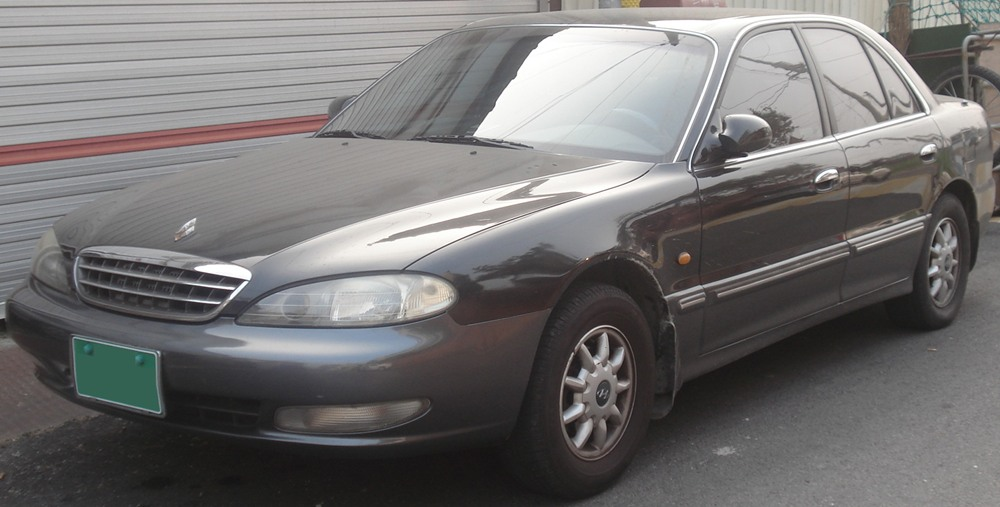
Hyundai Marcia

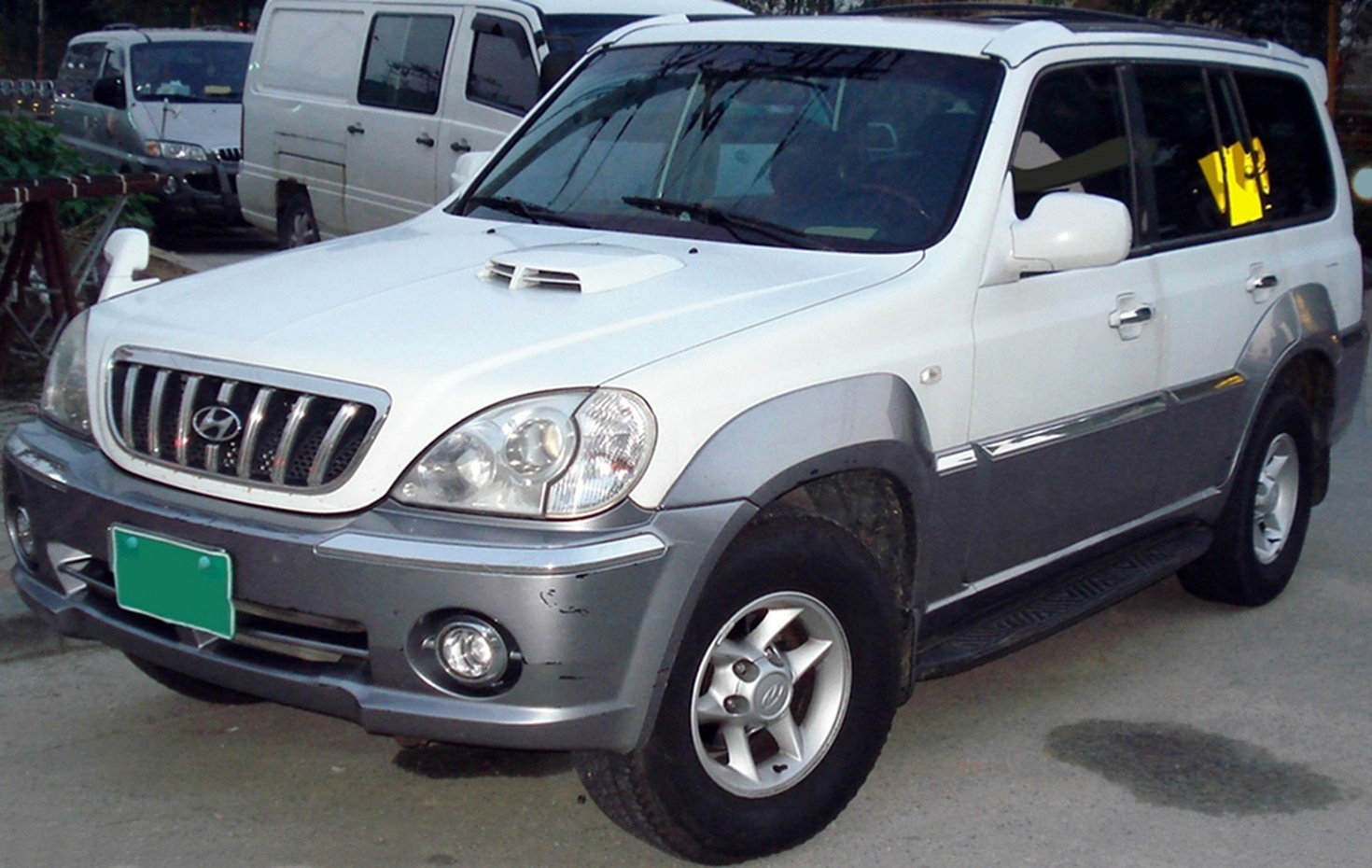
Hyundai Terracan

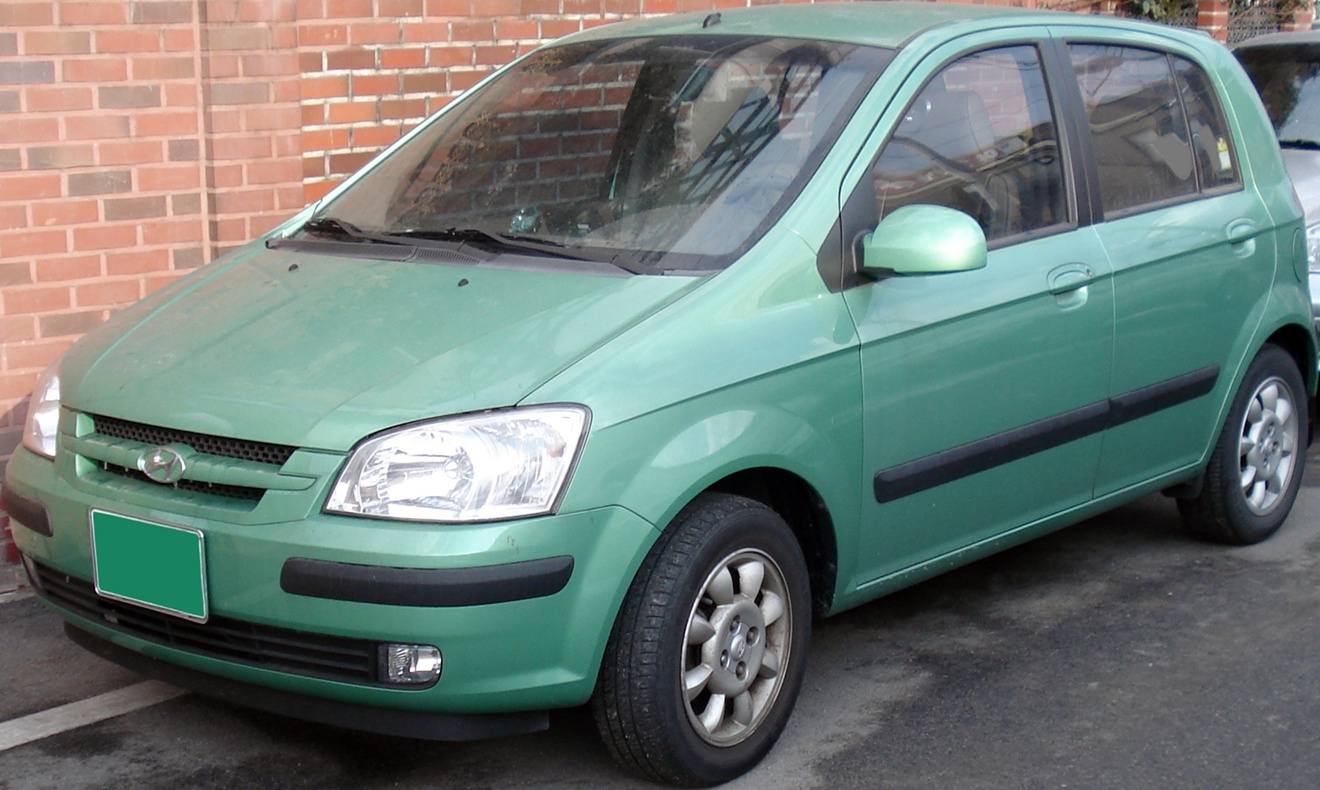
Hyundai Click

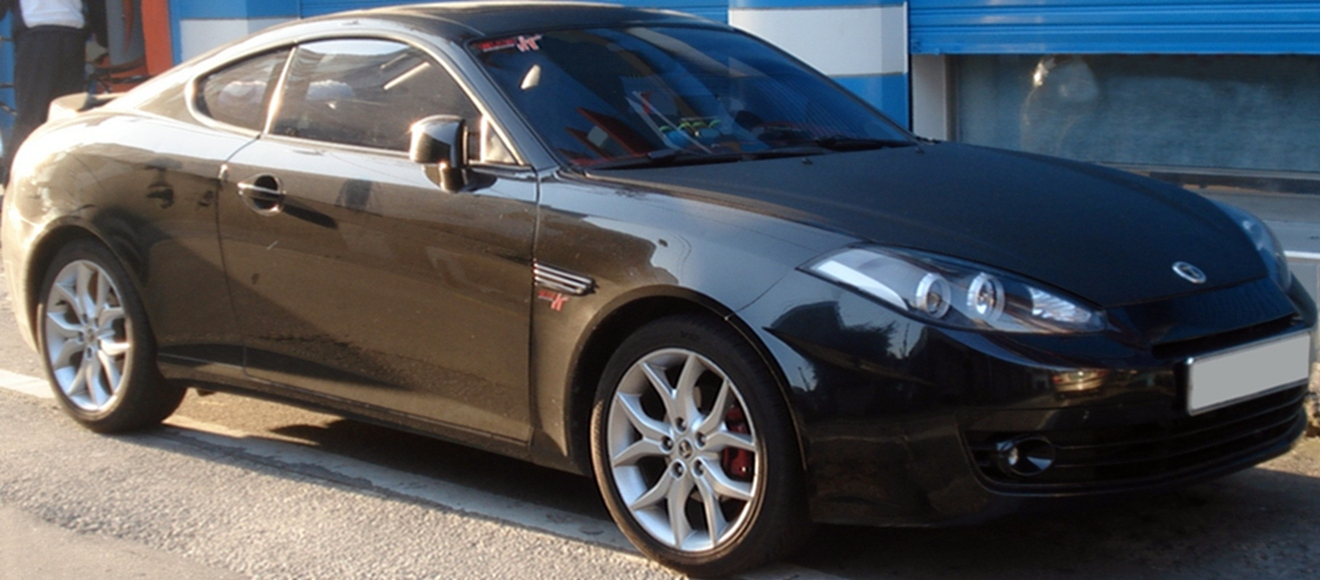
Hyundai Tuscani

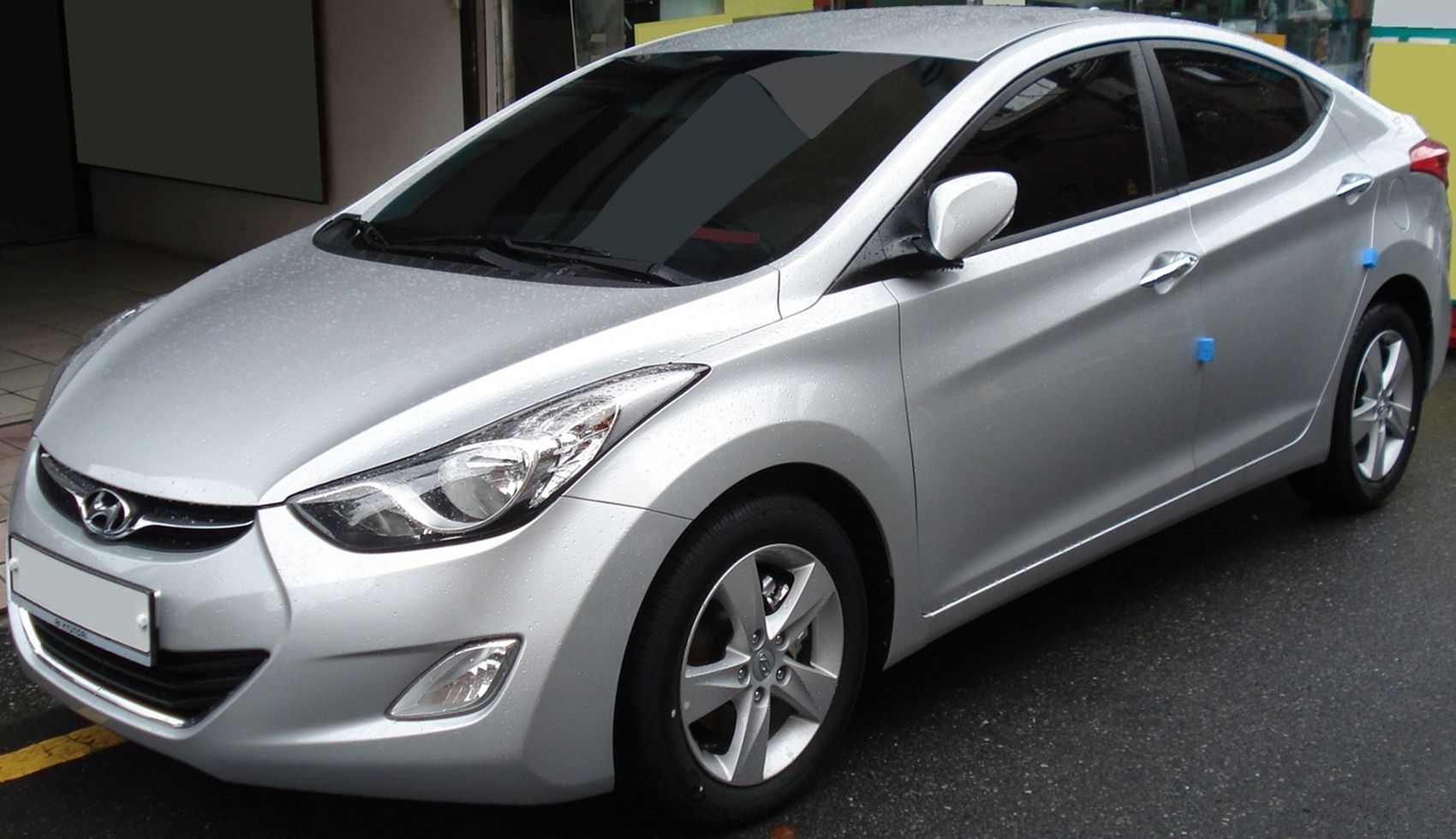
Hyundai Avante

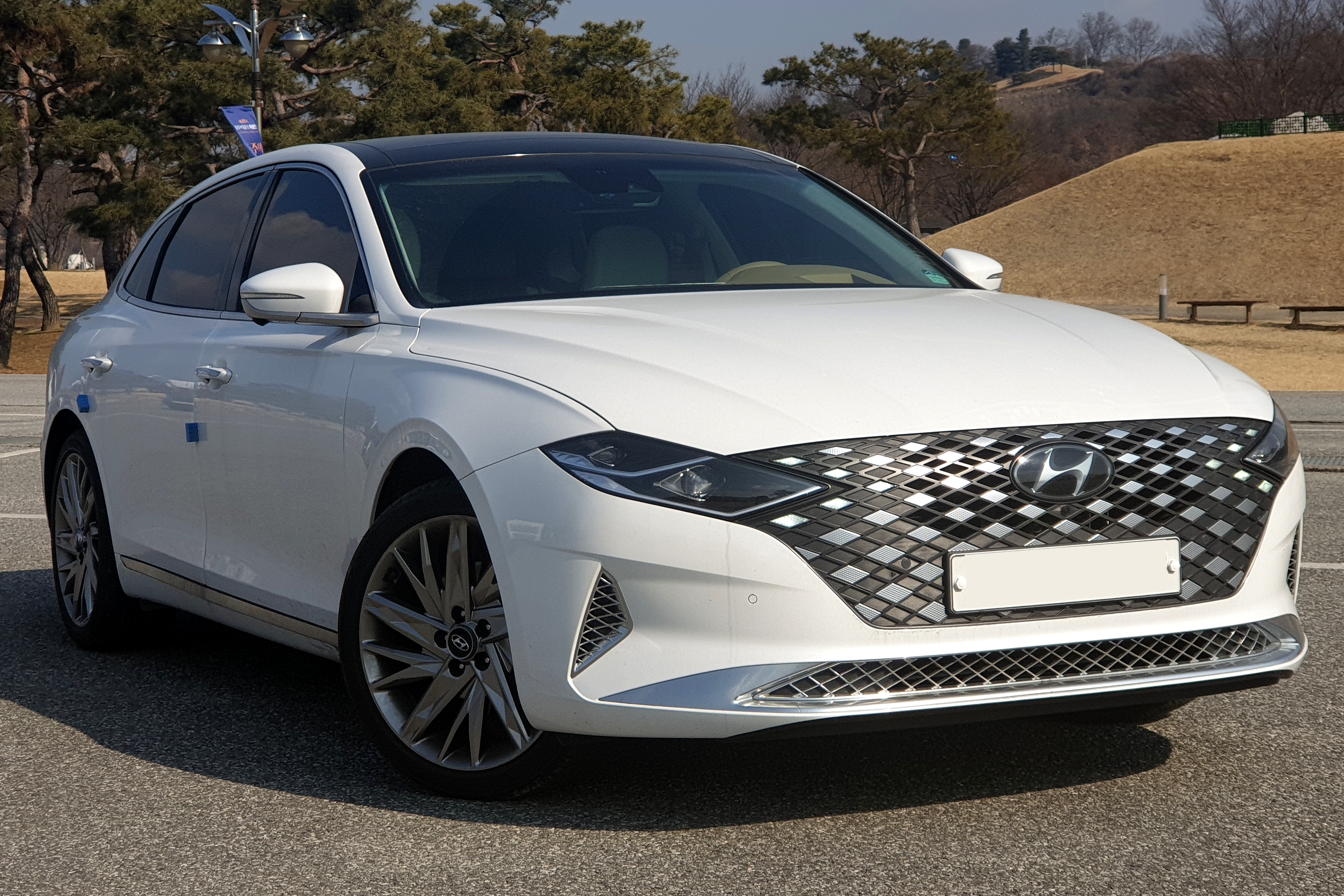
Hyundai Grandeur

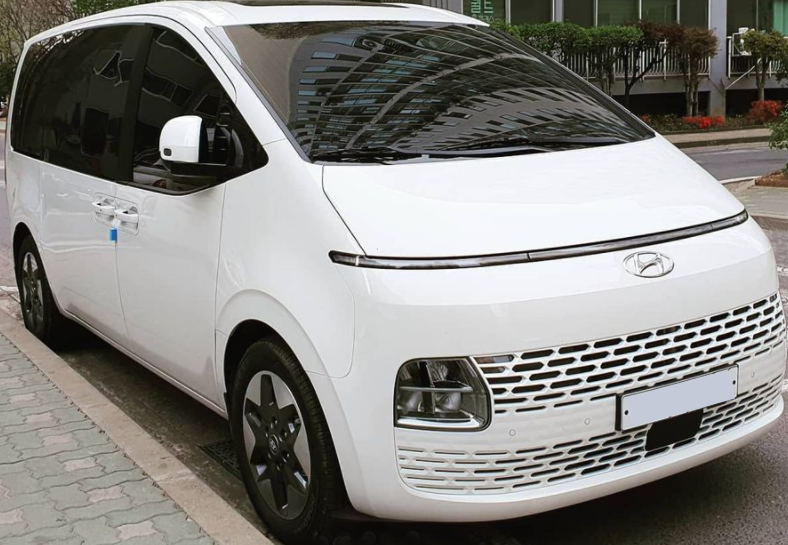
Hyundai Staria

W początkowych latach działalności motoryzacyjnej filii Hyundaia skupiała się ona na lokalnej sprzedaży i produkcji licencyjnych modeli Forda, sedanów Cortina i Granada. Po prezentacji pierwszej samodzielnej konstrukcji Pony, z lokalnego producenta licencyjnych konstrukcji Hyundai przeobraził się w globalnego producenta. Na przestrzeni lat gama modelowa Hyundaia na rodzimym rynku łączyła modele oferowane także m.in. w Europie czy Ameryce Północnej, dla wybranych z nich stosując unikalne nazwy – np. model Elantra nazywa się w Korei Południowej Avante, za to model Getz oferowano niegdyś pod nazwą Click.
Hyundai zachowuje pozycję lidera rynku samochodowego w rodzimym kraju, w 2019 roku posiadając 49% udział z najpopularniejszym modelem Grandeur na czele.
W 2020 roku doprowadził do końca politykę wycofywania z lokalnej oferty samochodów z nadwoziem hatchback, kończąc sprzedaż modeli i30 i Veloster. Odtąd Hyundai chce w Korei Południowej skoncentrować się na sedanach i SUV-ach. W kolejnym roku rozpoczęto gruntowną przebudowę gamy modelowej pod kątem pojazdów ze zelektryfikowanym napędem – zniknęła z niego hybrydowa i elektryczna rodzina modeli Ioniq na rzecz kolejno sedana Avante Hybrid oraz crossovera Ioniq 5. Ten drugi pojazd zastąpił też w kwietniu 2021 roku mniejszego crossovera Kona Electric po tym, jak producent stracił na licznych akcjach przywoławczych związanych z ryzykiem pożaru układu elektrycznego.

### Obecnie produkowane

#### Samochody osobowe
- Avante
- Sonata
- Grandeur

#### SUV-y i crossovery
- Casper
- Venue
- Kona
- Tucson
- Santa Fe
- Palisade

#### Vany
- Staria

#### Samochody wodorowe
- Nexo

#### Samochody elektryczne
- Casper Electric
- Ioniq 5
- Ioniq 6
- Ioniq 9
- Porter Electric
- ST1

#### Samochody dostawcze
- Porter
- Staria

### Historyczne
- Taunus (1968–1971)
- Cortina (1968–1982)
- Granada (1977–1985)
- Presto (1985–1989)
- Pony (1974–1990)
- Stellar (1983–1992)
- Excel (1985–1995)
- Scoupe (1988–1995)
- Marcia (1993–1996)
- Accent (1994–1999)
- Pro Accent (1997–1999)
- Tiburon (1996–2001)
- Santamo (1996–2002)
- Santamo Plus (1996–2002)
- Grace (1986–2003)
- Galloper (1991–2003)
- Dynasty (1996–2005)
- Grandeur XG (1998–2005)
- Libero (2000–2007)
- Terracan (2001–2007)
- Tuscani (2001–2008)
- Trajet XG (1999–2008)
- Lavita (2001–2008)
- Verna (2005–2010)
- Click (2002–2011)
- Verna Transform (2009–2011)
- Veracruz (2006–2012)
- BlueOn (2010–2012)
- Tucson ix (2009–2015)
- Equus (1999–2016)
- Genesis (2007–2016)
- Genesis Coupe (2008–2016)
- Accent (2010–2017)
- Aslan (2014–2017)
- Maxcruz (2012–2018)
- Tucson FCEV (2013–2018)
- i40 (2011–2019)
- i30 (2007–2020)
- Veloster (2011–2020)
- Solati (2014–2020)
- Starex (1997–2021)
- Grand Starex (2007–2021)
- Ioniq (2016–2021)
- Ioniq Electric (2016–2021)
- Kona Electric (2018–2021)

## Hyundai w Europie

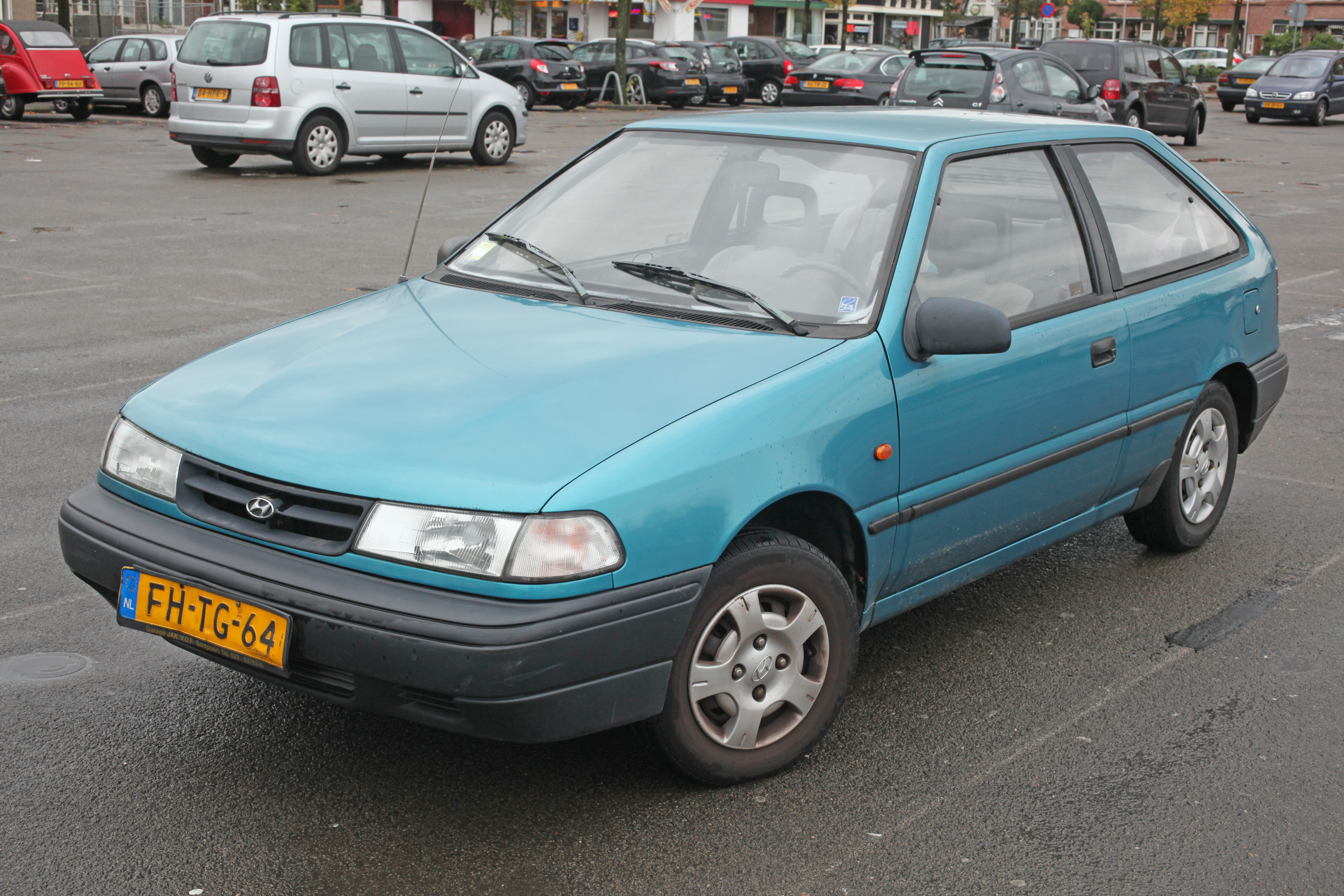
Hyundai Pony

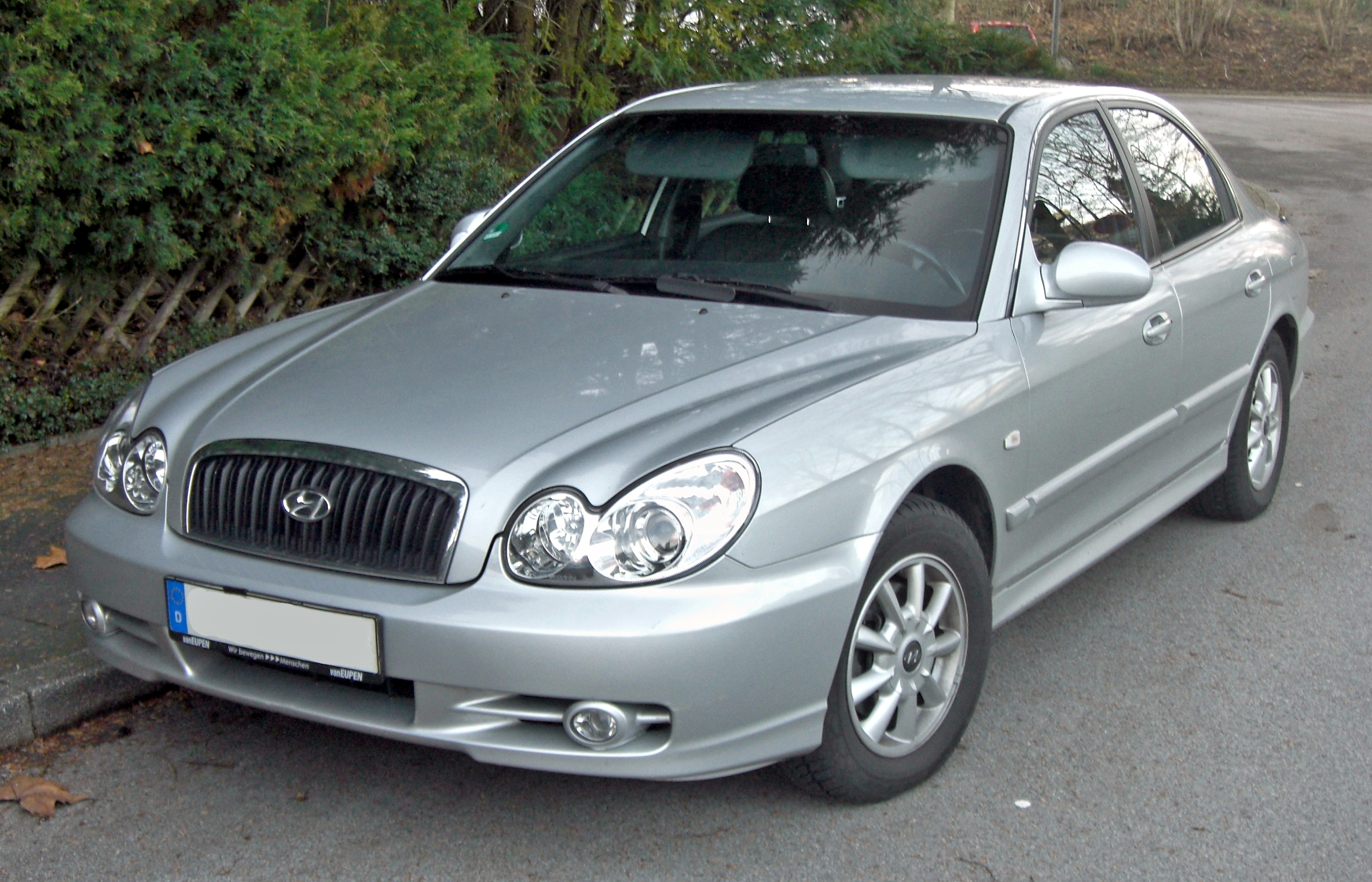
Hyundai Sonata

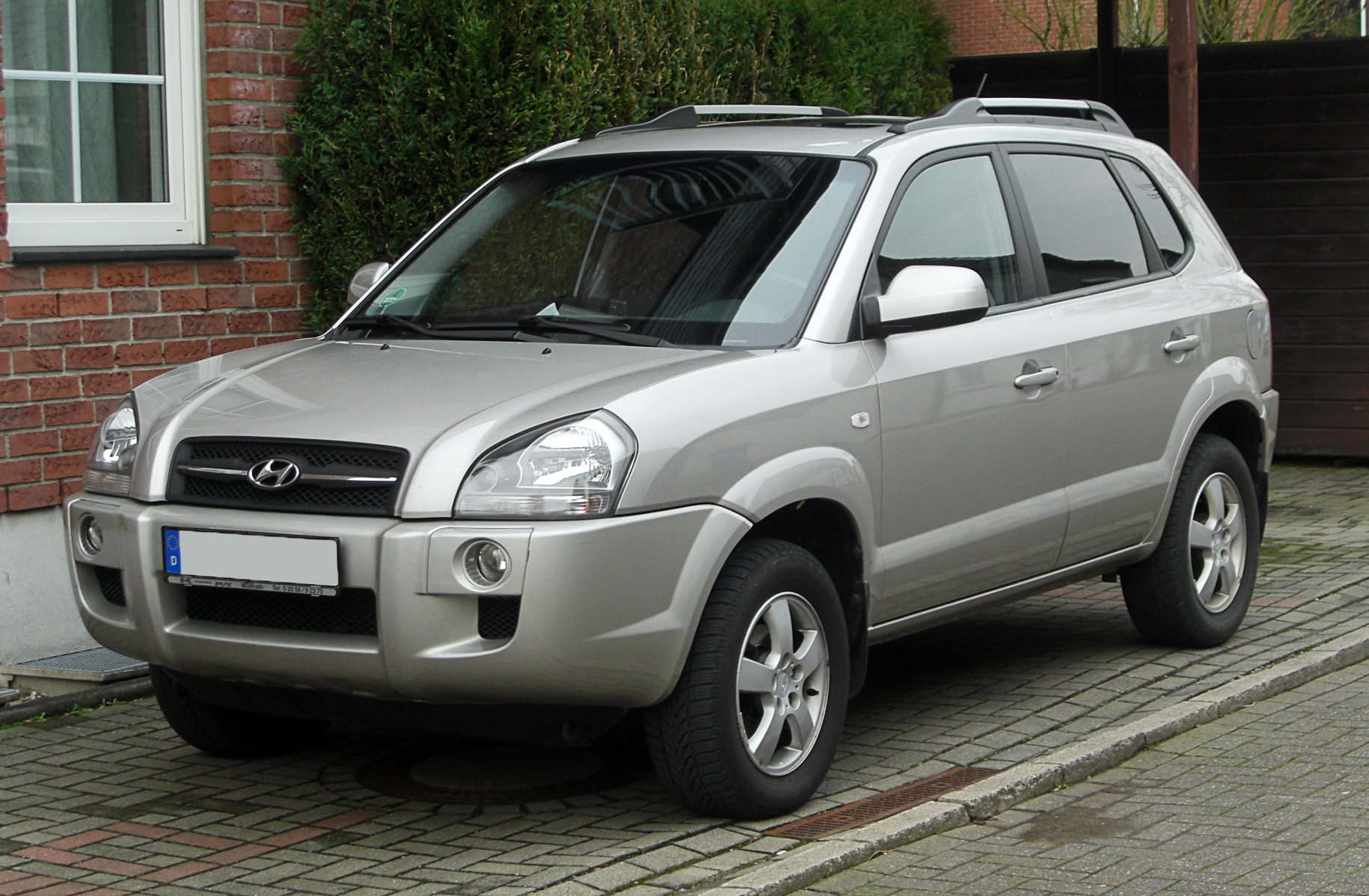
Hyundai Tucson

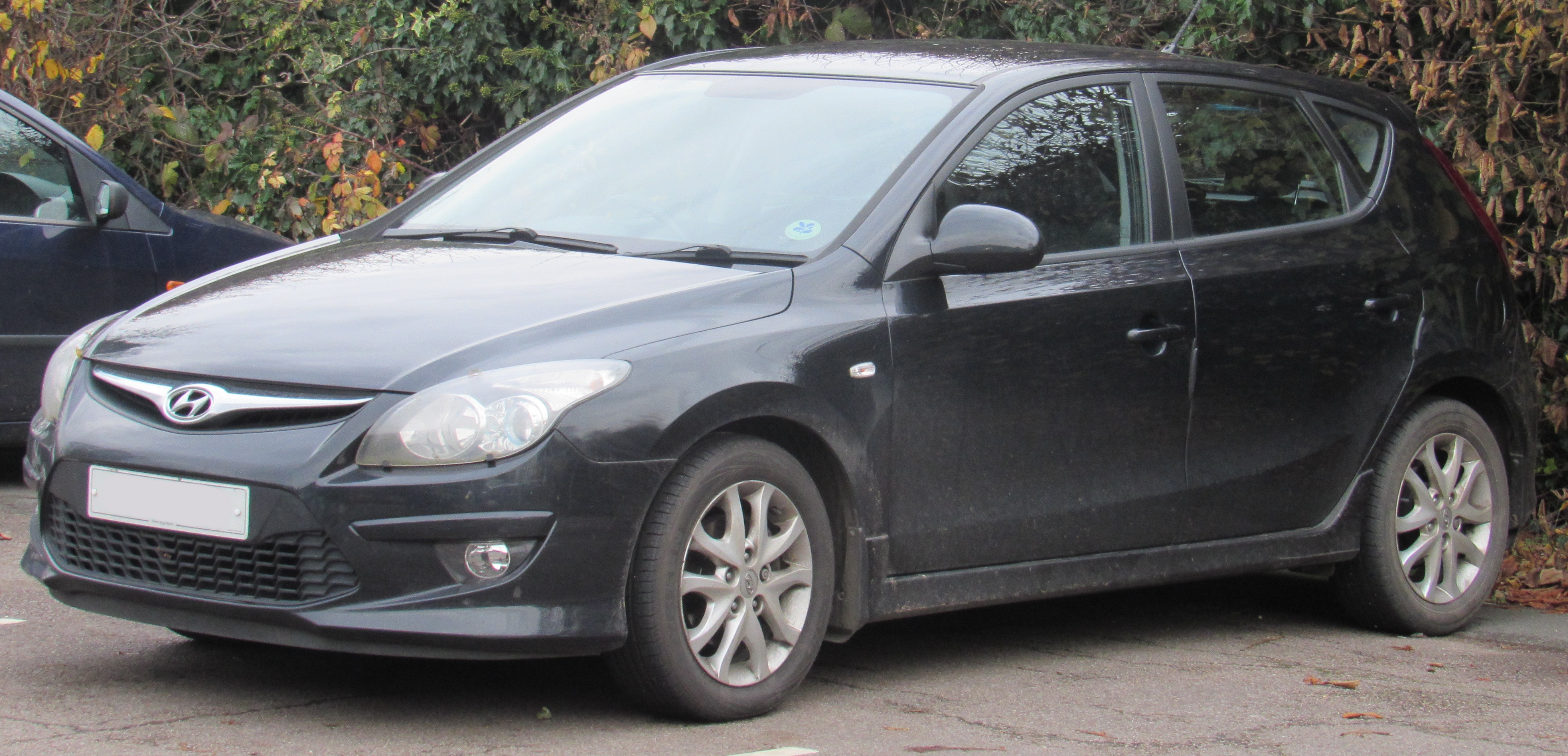
Hyundai i30

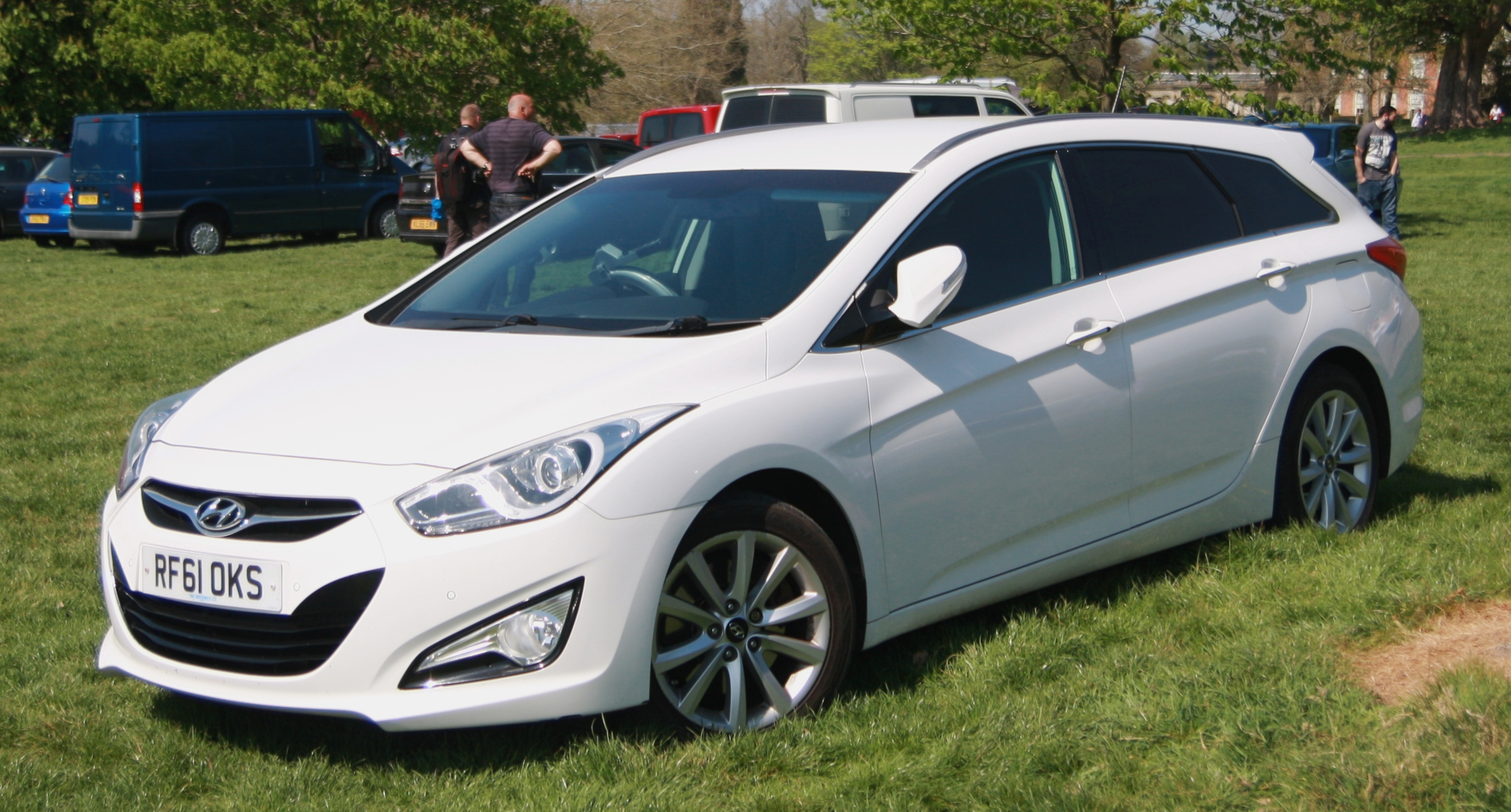
Hyundai i40

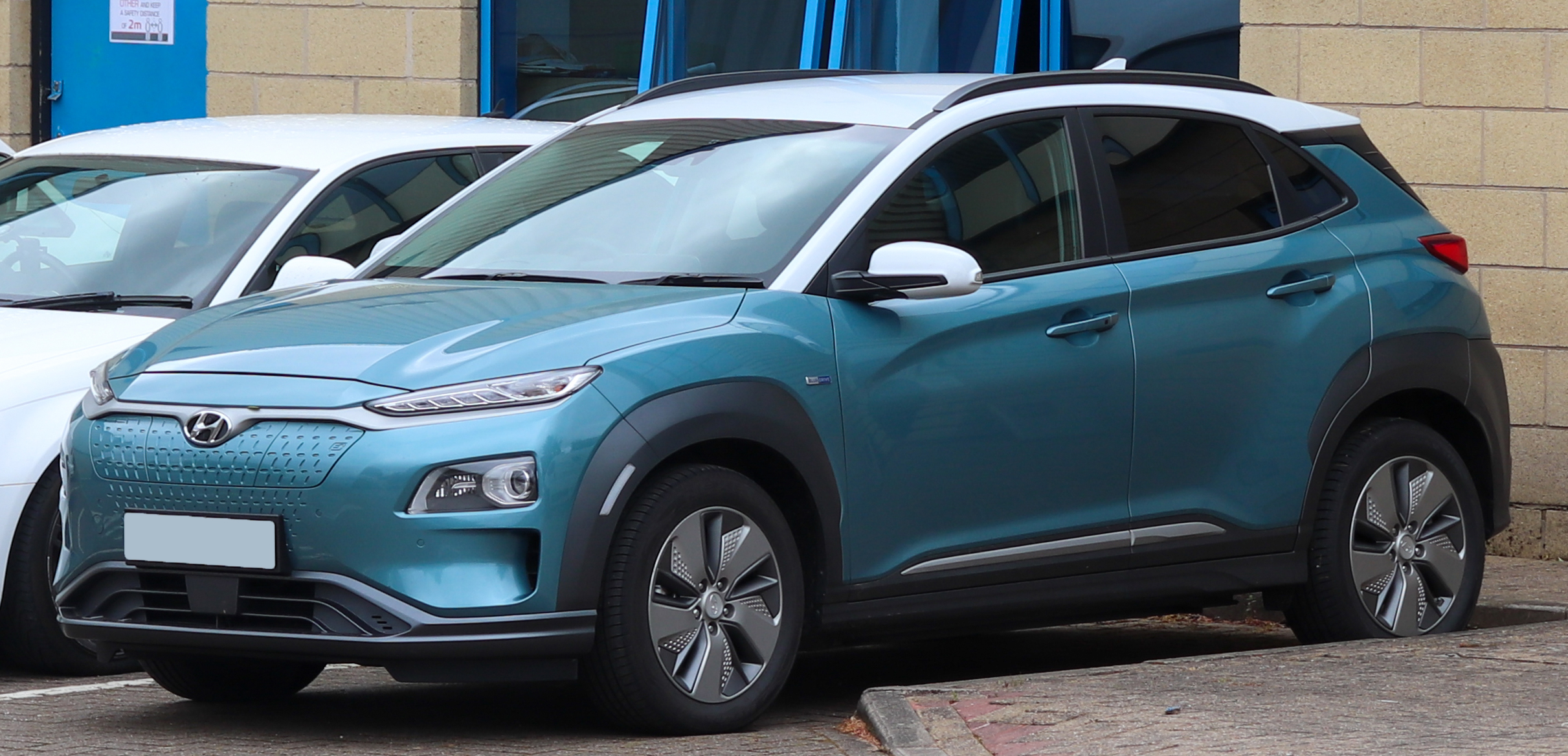
Hyundai Kona Electric

Hyundai rozpoczął działalność w Europie poczynając od Europy Zachodniej, to tutaj prezentując w 1974 roku swój pierwszy samodzielnie skonstruowany i globalny model Pony. Samochód stał się kluczowym produktem Hyundaia w tym regionie, powstając do 1995 roku w kolejnych czterech generacjach i pozwalając Europie na przyjęcie miana największego rynku eksportowego na świecie w połowie lat 90. XX wieku.
W 2003 roku Hyundai Motor Europe wybudował za kwotę 55 mln euro centrum biurowe oraz badawczo-rozwojowe w niemieckim Rüsselsheim am Main, w 2004 roku rozpoczęto budowę pierwszej na europejskim rynku fabryki bratniej Kii na Słowacji, a w 2007 roku rozpoczęta została budowa fabryki Hyundaia w Czechach. Od 2006 roku w Rüsselsheim am Main oficjalnie zaczęło działać Europejskie Centrum Designu Hyundaia. Pierwszym pojazdem opracowanym specjalnie z myślą o Europie został kompaktowy i30, a kolejnym pojazdem zbudowanym dla tego regionu został zaprezentowany w 2010 roku minivan ix20.
W 2019 roku Hyundai po raz pierwszy od końca lat 80. XX wieku wycofał się z klasy średniej, kończąc sprzedaż modelu i40 jako przypieczętowanie nowej polityki producenta stawiającej na większy udział w ofercie SUV-ów i crossoverów.

### Obecnie produkowane

#### Samochody osobowe
- i10
- i20
- i30
- Elantra

#### SUV-y i crossovery
- Bayon
- Kona
- Tucson
- Santa Fe

#### Samochody elektryczne
- Inster
- Kona Electric
- Ioniq 5
- Ioniq 6
- Ioniq 9

#### Samochody wodorowe
- Nexo

### Historyczne
- Stellar (1986–1992)
- Pony (1974–1995)
- Scoupe (1988–1995)
- Santamo (1991–1997)
- Lantra (1991–2000)
- Galloper (1991–2001)
- H-100 (1986–2003)
- Atos (1997–2003)
- Centennial (2000–2003)
- H-150 (1996–2004)
- XG (1998–2005)
- Elantra (2000–2006)
- Terracan (2001–2007)
- Libero (2000–2007)
- Accent (1994–2008)
- Atos Prime (1999–2008)
- Trajet (2000–2008)
- Getz (2002–2008)
- Coupé (1996–2008)
- Tucson (2004–2009)
- Sonata (1989–2009)
- Matrix (2001–2010)
- Grandeur (2005–2011)
- ix55 (2009–2012)
- Genesis Coupe (2010–2013)
- ix35 (2009–2015)
- Veloster (2010–2016)
- i30 Coupe (2012–2017)
- Grand Santa Fe (2011–2018)
- ix35 FCEV (2013–2018)
- i20 Coupe (2014–2018)
- H-1 (1997–2019)
- ix20 (2010–2019)
- i40 (2011–2019)
- H350 (2014–2019)
- Ioniq (2016–2022)
- Ioniq Electric (2016–2022)

## Hyundai w Ameryce Północnej

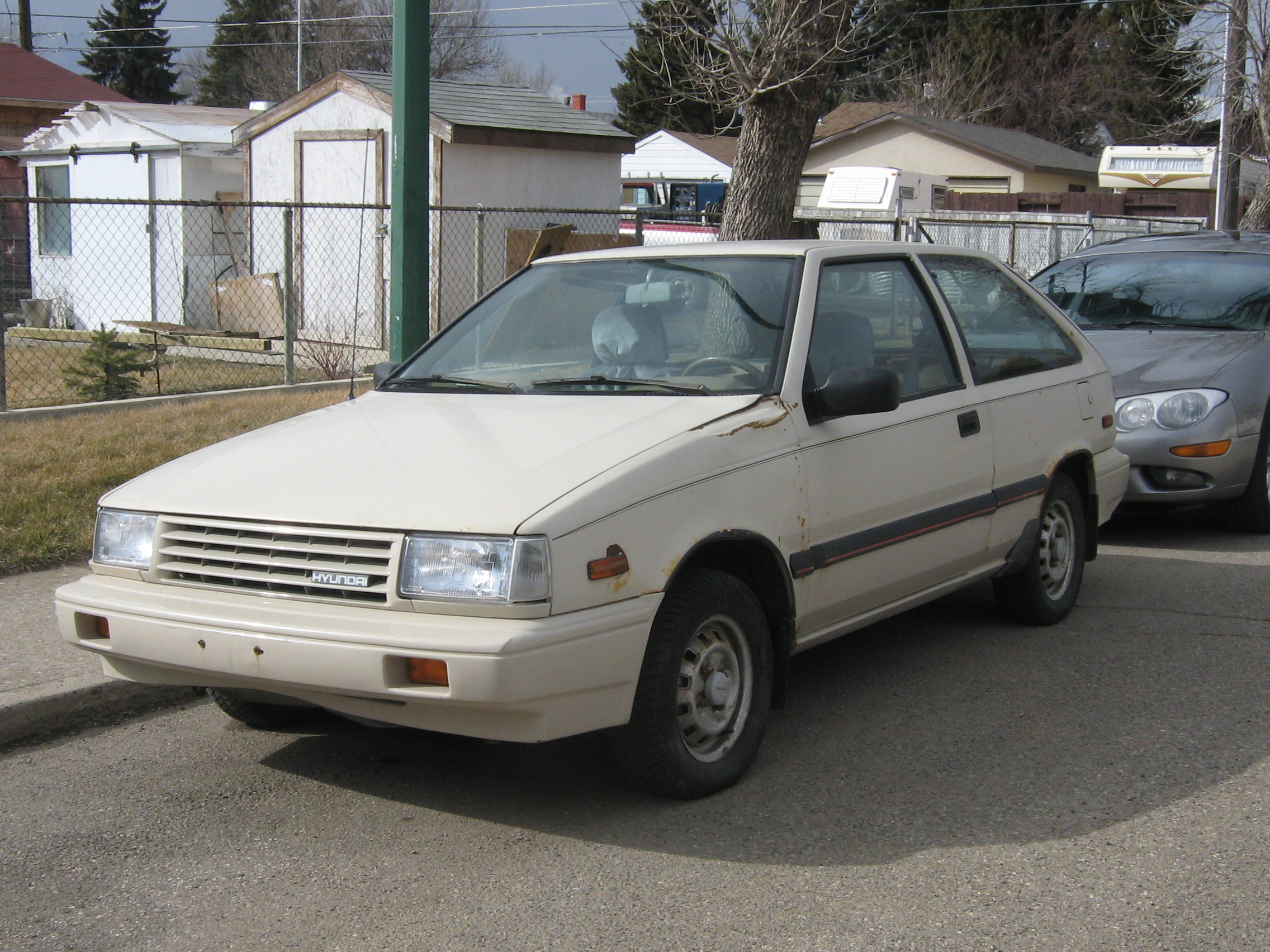
Hyundai Excel

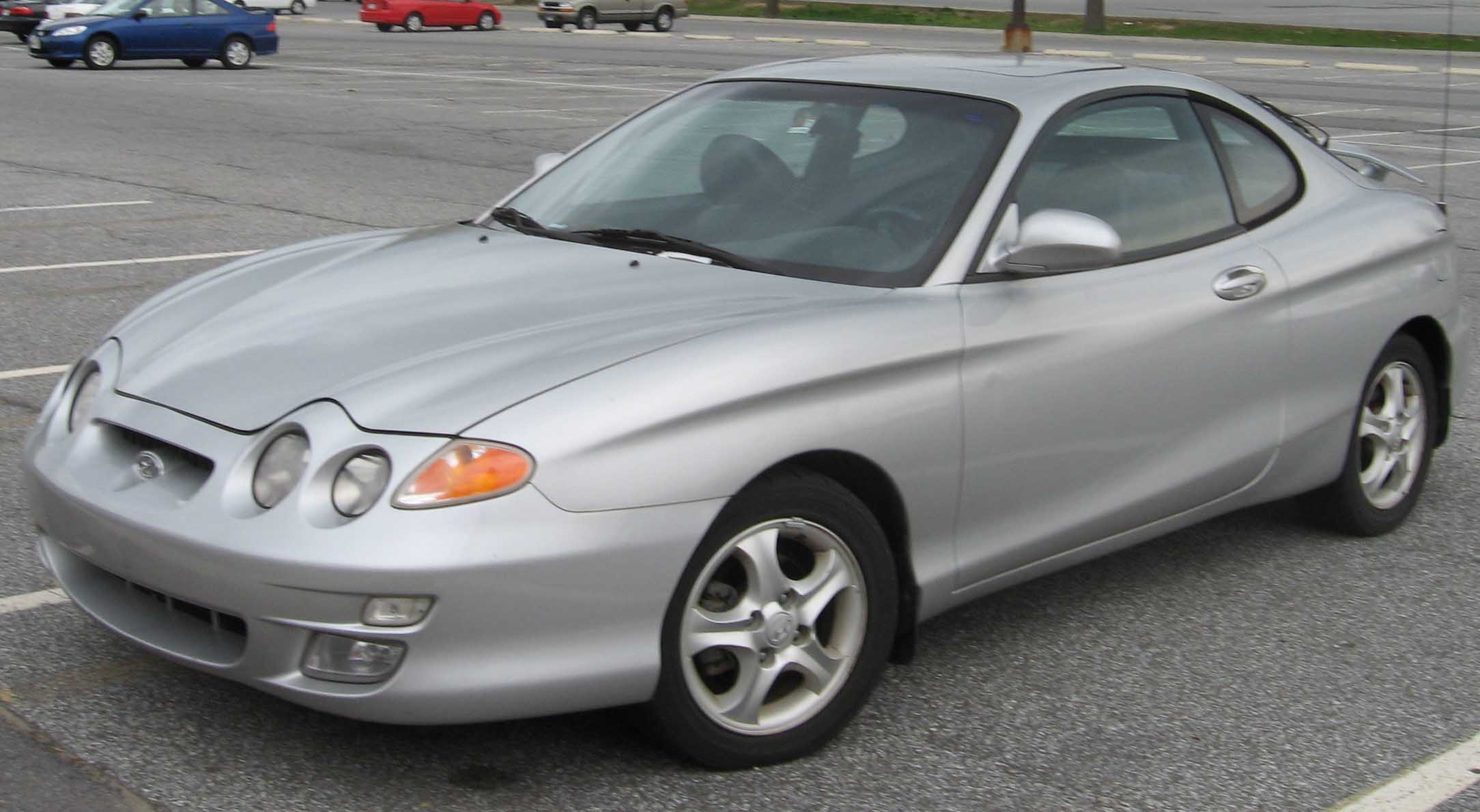
Hyundai Tiburon

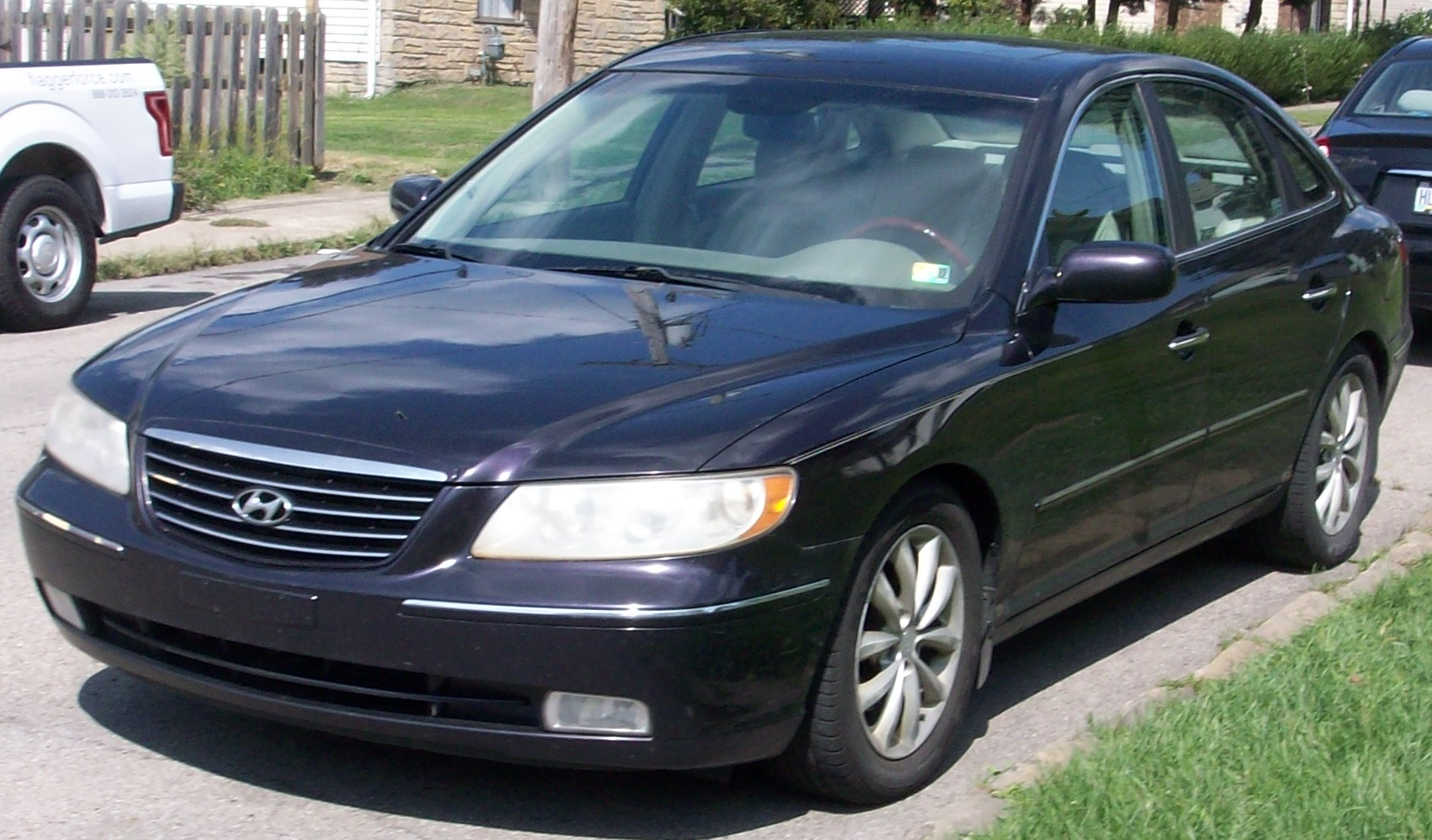
Hyundai Azera

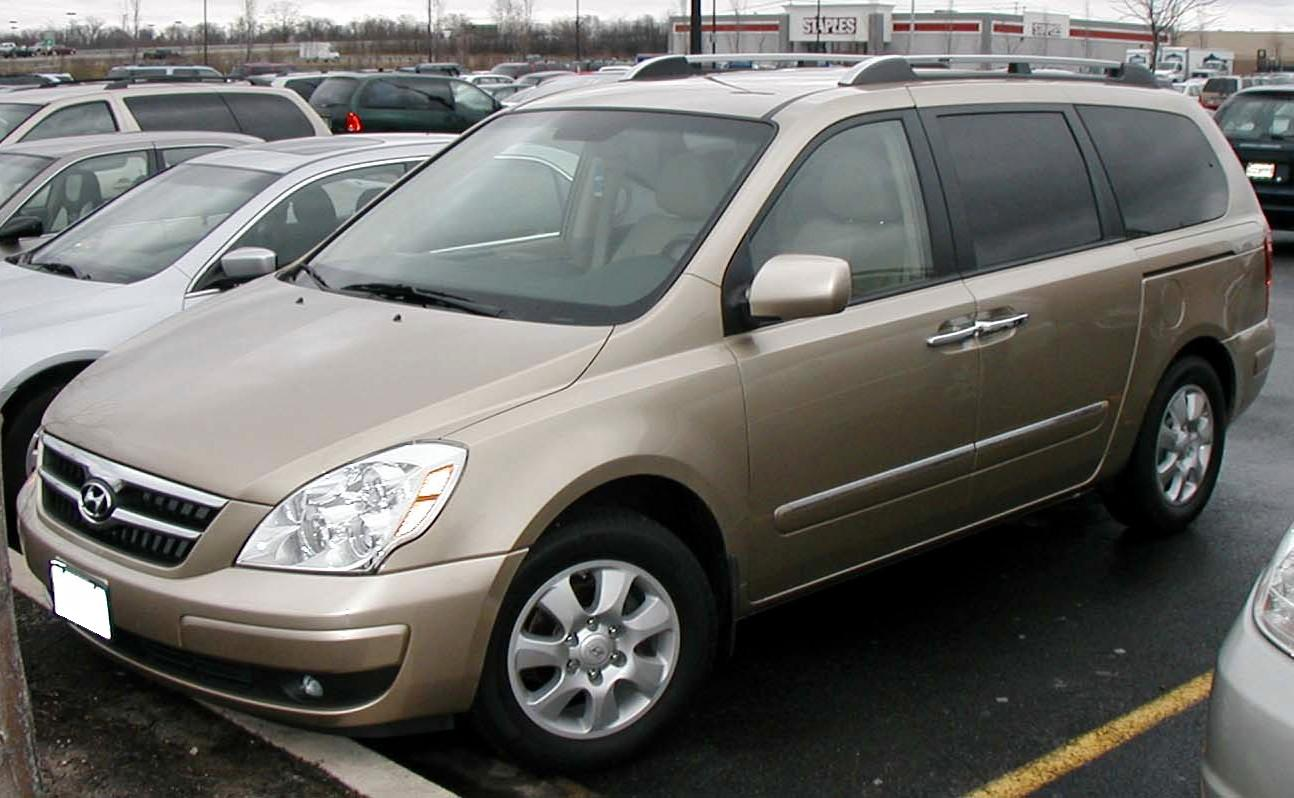
Hyundai Entourage

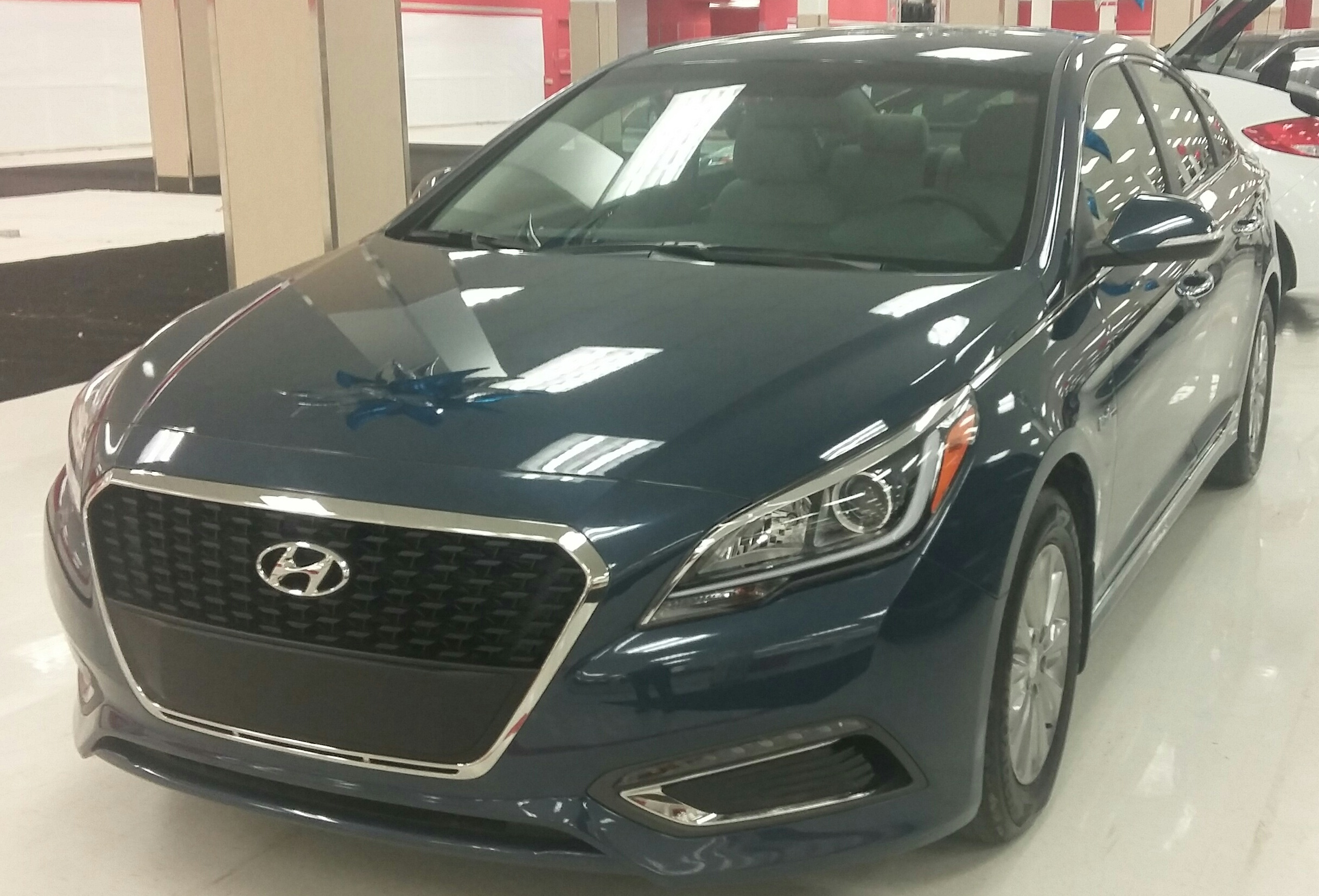
Hyundai Sonata Hybrid

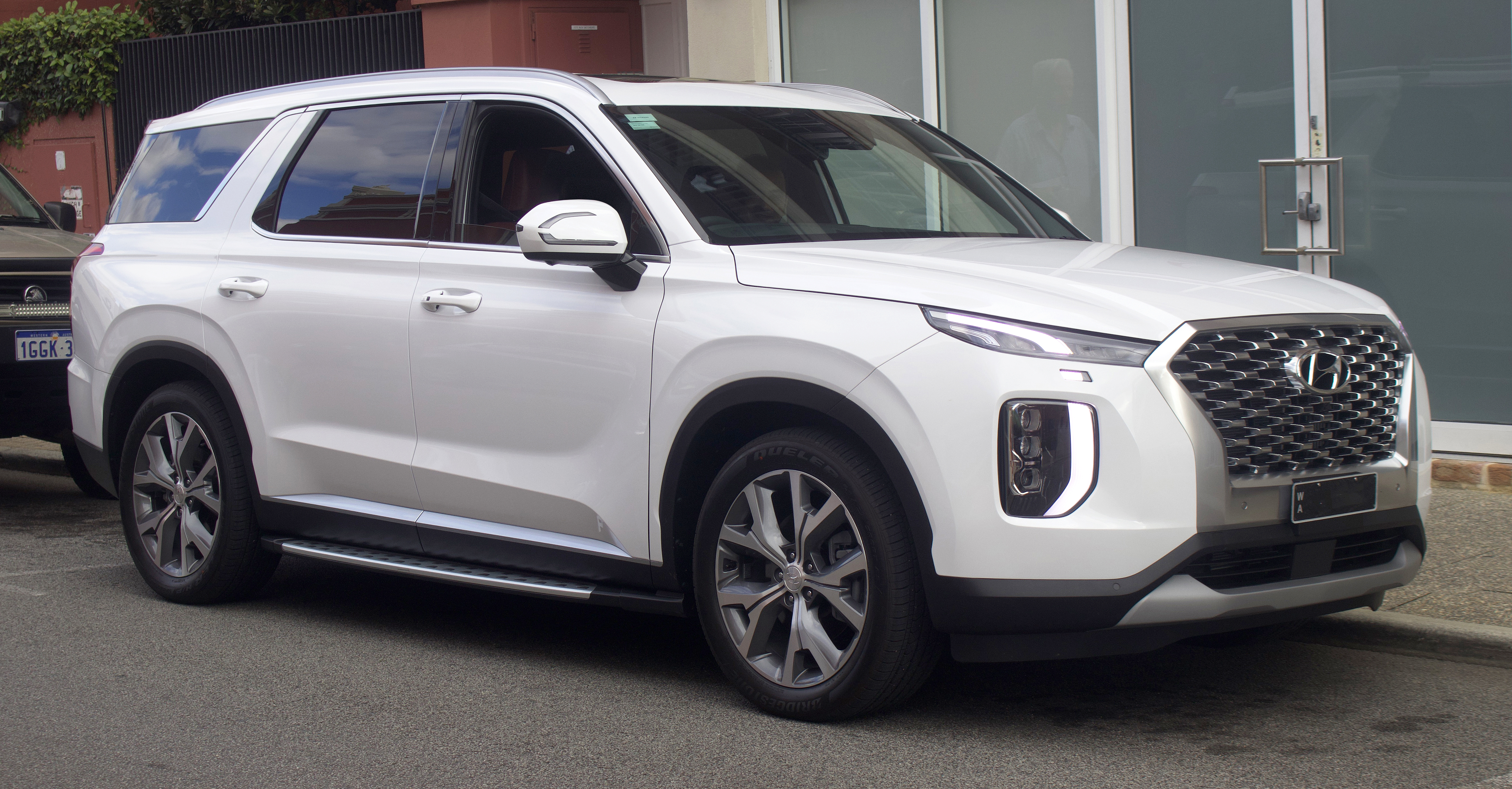
Hyundai Palisade

W 1985 roku Hyundai otworzył swój oddział w Ameryce Północnej, rozpoczynając rok później sprzedaż modelu Excel. W 1988 roku rozpoczęto poszerzanie lokalnej oferty, wprowadzając do sprzedaży i produkcji w sąsiedniej Kanadzie większy model Sonata, a latach 90. pośrednią Elantrę.
W 2006 roku Hyundai przedstawił pierwszy model opracowany specjalnie dla Stanów Zjednoczonych i Kanady w postaci luksusowego minivana Entourage. W 2008 roku rozpoczęto z kolei import pierwszego modelu z Europy, najpierw w postaci kombi Elantra Touring, a w latach 2012–2020 hatchbacka GT.
W listopadzie 2018 roku Hyundai przedstawił topowego SUV-a Palisade, który był drugim od czasu minivana Entourage pojazdem skonstruowanym z myślą o rynku Ameryki Północnej. Na 2021 roku producent zaplanował z kolei premierę kolejnego pojazdu mającego uczynić ofertę Hyundaia bardziej konkurencyjną wobec rodzimych amerykańskich producentów w postaci pick-upa Santa Cruz.

### Obecnie produkowane

#### Samochody osobowe
- Elantra
- Sonata

#### SUV-y i crossovery
- Venue
- Kona
- Tucson
- Santa Fe
- Palisade

#### Pickupy
- Santa Cruz

#### Samochody elektryczne
- Kona Electric
- Ioniq 5
- Ioniq 6
- Ioniq 9

#### Samochody wodorowe
- Nexo

### Historyczne
- Excel (1986–1994)
- Scoupe (1991–1995)
- XG (2001–2005)
- Tiburon (1999–2008)
- Entourage (2006–2009)
- Veracruz (2007–2012)
- Elantra Touring (2008–2012)
- Genesis (2008–2016)
- Equus (2011–2016)
- Genesis Coupe (2010–2016)
- Azera (2006–2017)
- Grand Santa Fe (2011–2018)
- Elantra GT (2012–2020)
- Ioniq (2016–2022)
- Ioniq Electric (2016–2022)
- Veloster (2011–2022)
- Accent (1994–2022)

## Hyundai w Chinach

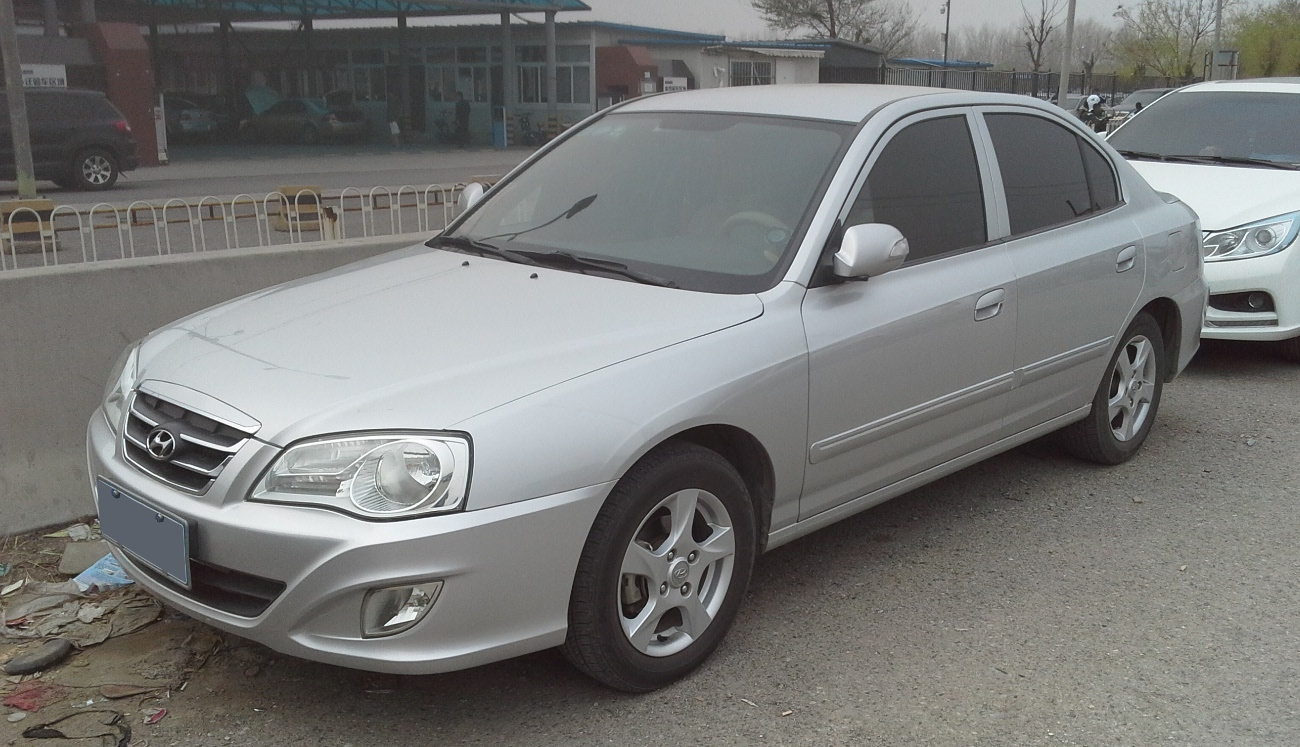
Hyundai Elantra

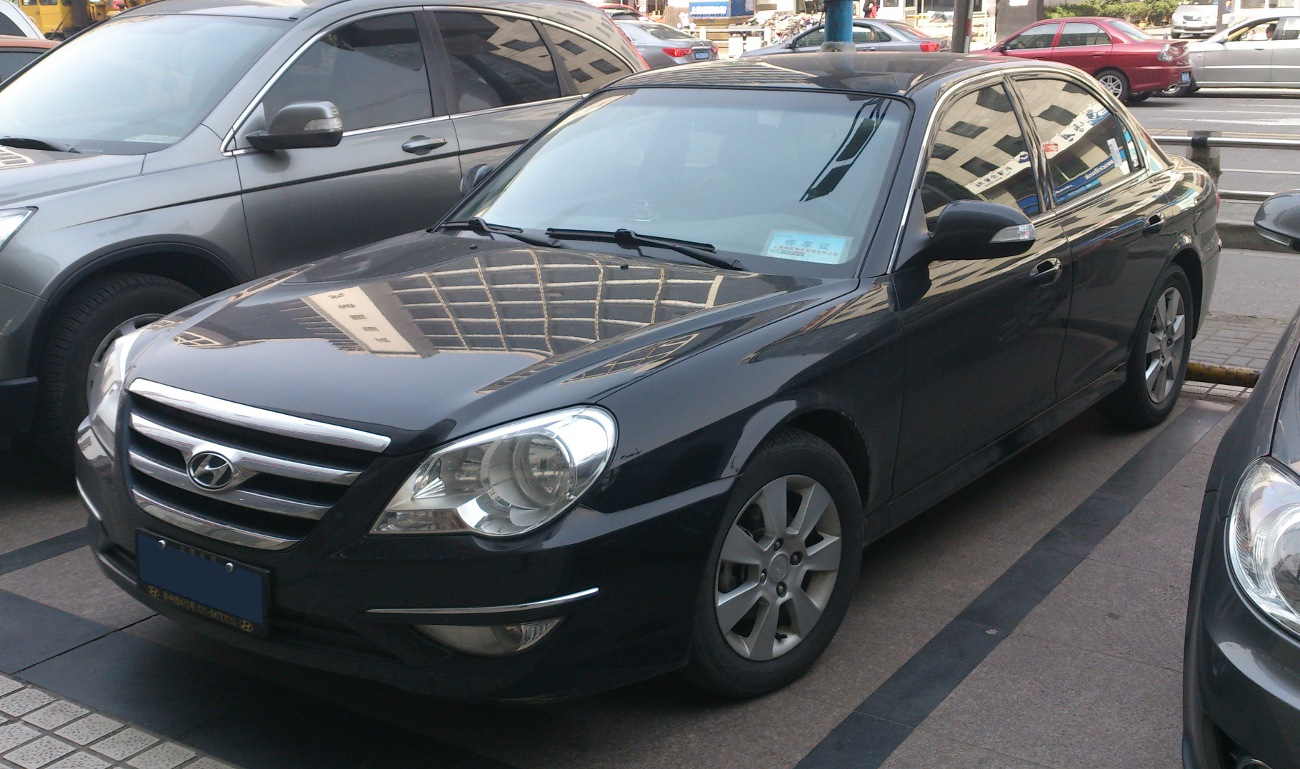
Hyundai Moinca

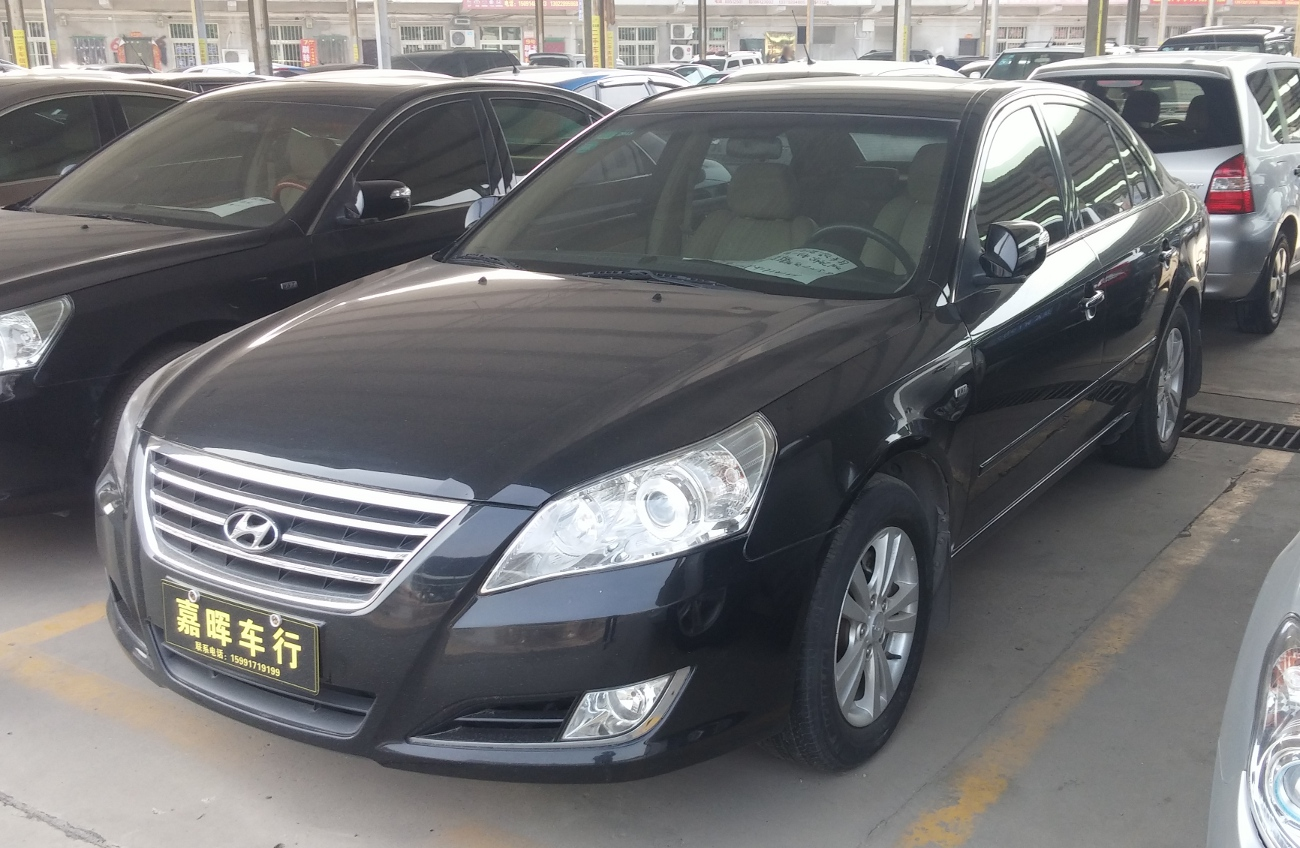
Hyundai Sonata Ling Xiang

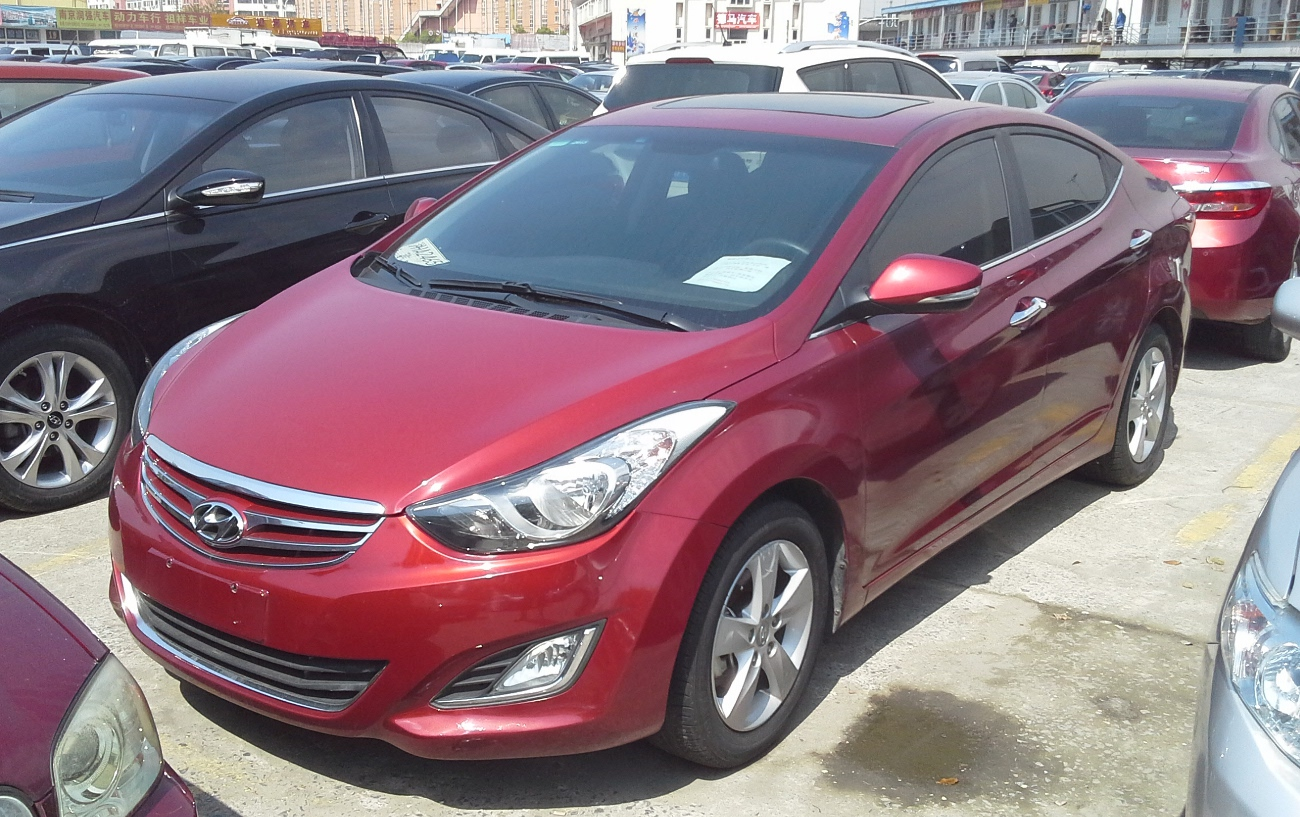
Hyundai Elantra Langdong

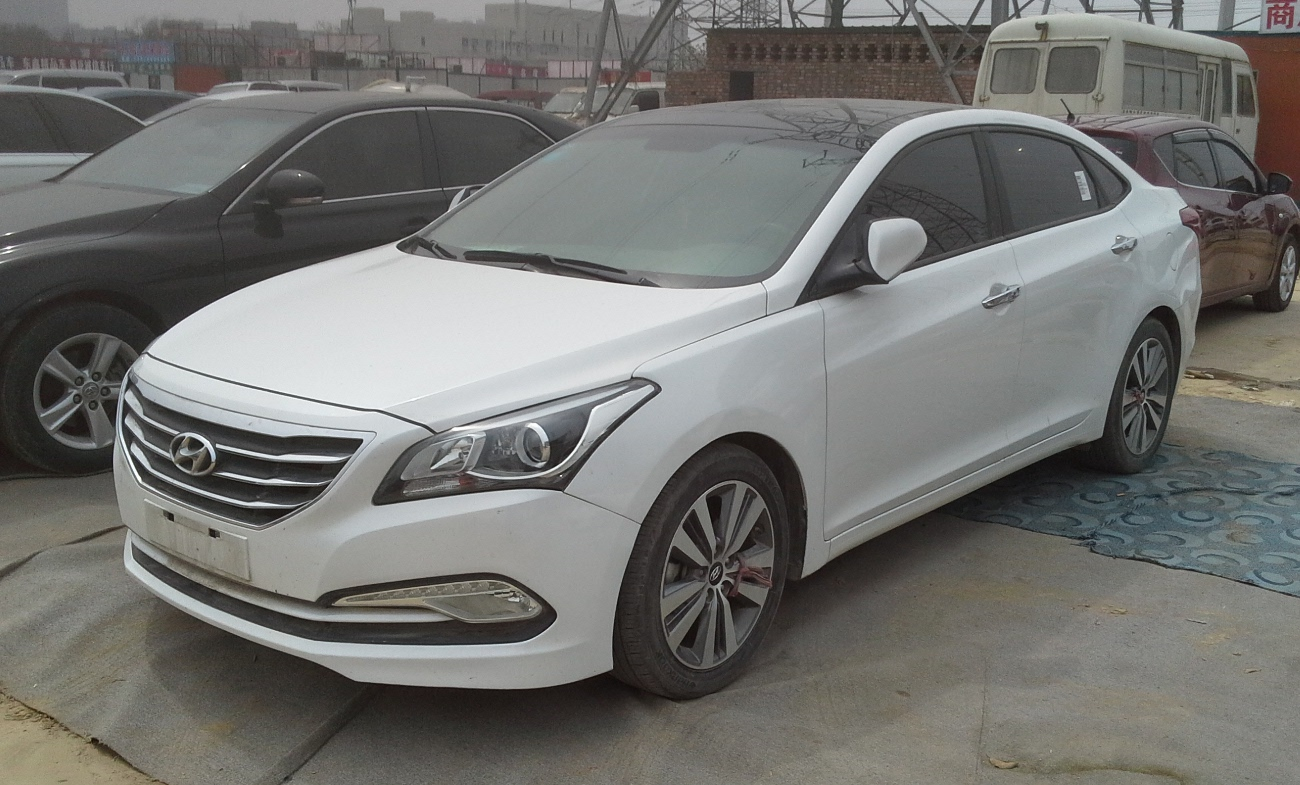
Hyundai Mistra

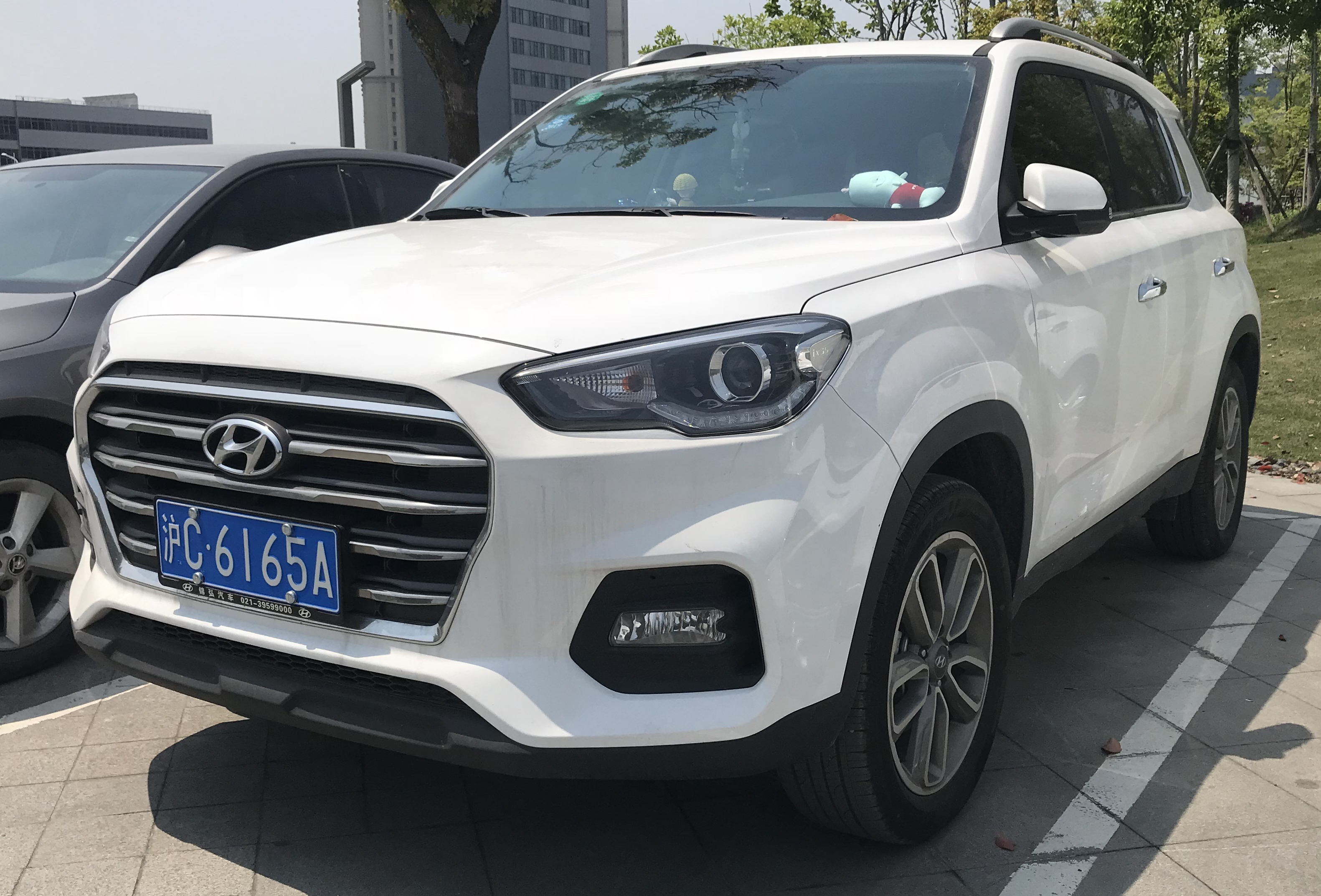
Hyundai ix35

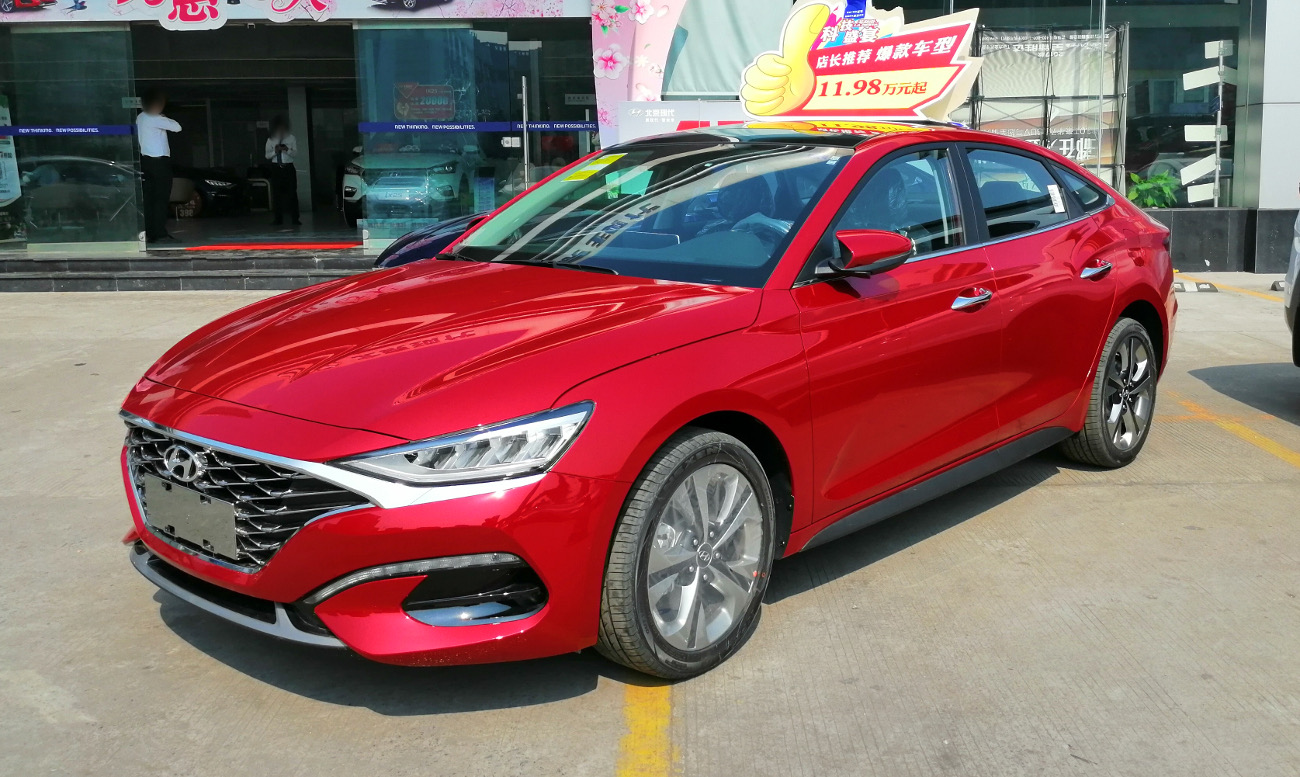
Hyundai Lafesta

Hyundai zdecydował się wkroczyć na rynek chiński, zawierając joint venture z lokalnym koncernem BAIC pod nazwą Beijing Hyundai w 2002 roku. Jeszcze w tym roku ruszyła lokalna produkcja modelu Sonata, a rok później mniejszej Elantry. W 2008 roku przeprowadzono pierwszą restylizację specjalnie dla chińskiego rynku, prezentując model Elantra Yuedong będący pochodną globalnego wariantu kolejnego wcielenia Elantry. Politykę unikalnego dla chińskiego rynku wyglądu nadwozia kontynuowano również dla modeli Sonata Ling Xiang i Elantra Langdong.
W 2013 roku Beijing Hyundai przedstawił pierwszy model opracowany specjalnie dla rynku chińskiego, kompaktowego sedana Mistra. Zapoczątkowało to nową politykę Hyundaia, ściśle opartą na sedanach różnej wielkości skonstruowanych specjalnie dla chińskiego rynku, jak najmniejsza Reina, pośrednia Celesta i największa Lafesta. W 2017 roku skonstruowano także pierwszego SUV-a na rynek chiński w postaci lokalnego wariantu modelu ix35. Na przełomie drugiej i trzeciej dekady XXI wieku chiński oddział Hyundaia rozpoczął eksport swoich modeli także na rynki zagraniczne, głównie Ameryki Łacińskiej, Bliskiego Wschodu i Azji Wschodniej.

### Obecnie produkowane

#### Samochody osobowe
- Elantra
- Sonata

#### SUV-y i crossovery
- Mufasa
- Tucson L
- Santa Fe
- Palisade

#### Samochody elektryczne
- Elexio
- Ioniq 5 N

#### Minivany
- Custo

### Historyczne
- XG250 (2004–2005)
- Matrix (2004–2005)
- Coupe (2004–2006)
- Accent (2006–2010)
- Elantra XD (2003–2011)
- H-1 (2008–2011)
- Sonata Ling Xiang (2009–2011)
- Veracruz (2007–2012)
- Rohens (2008–2012)
- Rohens Coupe (2009–2012)
- Equus (2004–2014)
- Azera (2006–2015)
- Veloster (2011–2015)
- Genesis (2014–2015)
- Elantra Yuedong (2008–2017)
- Moinca (2009–2017)
- Grand Santa Fe (2013–2017)
- Elantra Langdong (2012–2018)
- Celesta RV (2018–2019)
- Reina (2017–2021)
- Encino (2018–2020)
- Encino Electric (2018–2020)
- ix25 (2014–2021)
- Verna (2010–2022)
- ix35 (2010–2023)
- Mistra (2013–2023)
- Celesta (2017–2023)
- Lafesta Electric (2019–2023)
- Mistra Electric (2020–2023)
- Lafesta (2018–2025)

## Hyundai w Brazylii

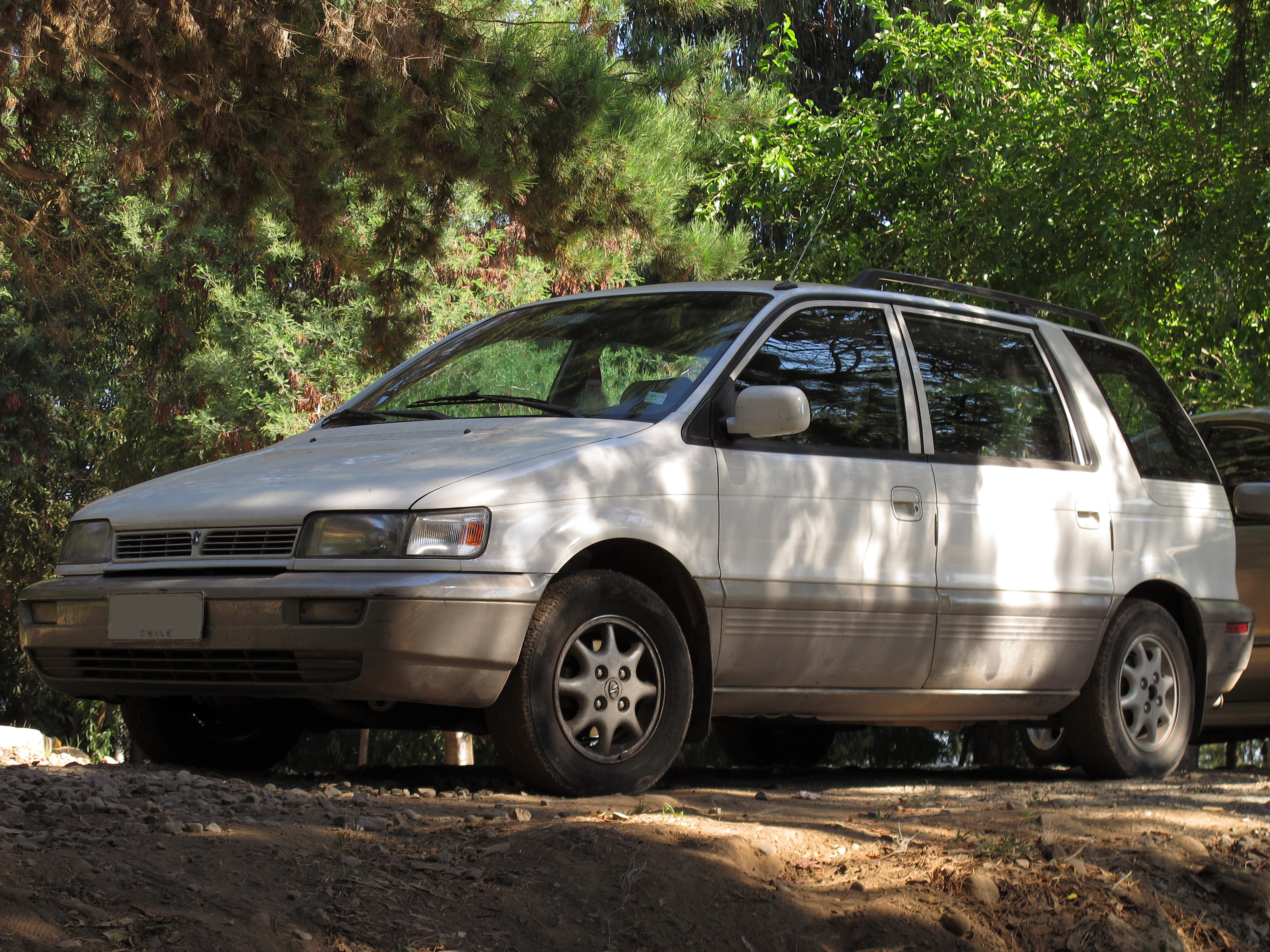
Hyundai Santamo

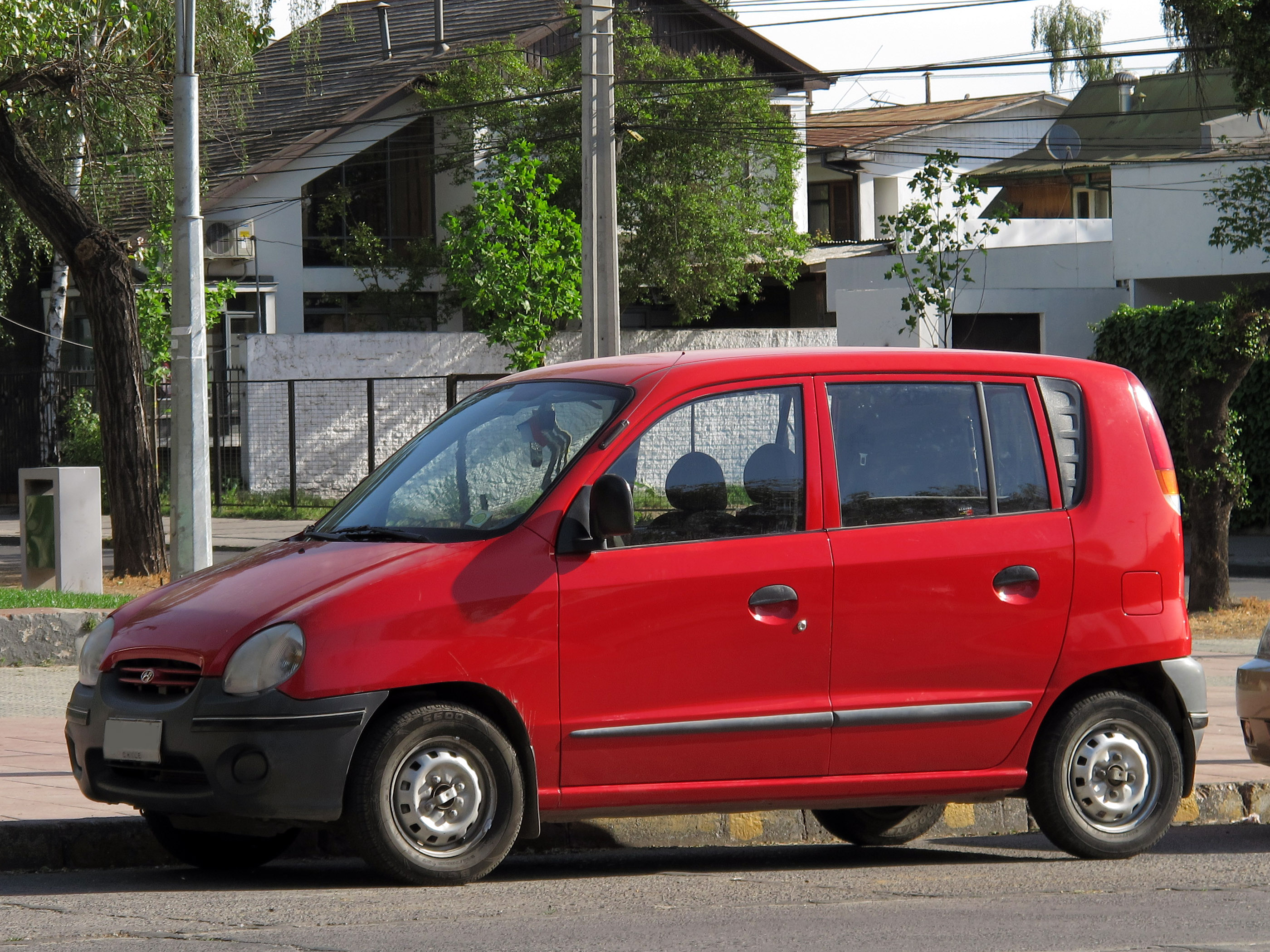
Hyundai Atos

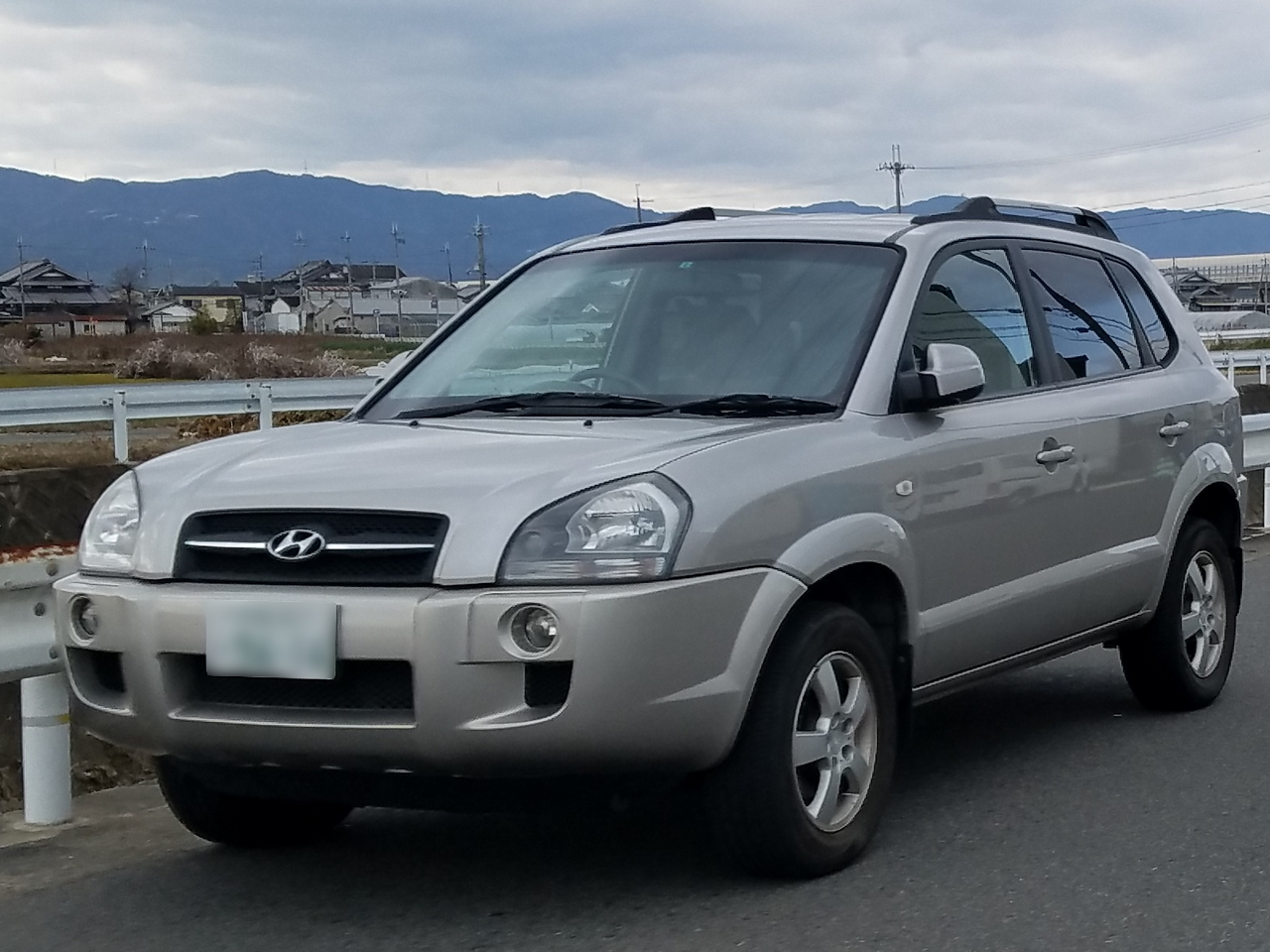
Hyundai Tucson

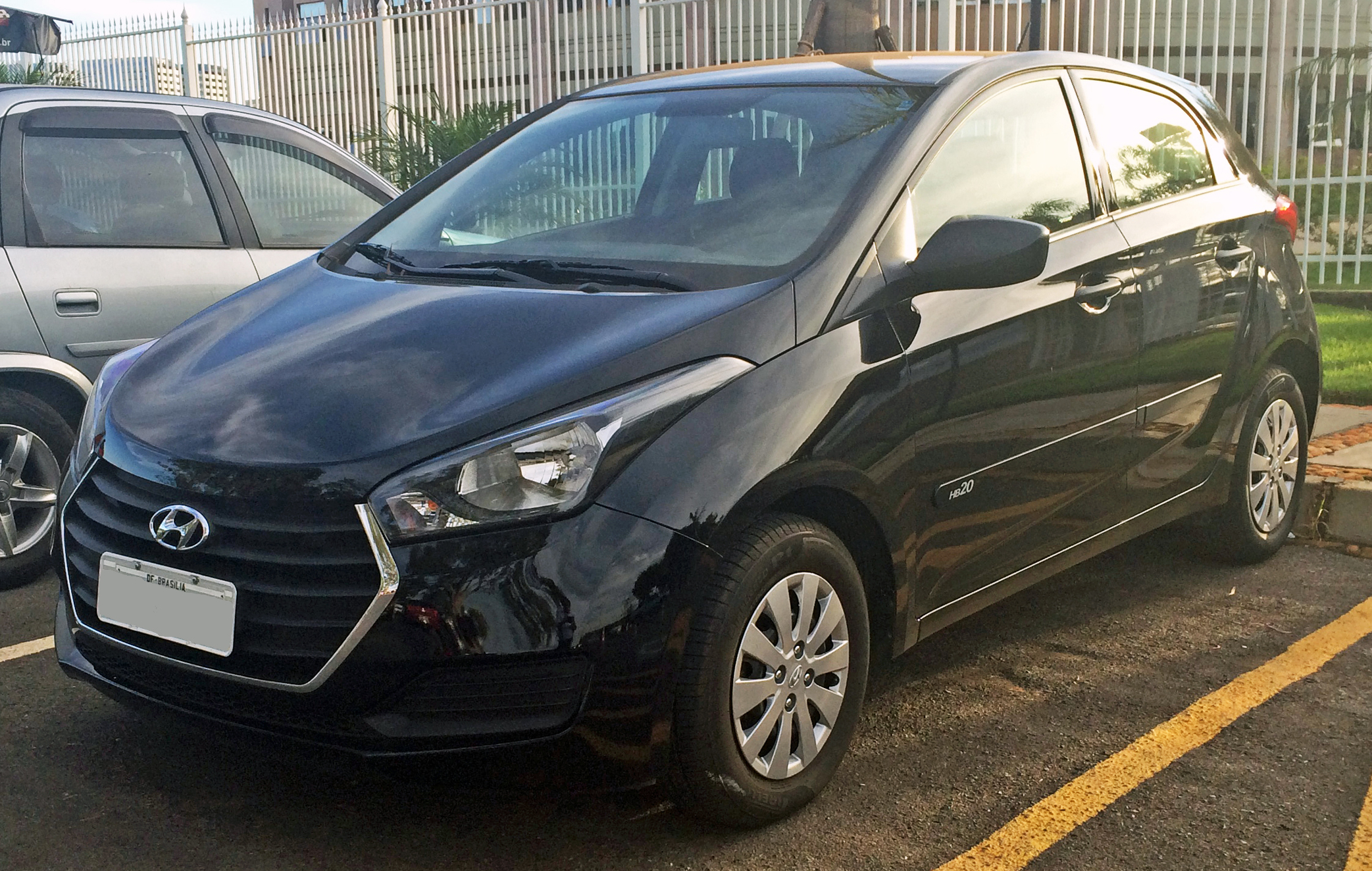
Hyundai HB20 I

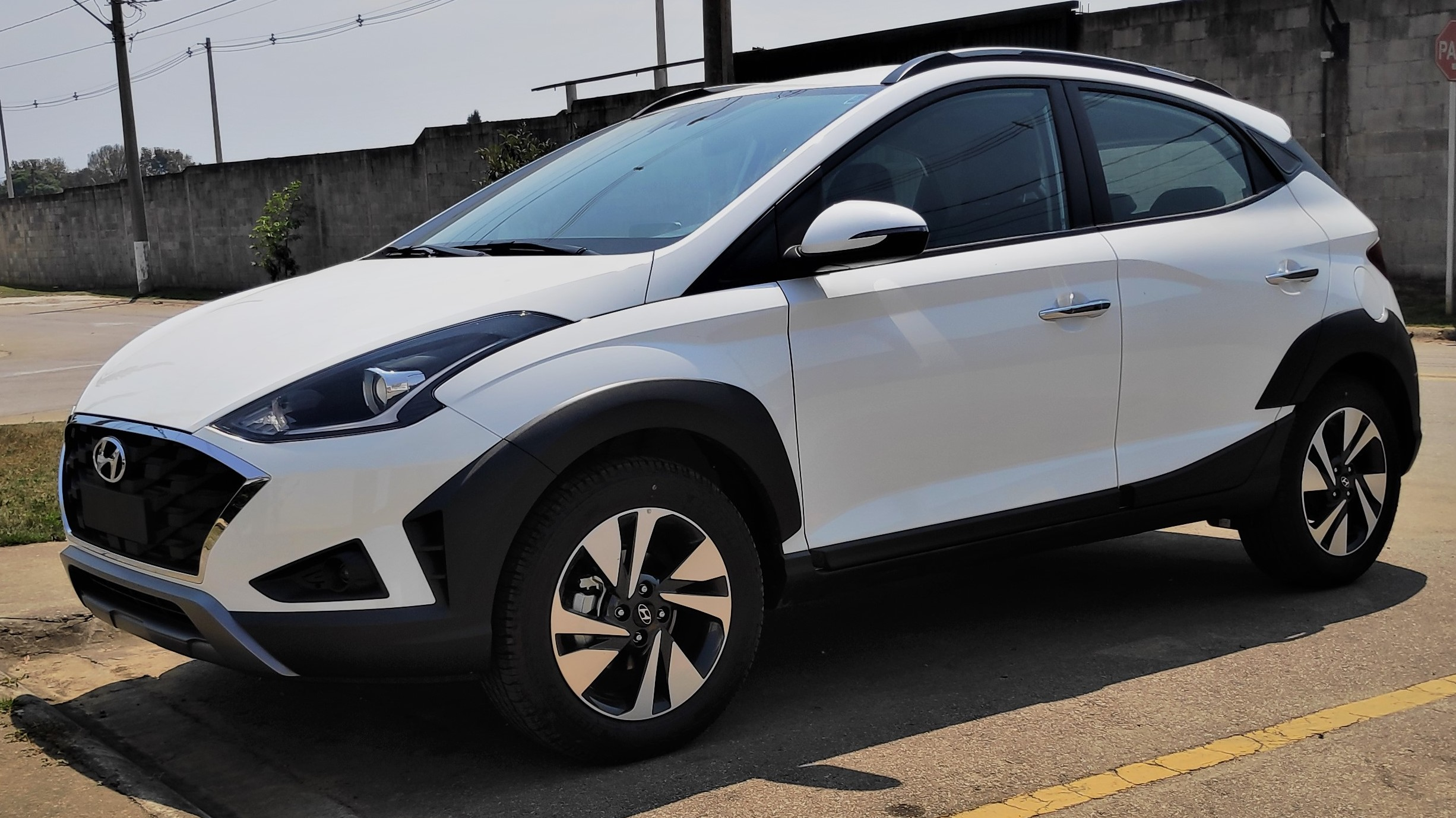
Hyundai HB20X II

Do końca pierwszej dekady XXI wieku brazylijska oferta modelowa Hyundaia nie odbiegała od portfolio producenta w Korei Południowej i Europie, lokalnie produkując m.in. model Tucson pierwszej generacji. W październiku 2012 roku Hyundai przedstawił swój pierwszy samochód skonstruowany w Brazylii z myślą o lokalnym rynku, wzorując się Fiacie czy Volkswagenie od lat posiadających tu silnie zautonomizowane oddziały.
Krótko po premierze, w listopadzie 2012 roku Hyundai HB20 otrzymał tytuł Brazylijskiego Samochodu Roku 2013. 6 lat później, brazylijski oddział Hyundaia przedstawił drugą generację HB20, a także podwyższonego HB20X i trójbryłowego HB20S. We wrześniu 2020 roku po raz pierwszy rozpoczęto eksport do zewnętrznych rynków, rozpoczynając sprzedaż miejskich modeli Hyundaia w Kolumbii.

### Obecnie produkowane

#### Samochody osobowe
- HB20
- HB20S

#### SUV-y i crossovery
- HB20X
- Creta
- Tucson
- Santa Fe

### Historyczne
- Excel (1985–1995)
- Scoupe (1988–1995)
- Atos (1997–2003)
- Accent (1994–2005)
- H-1 (1998–2005)
- Terracan (2001–2007)
- Coupé (1996–2008)
- Trajet (2000–2008)
- Matrix (2001–2008)
- Veracruz (2007–2012)
- Genesis (2008–2012)
- Genesis Coupe (2010–2013)
- Equus (1995-2011)
- Sonata (2009–2014)
- Veloster (2011–2015)
- Accent (1999–2016)
- i30 (2009–2016)
- Grand Santa Fe (2013–2017)
- Elantra (1990–2018)
- Azera (2007–2022)
- ix35 (2010–2022)

## Hyundai w Indiach

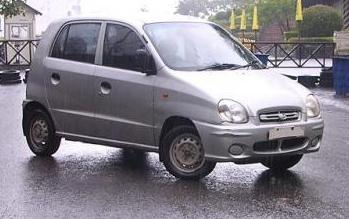
Hyundai Santro

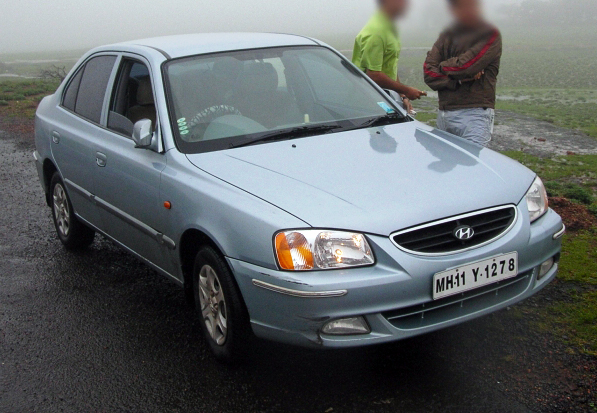
Hyundai Accent

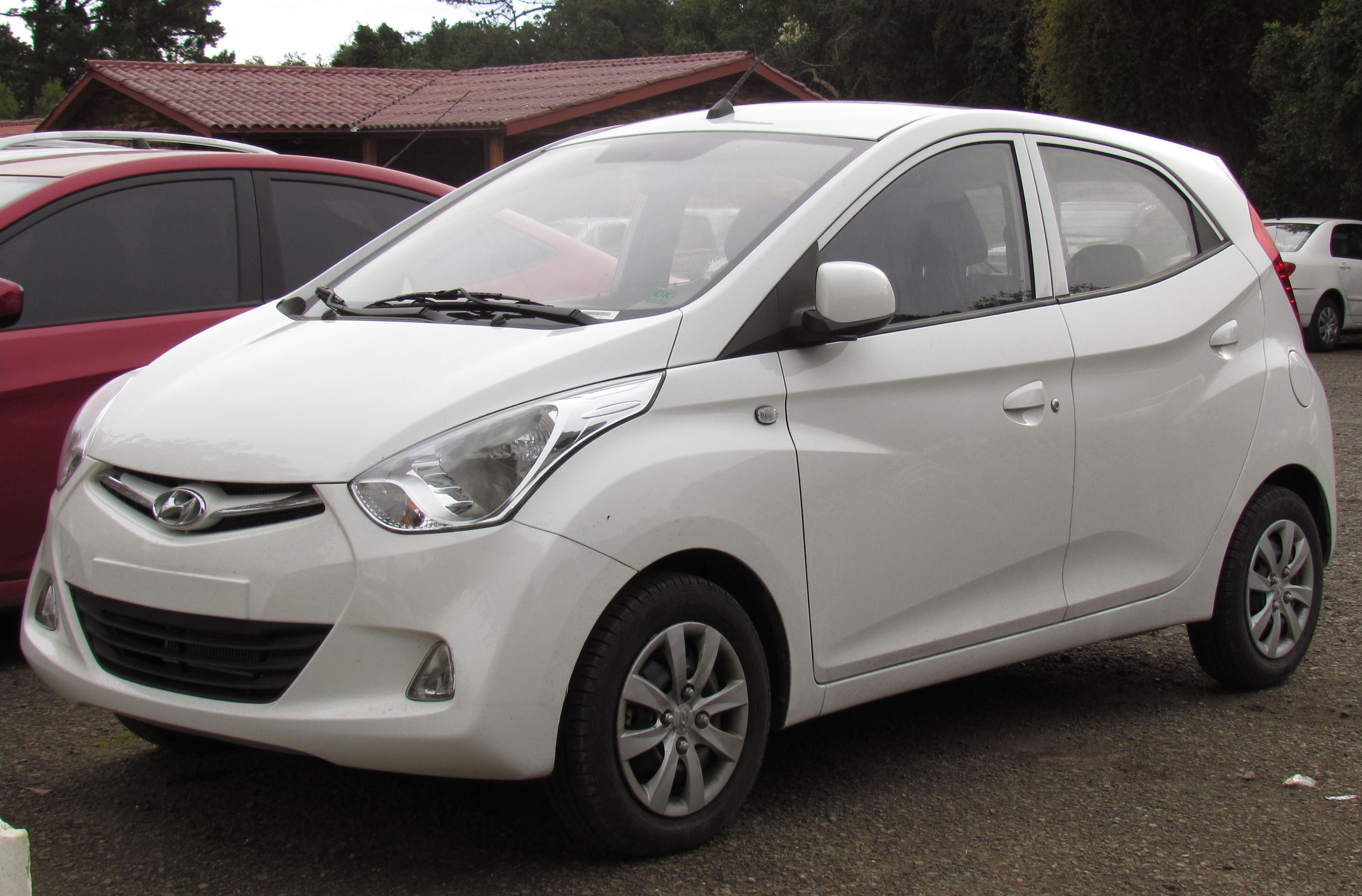
Hyundai Eon

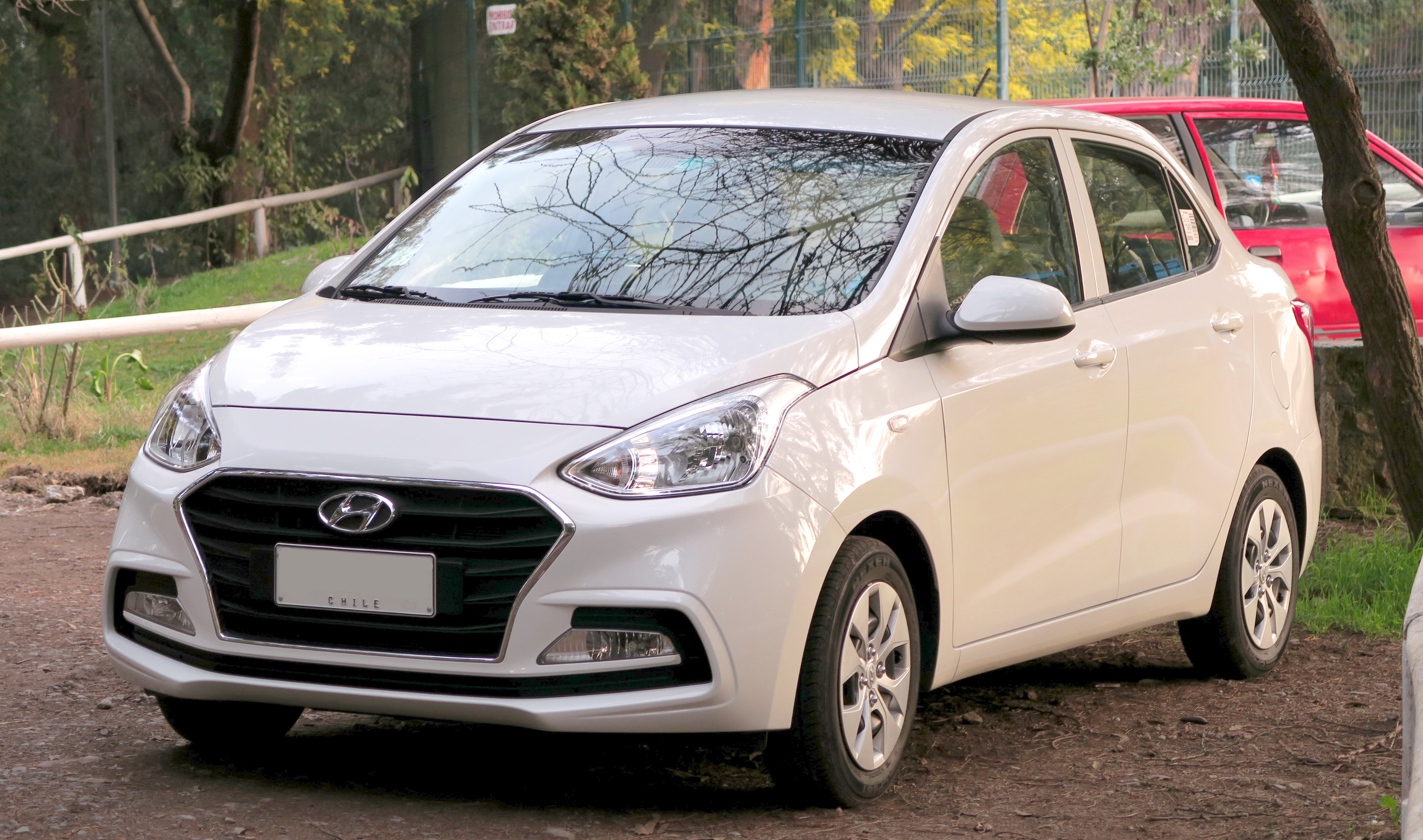
Hyundai Xcent

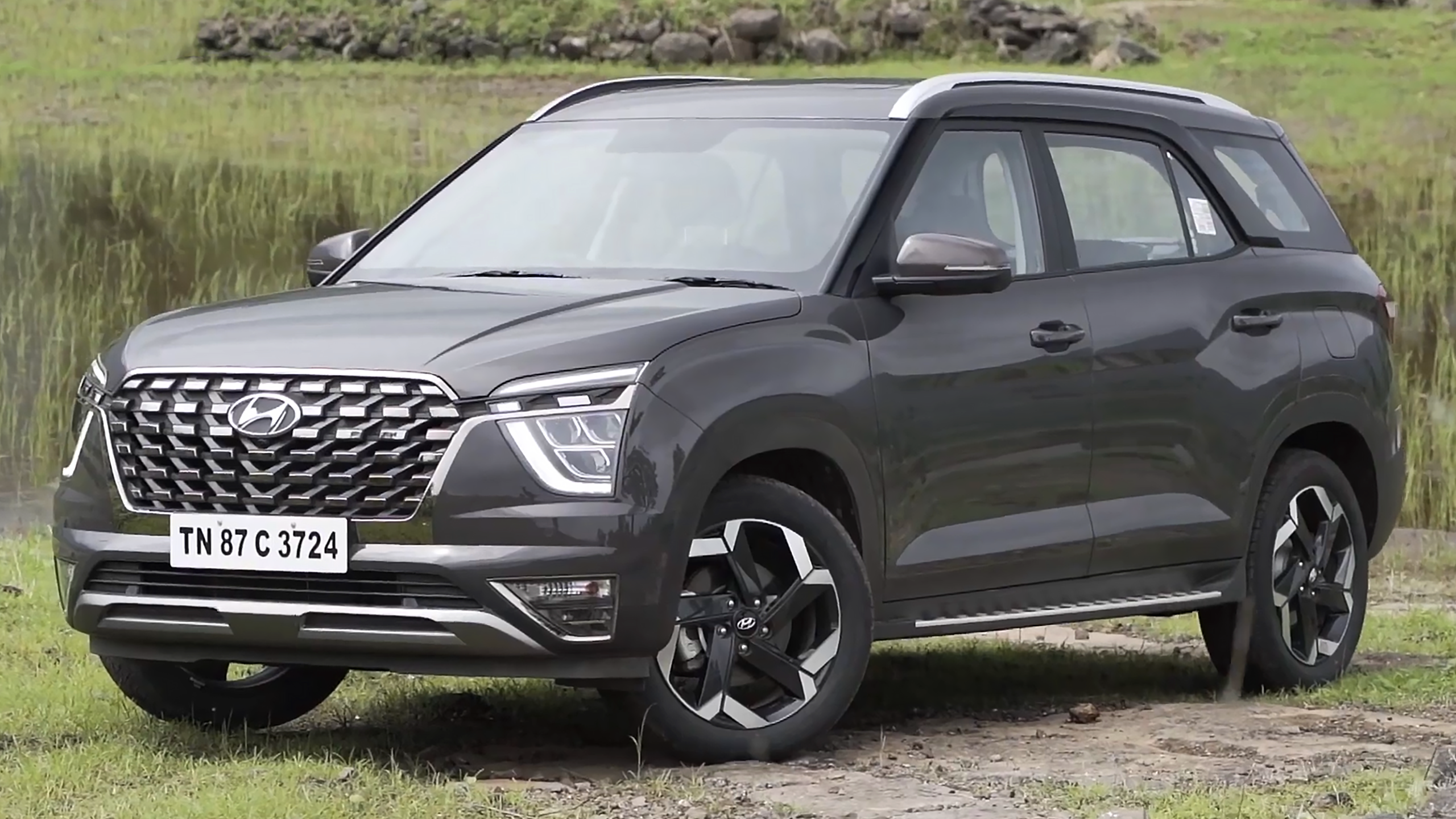
Hyundai Alcazar

W 1998 roku Hyundai rozpoczął swoją działalność w Indiach, otwierając zakłady produkcyjne w Ćennaj. Kluczowym modelem w ofercie stał się lokalny wariant hatchbacka Atos, który otrzymał nazwę Santro, W 2003 roku pojawił się zmodernizowany Santro Xing, który razem z pierwotnym wariantem odniósł duży sukces rynkowy i zapewnił Hyundaiowi popularność na półwyspie indyjskim.
W 2011 roku przedstawiono pierwszy model Hyundaia opracowany specjalnie z myślą o rynku Indii – niewielkiego hatchbacka Eon, który w 2018 roku zastąpił nowy model. Ponownie otrzymał on nazwę Santro i ponownie został opracowany z myślą o rynku indyjskim. Od drugiej dekady XXI wieku, indyjski oddział Hyundaia zajmuje się również eksportem najtańszych i najmniejszych modeli na inne rynki rozwijające się, jak Południowa Afryka, Chile czy Peru.

### Obecnie produkowane

#### Samochody osobowe
- Grand i10 Nios
- Aura
- i20
- Verna

#### SUV-y i crossovery
- Exter
- Venue
- Creta
- Alcazar
- Tucson

#### Samochody elektryczne
- Kona Electric
- Ioniq 5

### Historyczne
- Sonata (2001–2004)
- Santro (1998–2006)
- Terracan (2003–2007)
- Getz (2004–2009)
- Sonata Embera (2004–2009)
- Sonata (2009–2014)
- Santro Xing (2003–2014)
- i20 (2008–2015)
- Eon (2011–2019)
- Xcent (2014–2020)
- Elite i20 (2014–2020)
- Grand i10 (2013–2021)
- Elantra (2001–2021)
- Santro (2018–2022)
- Xcent Prime (2020–2023)

## Hyundai w Rosji

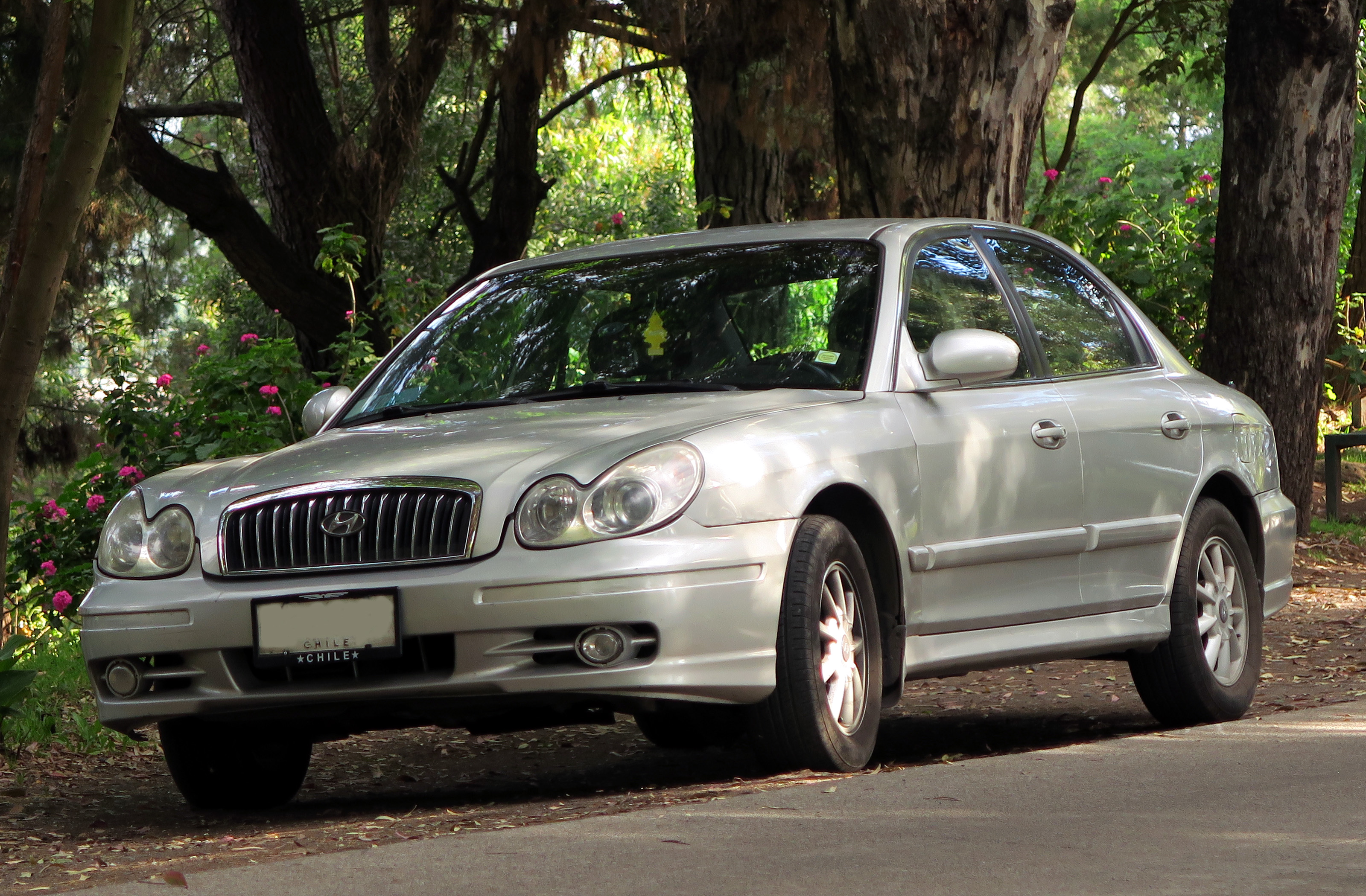
Hyundai-TagAZ Sonata

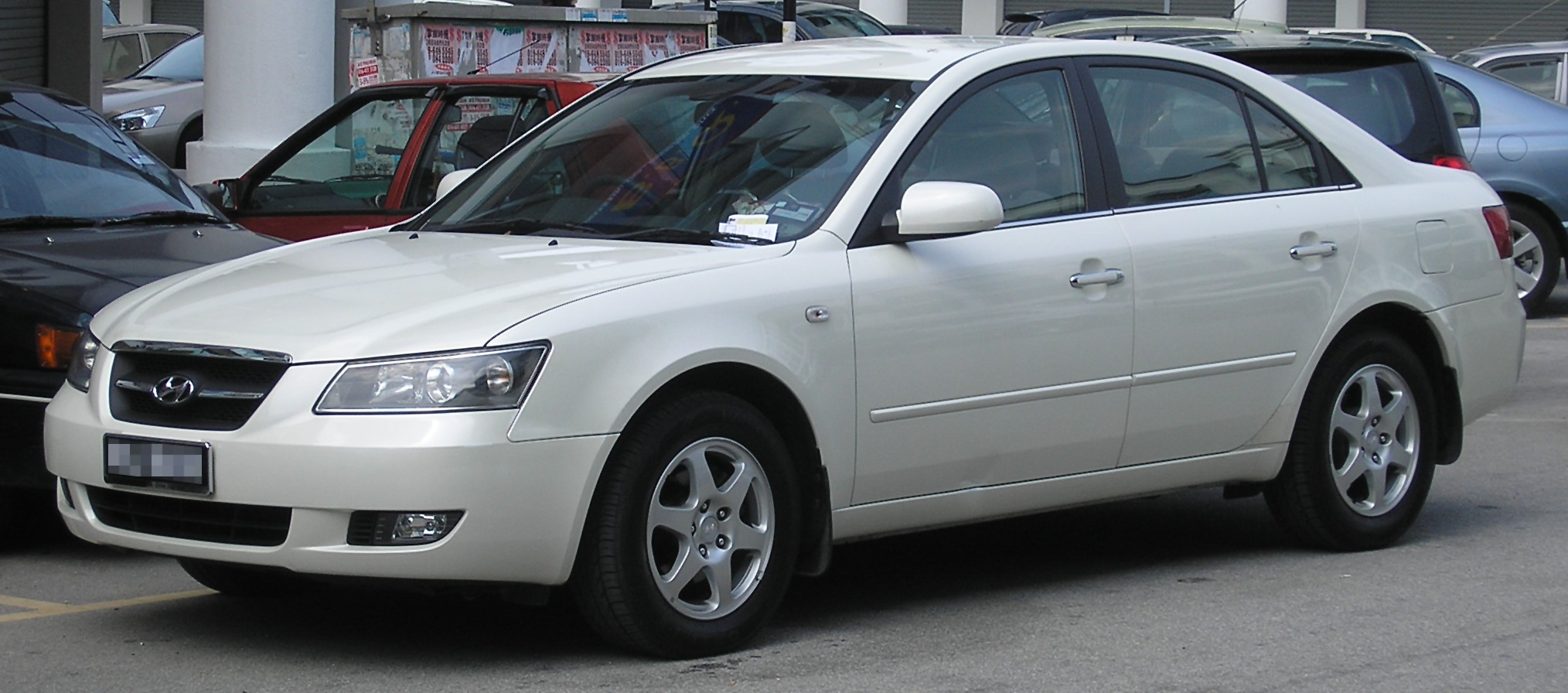
Hyundai NF

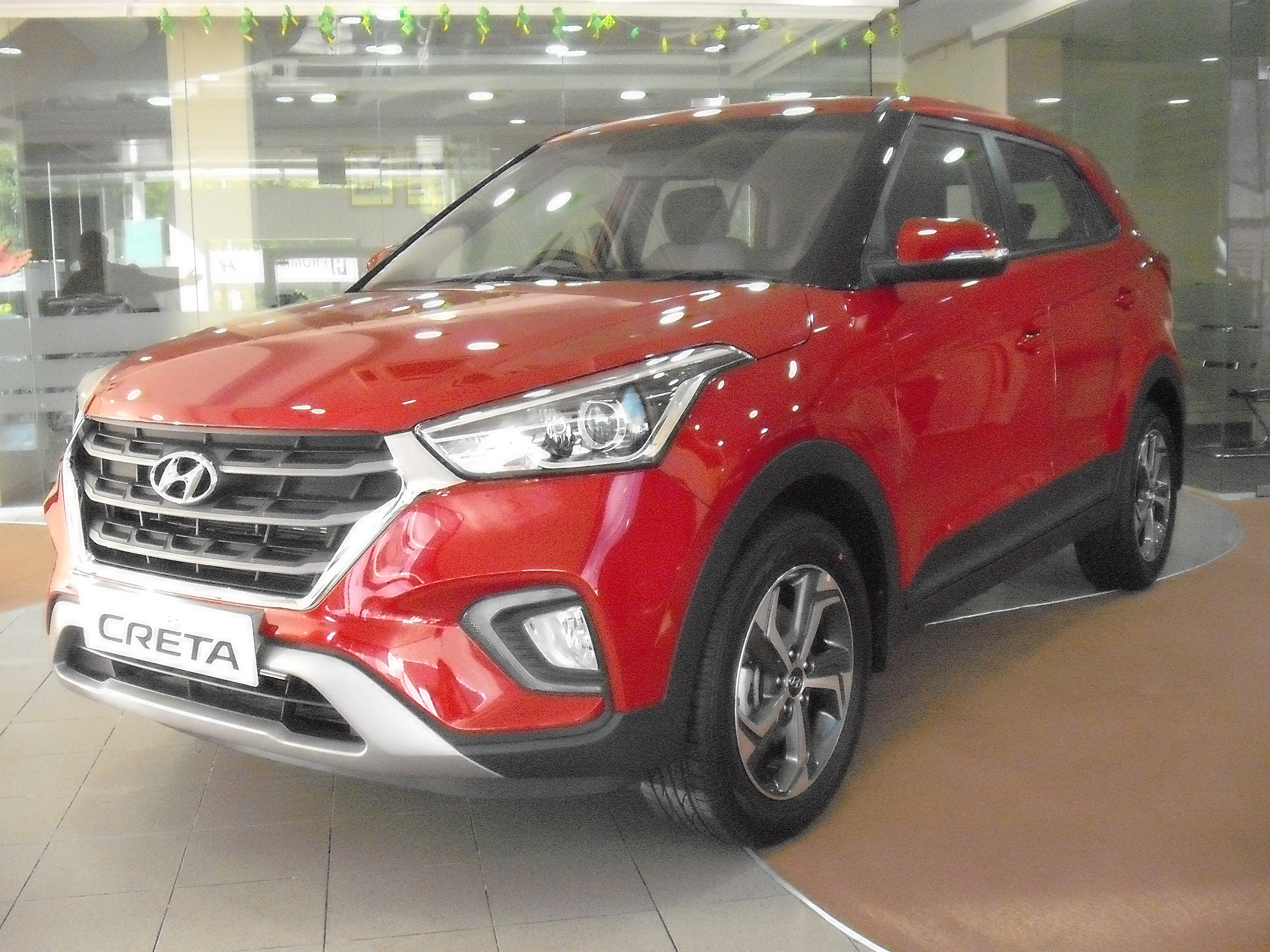
Hyundai Creta

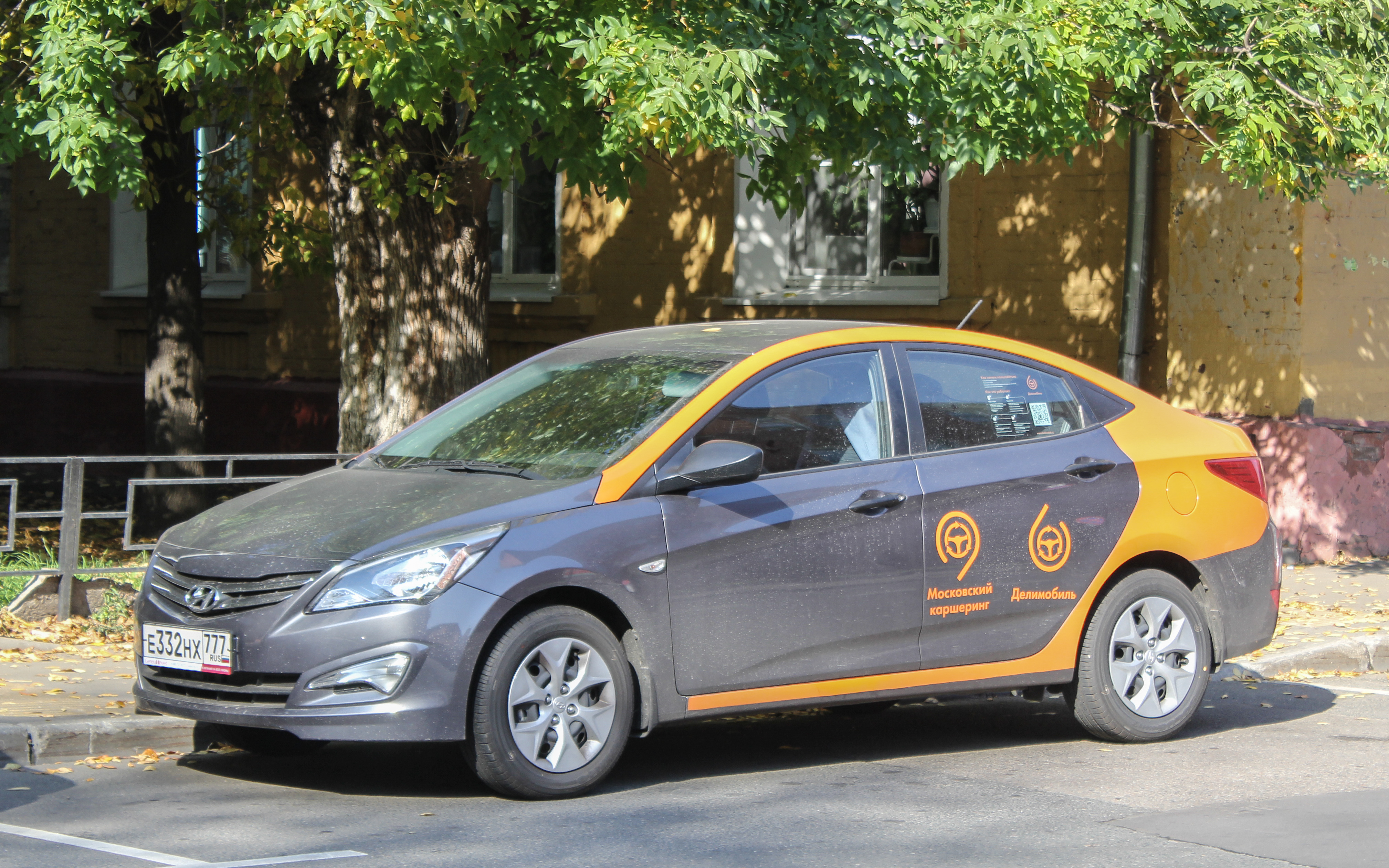
Hyundai Solaris

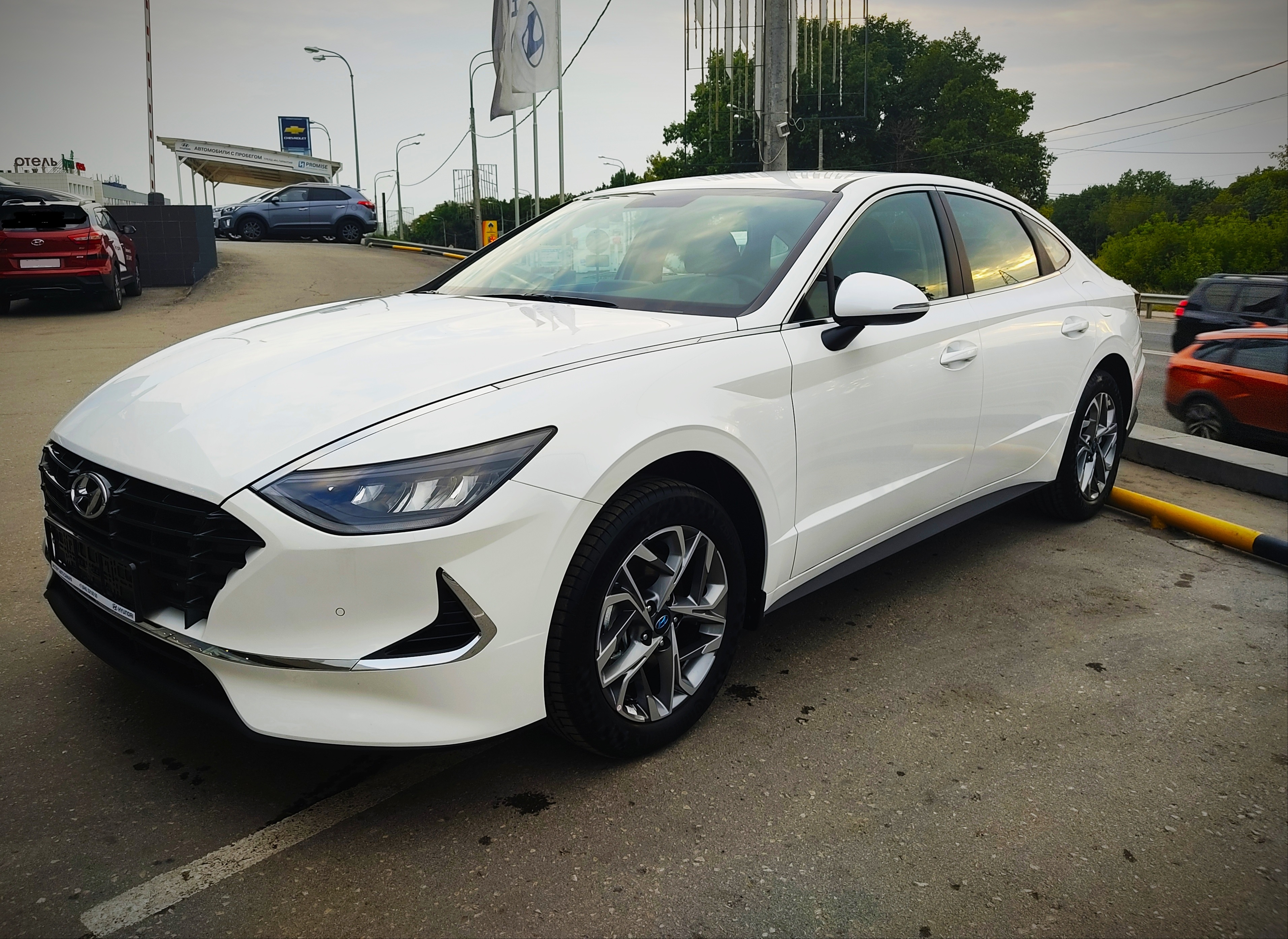
Hyundai Sonata

Początek XXI wieku przyniósł regionalizację działań Hyundaia wobec rynku rosyjskiego, nawiązując szeroką współpracę z lokalnym przedsiębiorstwem TagAZ. W ten sposób, z 2001 rokiem w Taganrogu uruchomiono produkcję modelu Accent, a współpracę poszerzono w drugiej połowie dekady do modeli Sonata EF, Santa Fe oraz Elantra XD, a także dostawczy model Porter.
Współpraca Hyundaia z TagAZem zaczęła ulegać wygaszeniu z 2010 rokiem, kończąc się ostatecznie w 2012 roku. W międzyczasie, Hyundai uruchomił produkcję we własnych, nowo wybudowanych zakładach produkcyjnych w Sankt Petersburgu, poczynając w styczniu 2011 roku od modelu Solaris. W 2016 roku dołączył do niego crossover Creta. Historię obecności Hyundaia w Rosji przerwała nagle rosyjska inwazja na Ukrainę w 2022 roku, która w marcu tego roku przyniosła zamrożenie działalności w wyniku zachodnich sankcji. Inaczej niż w przypadku producentów europejskich czy japońskich, południowokoreańska marka nie opuściła rosyjskiego rynku niezwłocznie po wybuchu wojny, lecz wygaszał swoje operacje stopniowo. Ostateczne wycofanie się oficjalnej działalności w tym kraju ogłoszono w kwietniu 2023.

### Historyczne
- Galloper (1991–2001)
- XG (2001–2005)
- Coupé (1996–2008)
- NF (2004–2008)
- Getz (2004–2009)
- NF Sonata (2008–2009)
- Elantra XD (2008–2009)
- Grandeur (2005–2011)
- Accent (2001–2012)
- Sonata EF (2005–2012)
- Santa Fe (2007–2012)
- Porter (2005–2013)
- Genesis Coupe (2010–2013)
- ix35 (2009–2015)
- Veloster (2010–2016)
- ix20 (2010–2019)
- H-1 (1998–2022)
- Santa Fe (2007–2022)
- Elantra (2009–2022)
- Sonata (2009–2022)
- Solaris (2010–2022)
- Creta (2015–2022)
- Tucson (2015–2022)
- Palisade (2020–2022)
- Staria (2021–2022)

## Hyundai w Australii

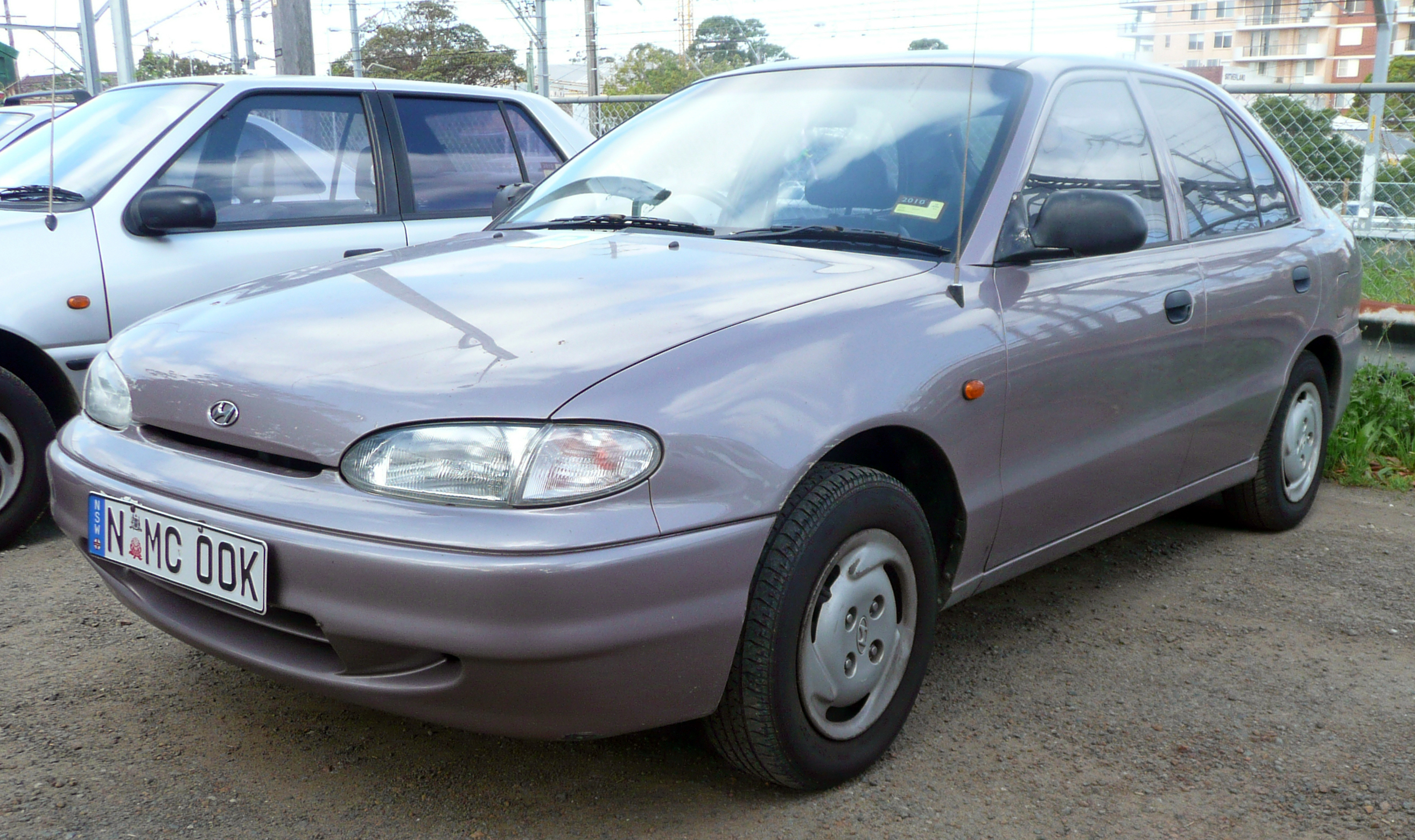
Hyundai Excel

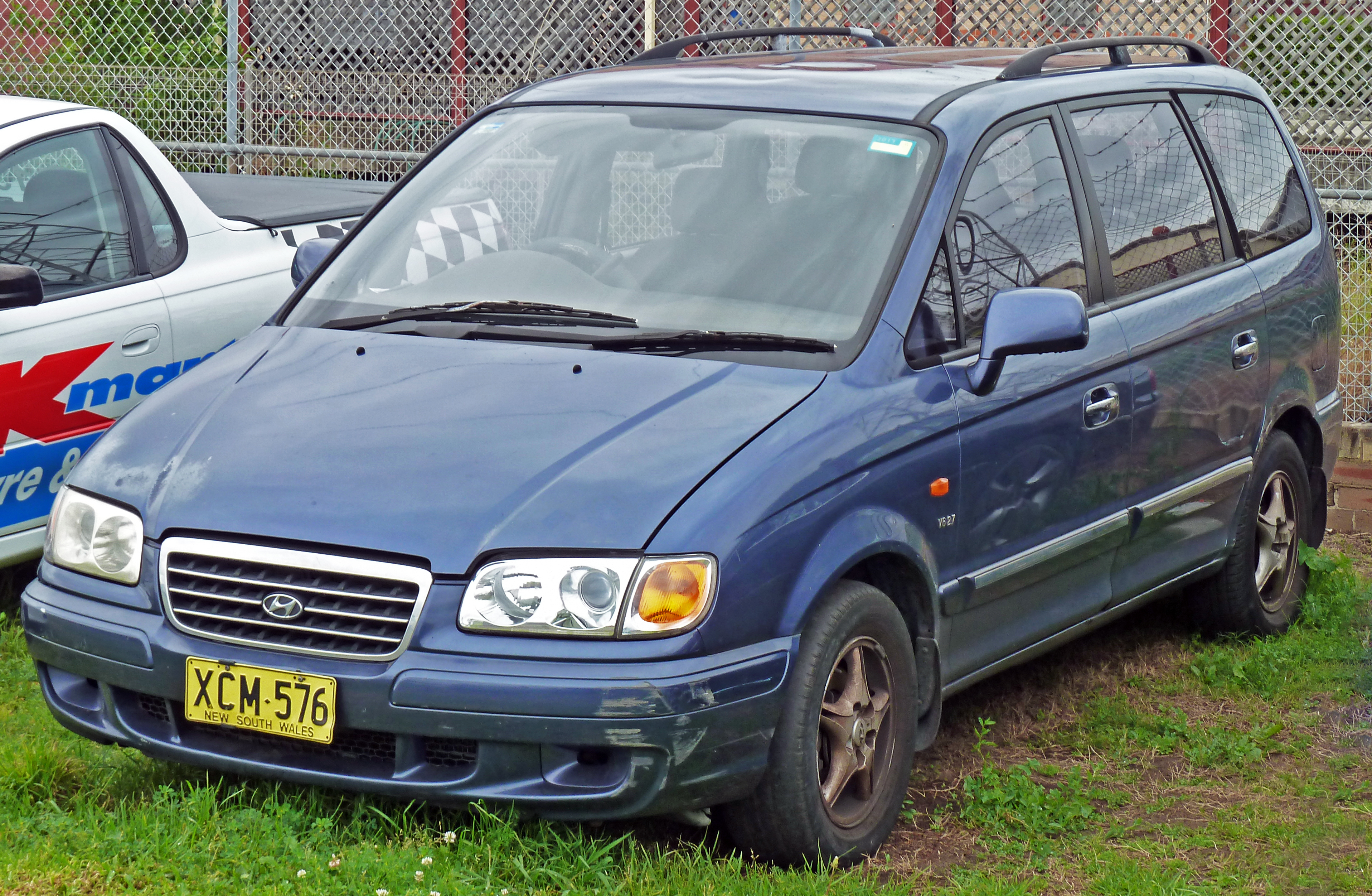
Hyundai Trajet

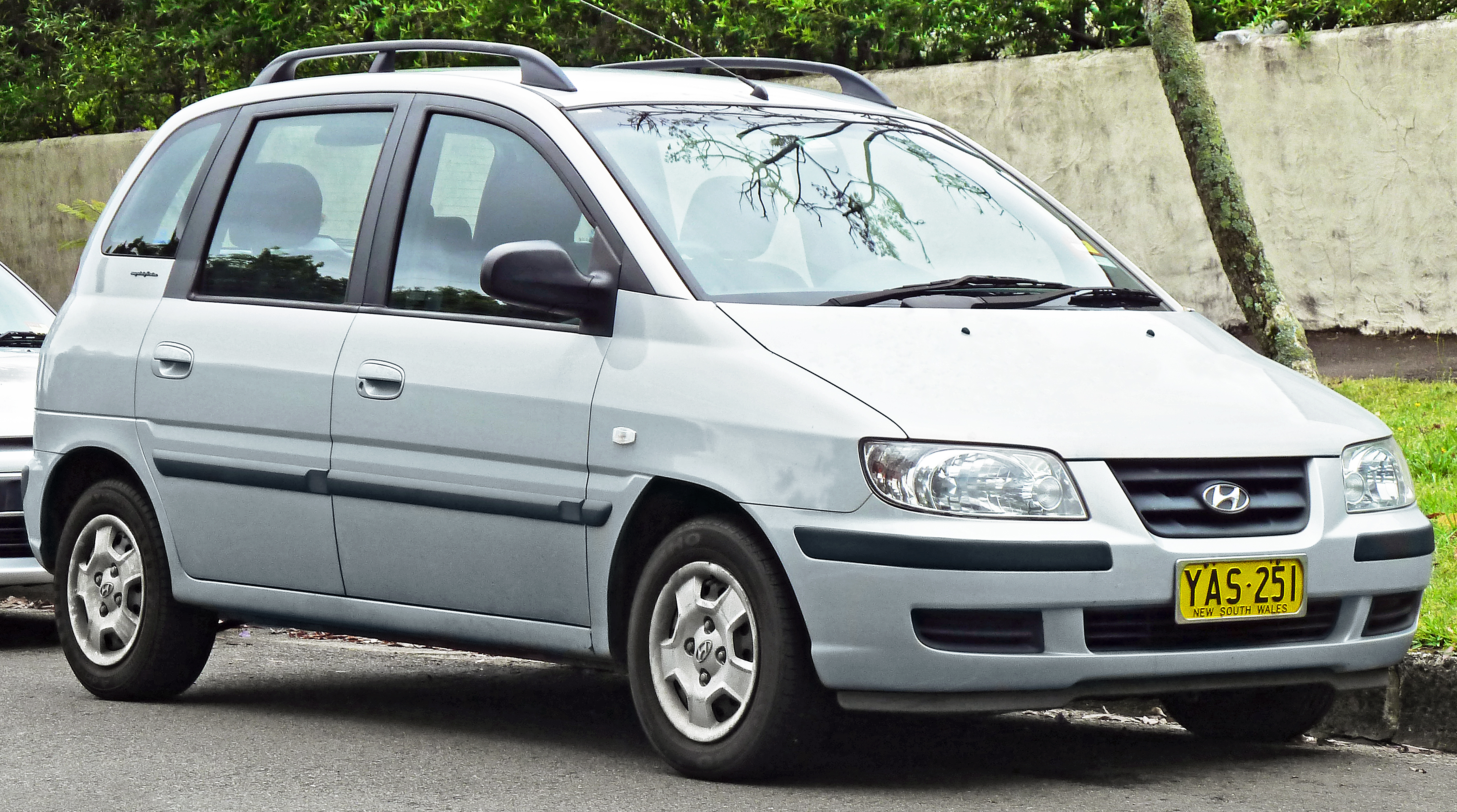
Hyundai Elantra Lavita

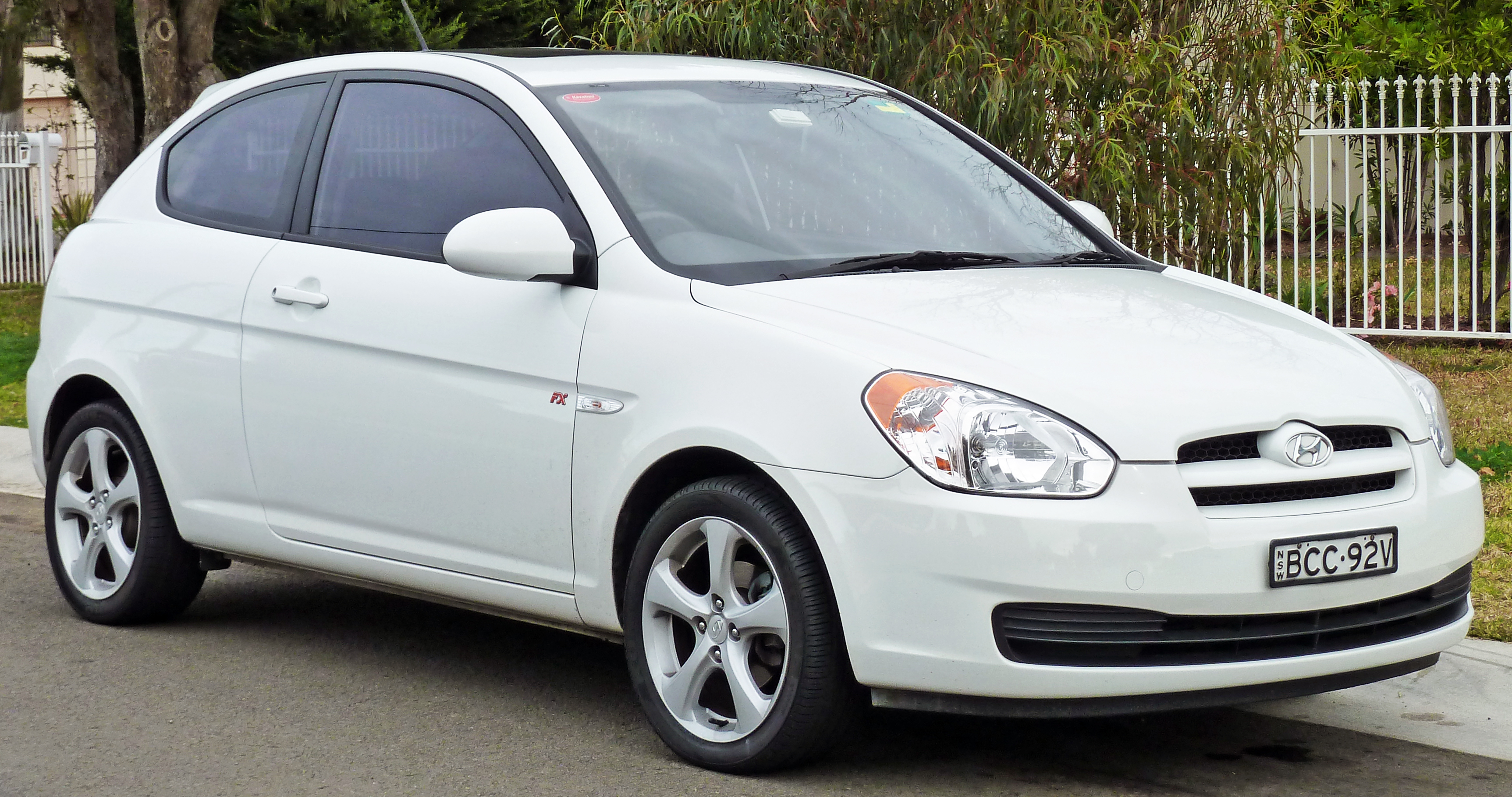
Hyundai Accent

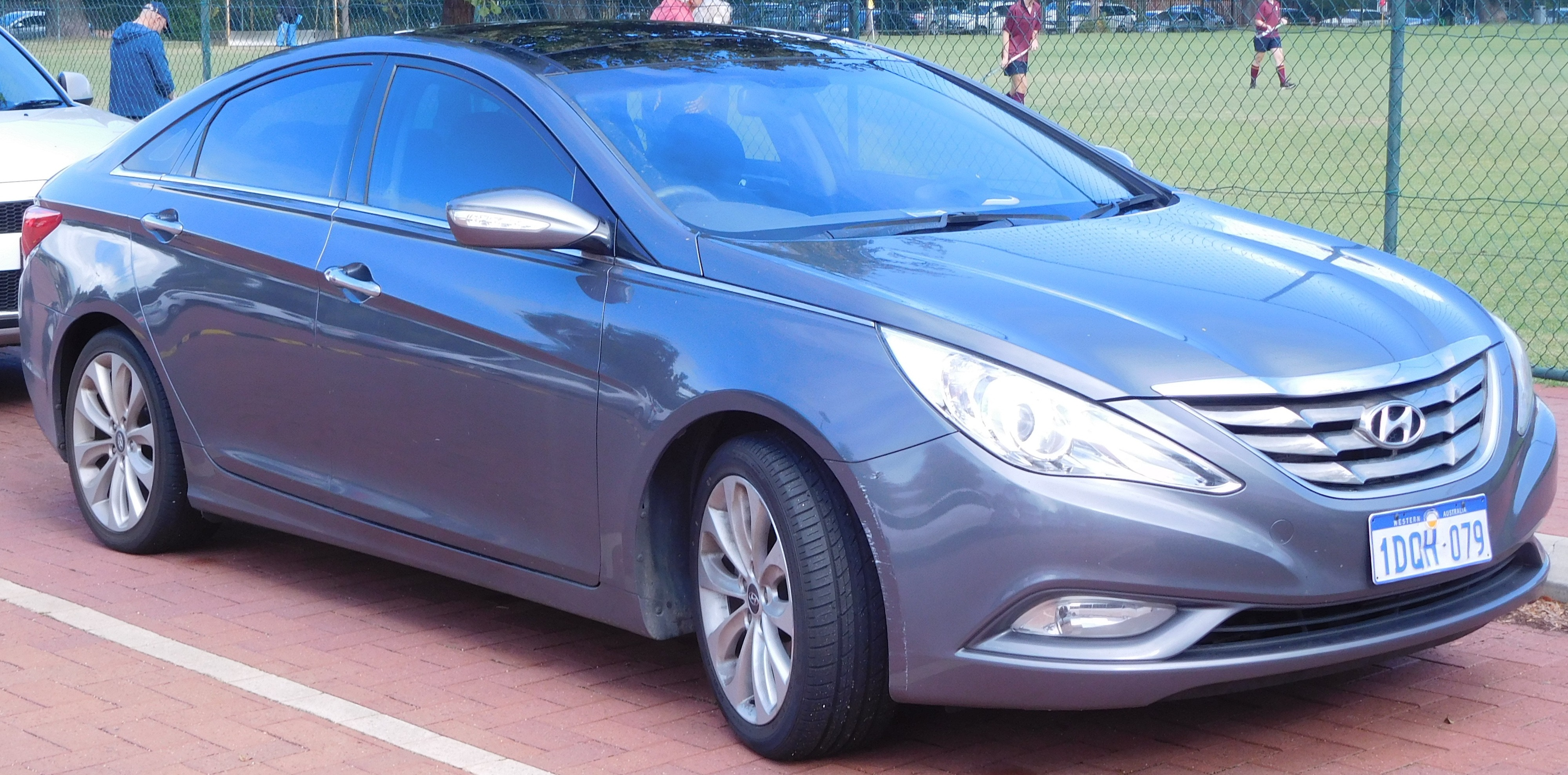
Hyundai i45

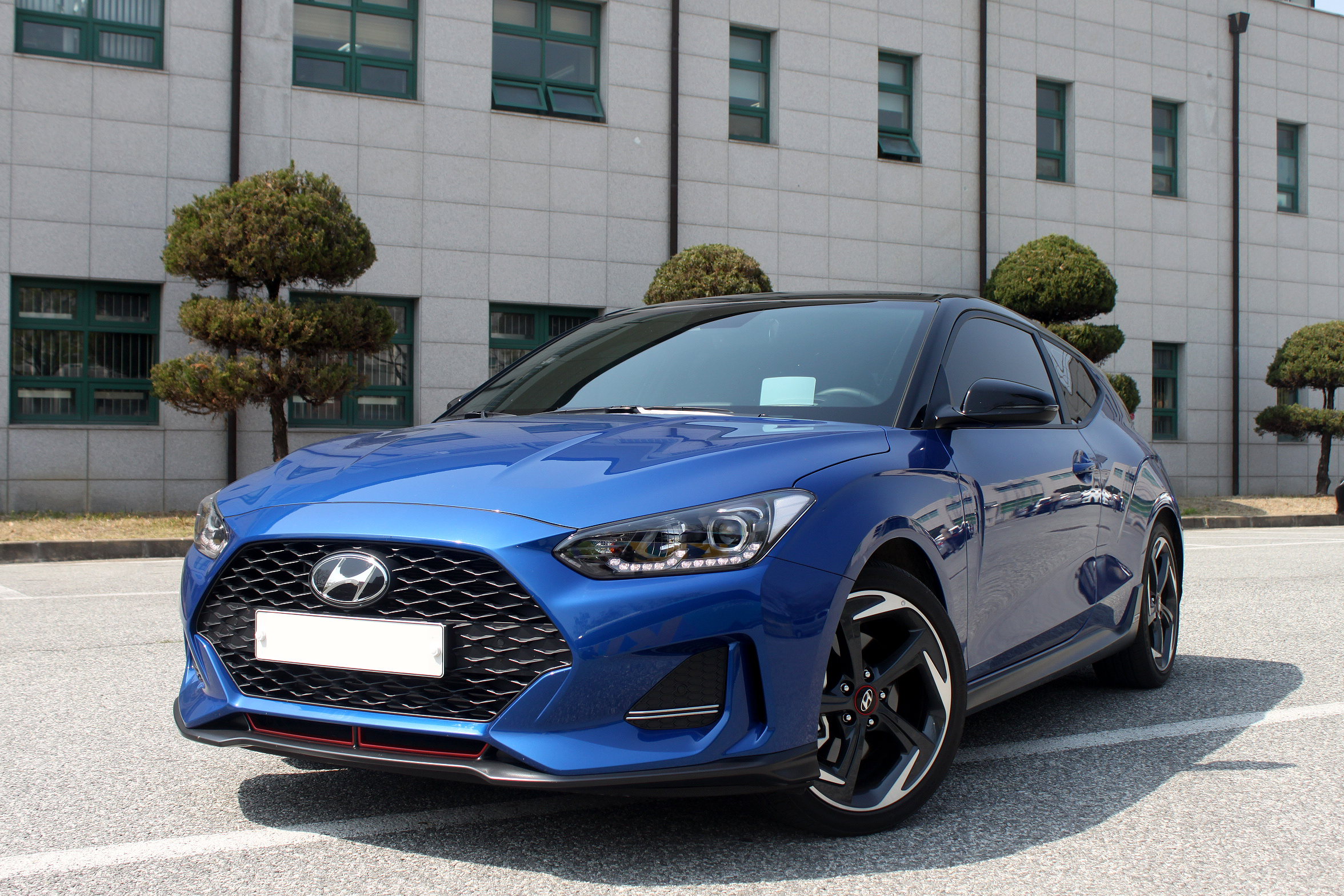
Hyundai Veloster

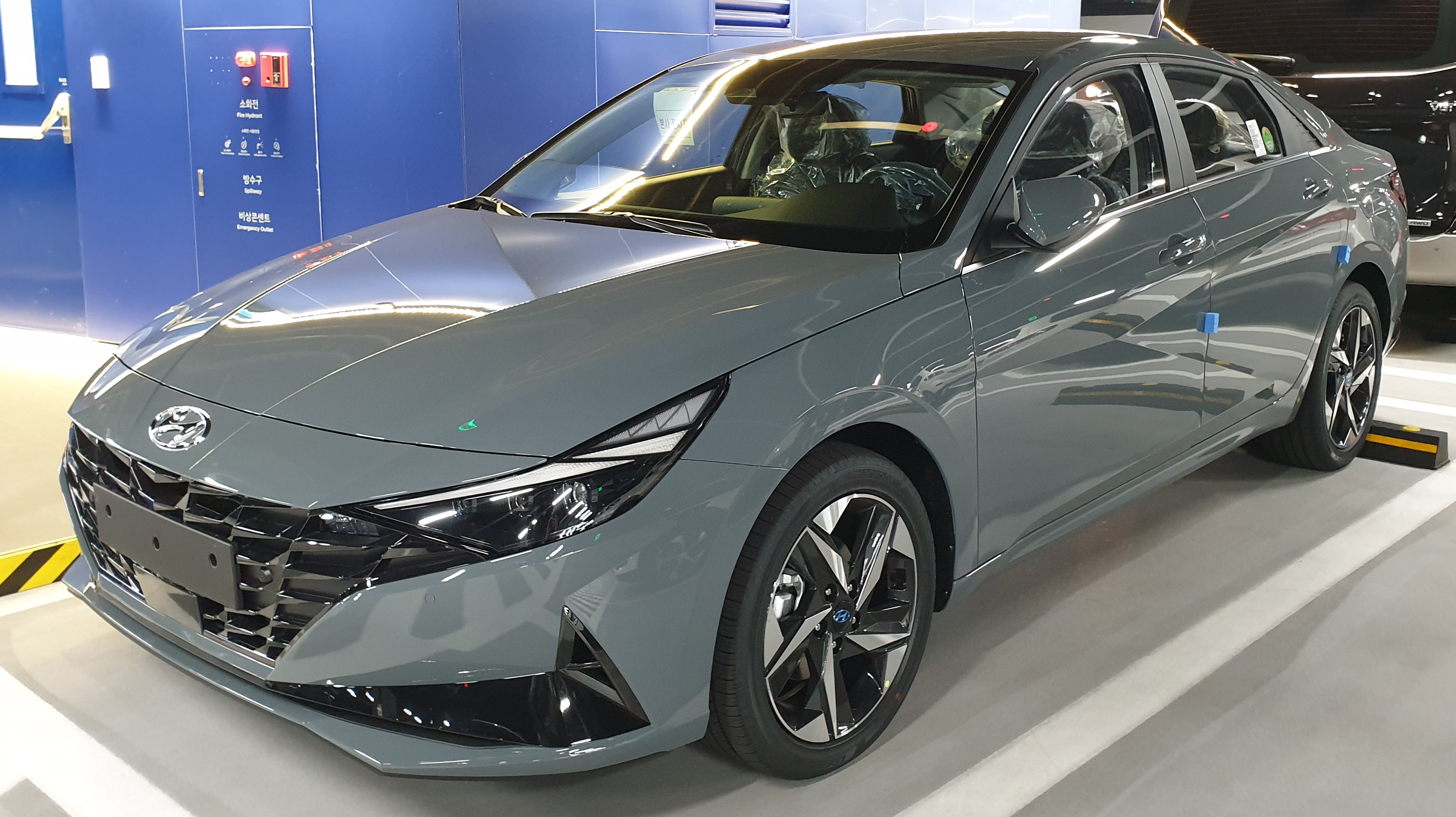
Hyundai i30 Sedan

Hyundai rozpoczął działalność na rynku australijskim, a także w sąsiedniej Nowej Zelandii w 1986 roku, poczynając od modelu Excel. W kolejnych latach polityka modelowa opierała się na modelach wyłącznie importowanych z zagranicznych zakładów, łącząc modele znane z innych globalnych rynków. Jednakże australijski oddział Hyundaia często stosował regionalne nazewnictwo. Pierwszy raz miało to miejsce w 1995 roku, kiedy to nowy model Accent zachował na Antypodach nazwę poprzednika, Hyundai Excel.
Politykę tę kontynuowano w XXI wieku, kiedy to model Matrix przyjął w Australii w 2001 roku nazwę Elantra Lavita oraz w 2010 roku, gdy model Sonata otrzymał nazwę i45. Jesienią 2020 roku po 20 latach użytku zdecydowano się z kolei wycofać z użytku nazwę Elantra, przemianowując debiutującą nową generację tego modelu na i30 Sedan.

### Obecnie produkowane

#### Samochody osobowe
- i20 N
- i30
- i30 Sedan
- Sonata

#### SUV-y i crossovery
- Venue
- Kona
- Tucson
- Santa Fe
- Palisade

#### Samochody wodorowe
- Nexo

#### Samochody elektryczne
- Kona Electric
- Ioniq 5
- Ioniq 6

#### Samochody dostawcze
- Staria

### Historyczne
- Pony (1974–1990)
- Excel (1985–2000)
- Scoupe (1988–1995)
- Lantra (1991–2000)
- Coupé (1996–2001)
- Terracan (2001–2007)
- Trajet (2000–2008)
- Elantra Lavita (2001–2008)
- Tiburon (1996–2008)
- Tucson (2004–2009)
- Getz (2002–2011)
- Grandeur (1998–2012)
- i45 (2009–2013)
- i20 (2008–2014)
- ix35(2009–2015)
- Genesis (2014–2016)
- Accent (1999–2019)
- i40 (2011–2019)
- Elantra (2000–2020)
- Veloster (2011–2020)
- iLoad (2008–2021)
- iMax (2008–2021)
- Ioniq (2016–2022)
- Ioniq Electric (2016–2022)

## Ciężarowe i autobusy

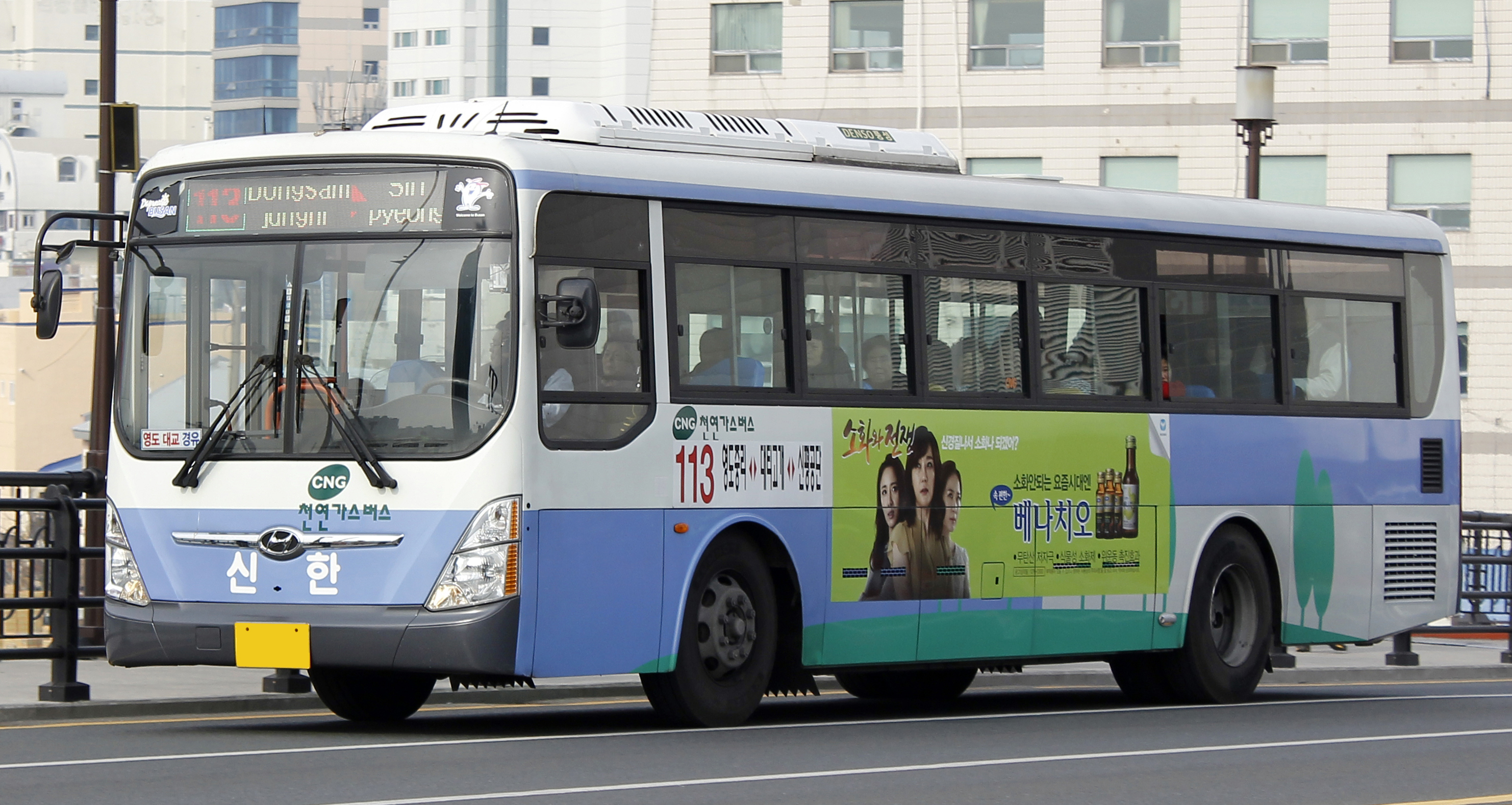
Hyundai Aero City

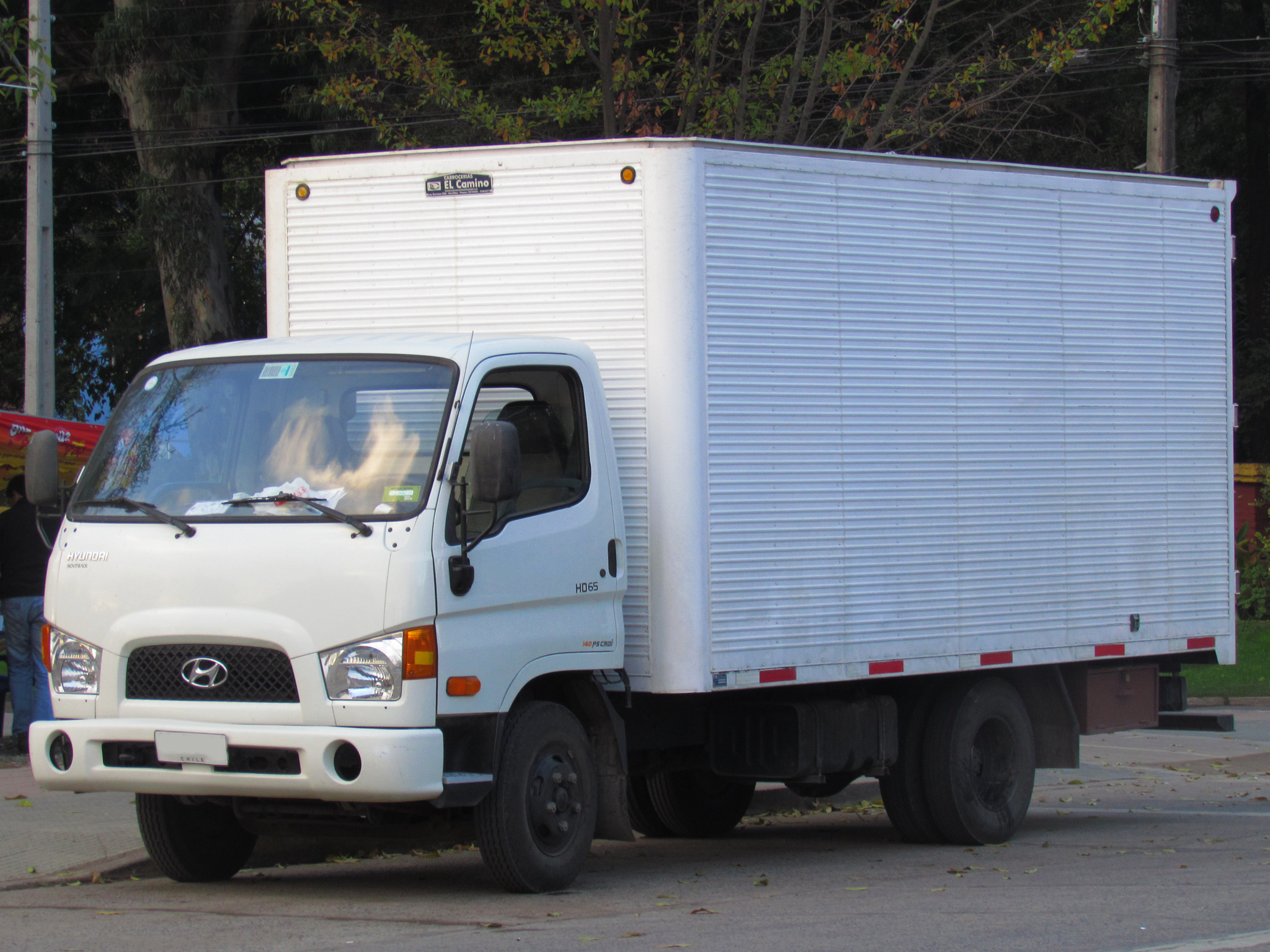
Hyundai Mighty II

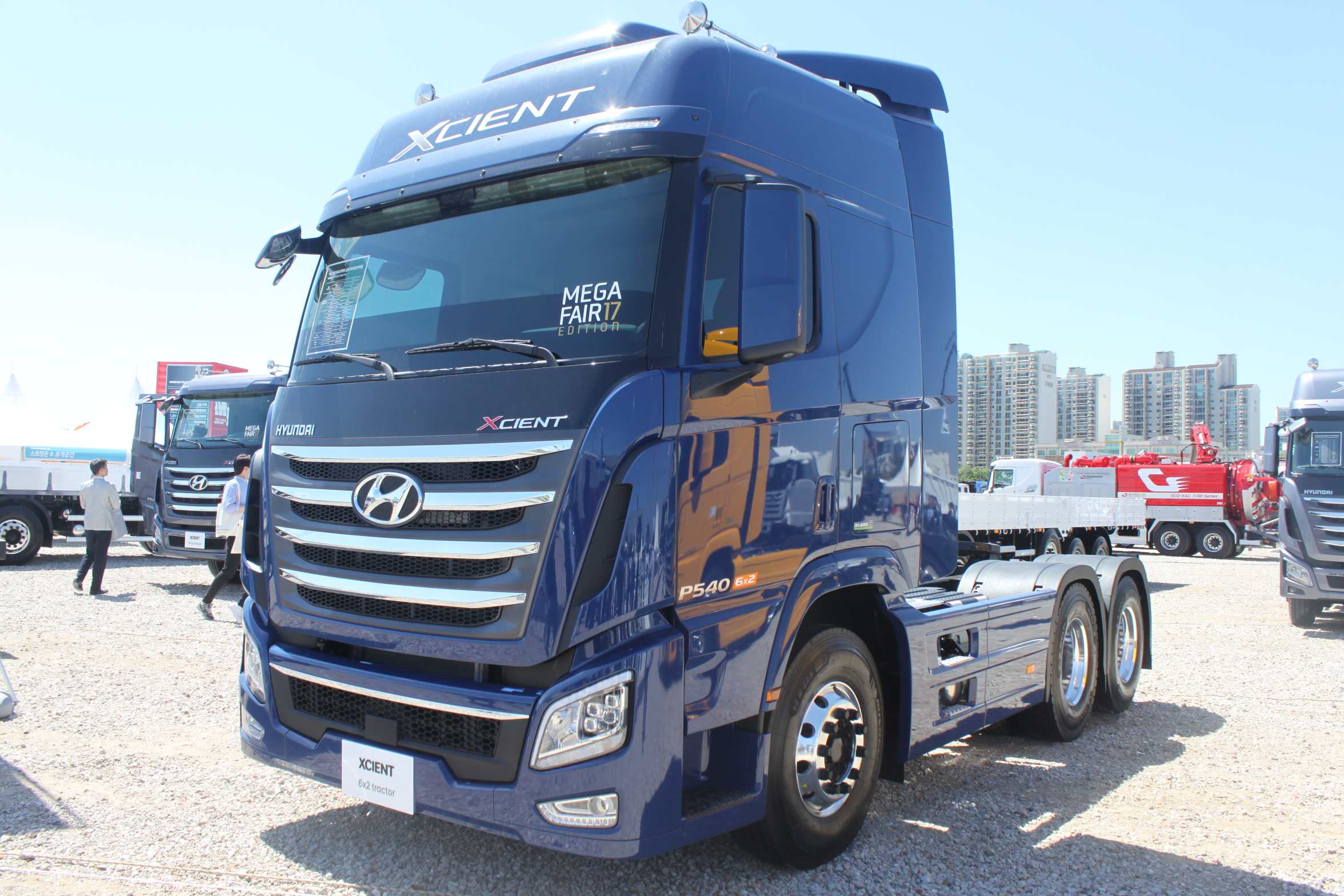
Hyundai Xcient

Hyundai Motor Company rozwinął także działalność w sektorze pojazdów dostawczych, ciężarowych oraz autobusowych, poczynając od 1969 roku. Głównymi rynkami zbytu poza rodzimą Koreą Południową są także państwa Azji Wschodniej i Ameryki Południowej. W lipcu 2020 roku Hyundai przedstawił pierwszy samochód ciężarowy napędzany wodorowymi ogniwami paliwowymi o nazwie Xcient.

### Obecnie produkowane
- Aero
- Aero City
- Chorus
- County
- FB
- Mega Truck
- Mighty
- Mighty II
- New Power Truck
- Super Truck
- Pavise
- RB
- Trago
- Universe
- Xcient

### Historyczne
- Heavy Truck (1978–1997)

## Modele koncepcyjne
- Hyundai HCD-I (1992)
- Hyundai HCD-II (1993)
- Hyundai Suncoupe (1993)
- Hyundai Accent (1994)
- Hyundai HCD-III (1995)
- Hyundai FGV-1 (1995)
- Hyundai HRV-21 (1995)
- Hyundai SLV (1997)
- Hyundai HMX (1997)
- Hyundai Euro 1 (1998)
- Hyundai FGV-II (1999)
- Hyundai Tutti (1999)
- Hyundai Trajet (1999)
- Hyundai Tirol (1999)
- Hyundai Highland (1999)
- Hyundai HCD-5 (2000)
- Hyundai Neos (2000)
- Hyundai Neos-II (2000)
- Hyundai HCD-6 (2001)
- Hyundai Clix (2001)
- Hyundai TB (2001)
- Hyundai HCD-7 (2002)
- Hyundai HIC (2002)
- Hyundai Coupe Aero (2002)

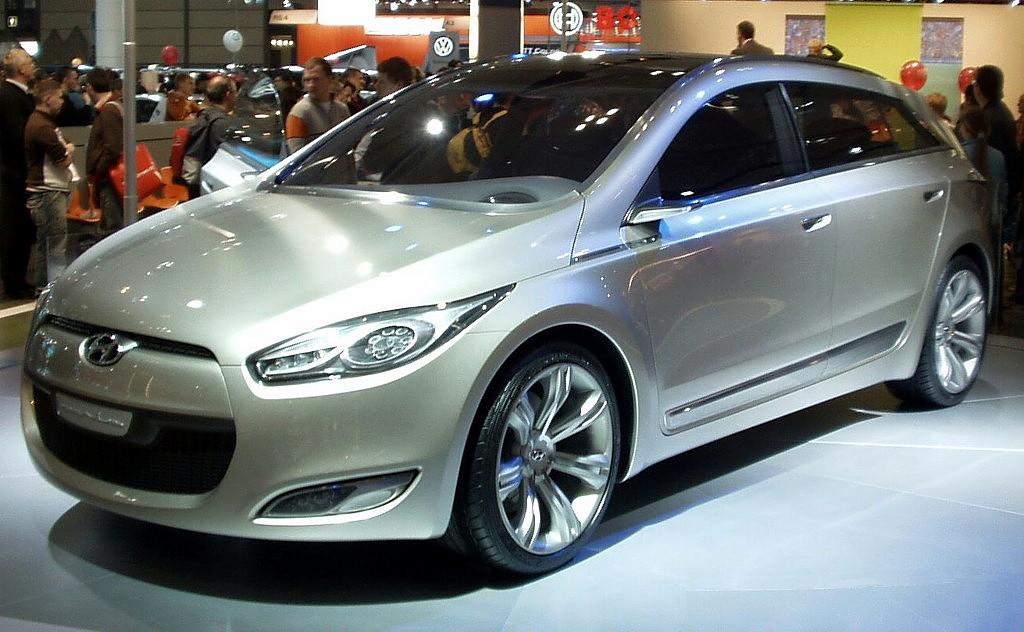
Hyundai HED-2 Genius (2006)

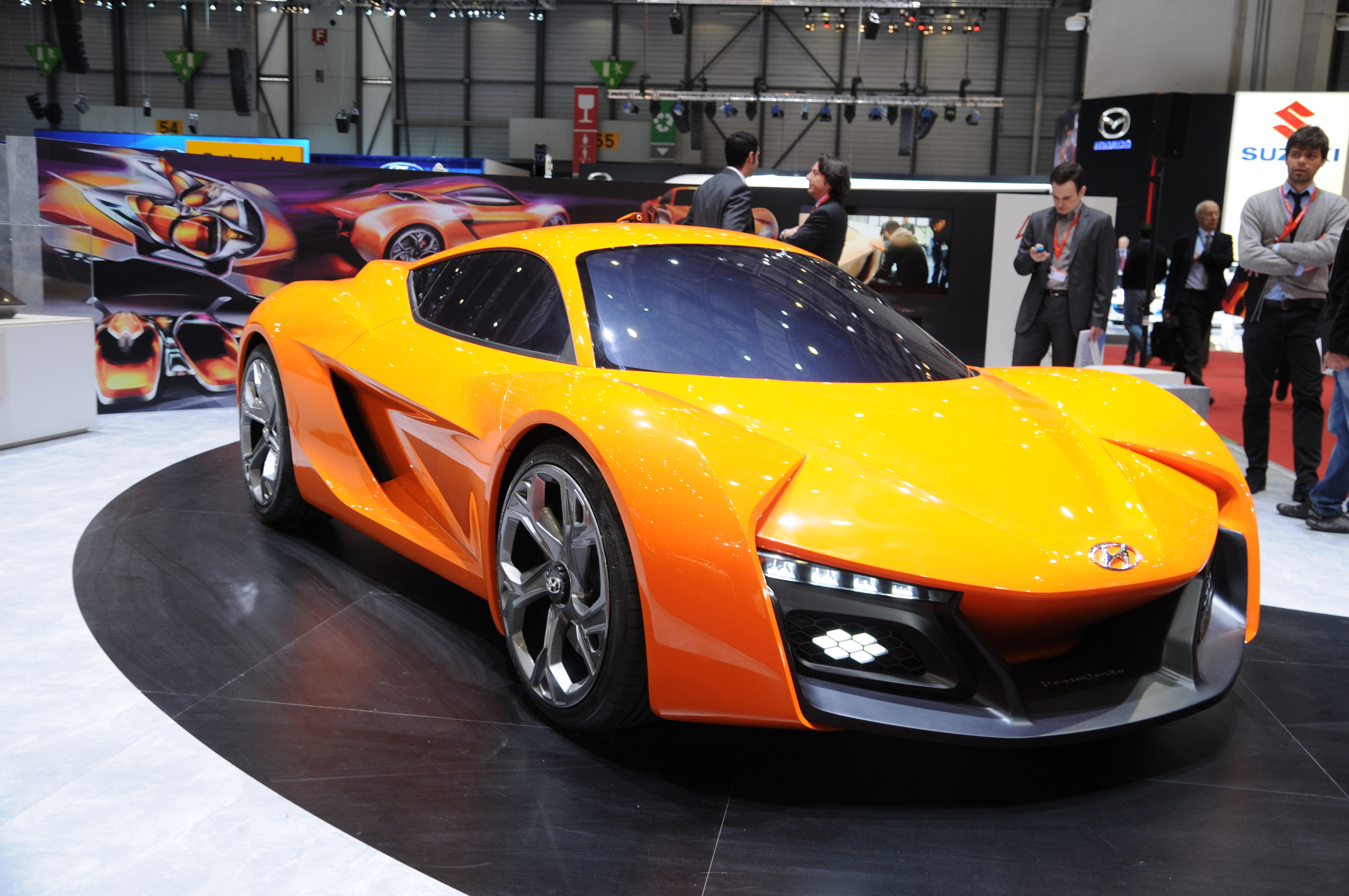
Hyundai PassoCorto (2014)

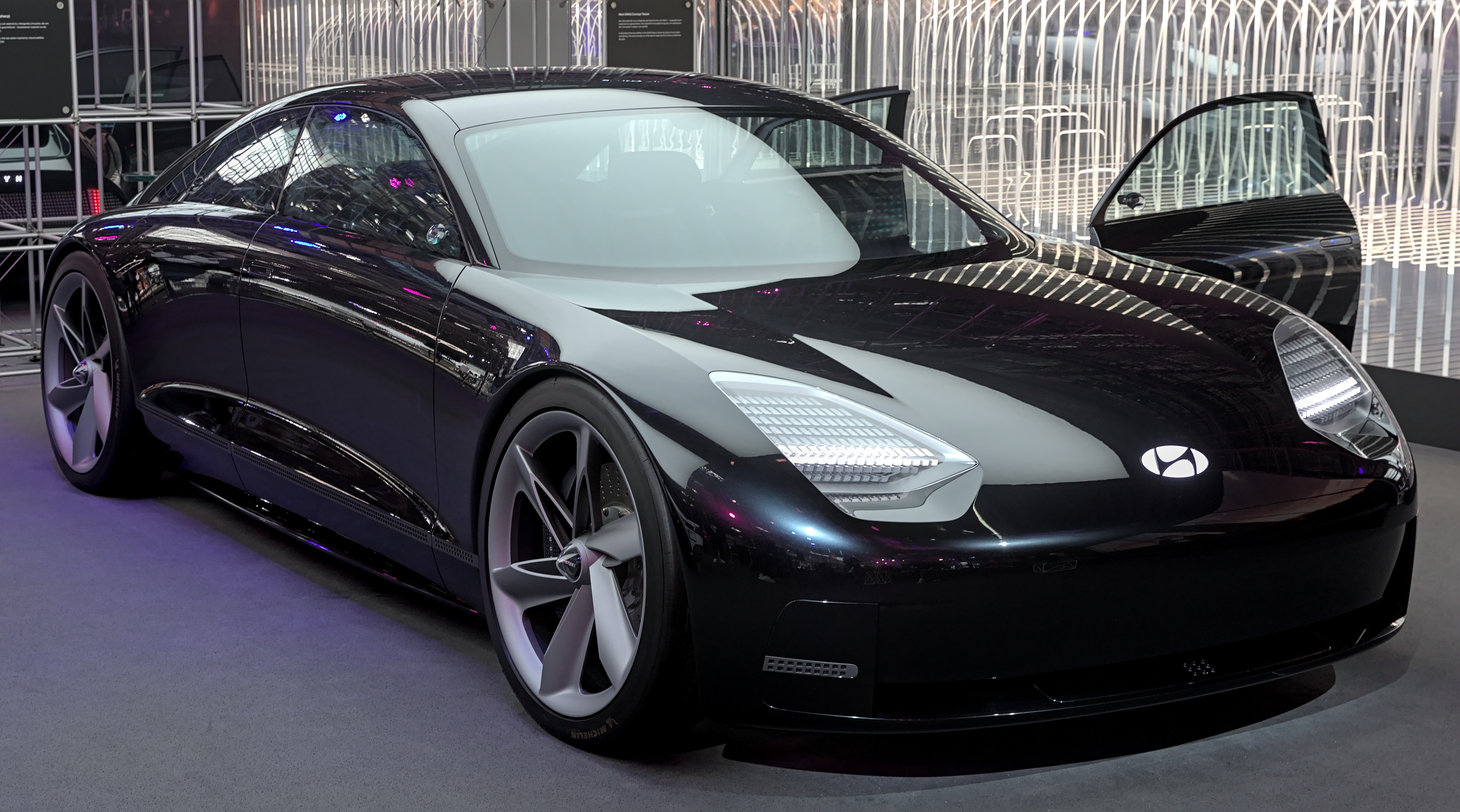
Hyundai Prohpecy (2021)

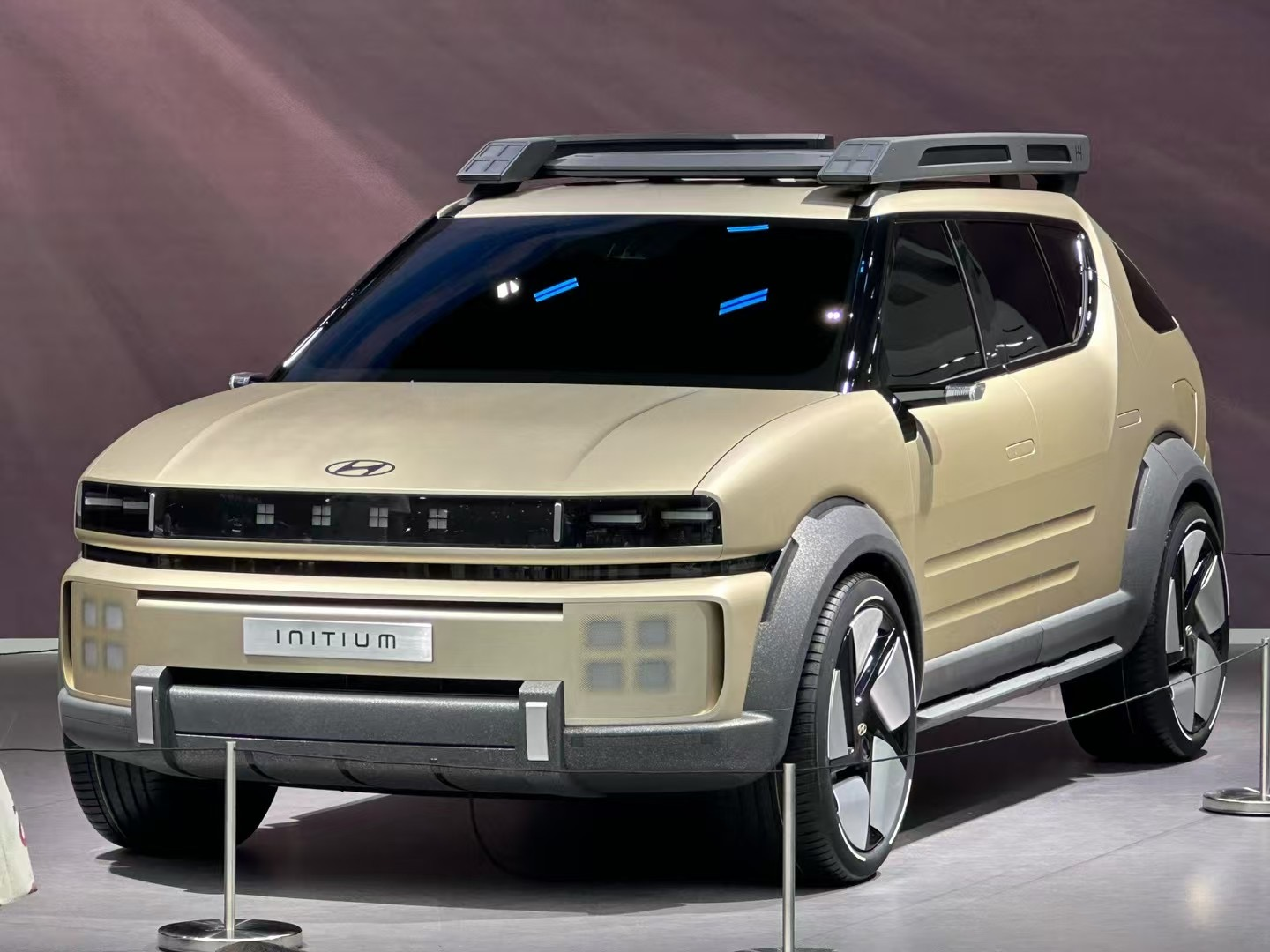
Hyundai Initium (2024)

- Hyundai Santa-Fe Mountaineer (2002)
- Hyundai OLV (2003)
- Hyundai CSS (2003)
- Hyundai HCD8 (2004)
- Hyundai E3 (2004)
- Hyundai Neos-III (2005)
- Hyundai HED-1 (2005)
- Hyundai HCD9 Talus (2005)
- Hyundai Portico (2005)
- Hyundai Accent SR (2005)
- Hyundai HCD10 Hellion (2006)
- Hyundai HED-2 Genus (2006)
- Hyundai HED-3 Arnejs (2006)
- Hyundai Genesis (2007)
- Hyundai HED-7 Qarmaq (2007)
- Hyundai i-Blue (2007)
- Hyundai HND-3 Veloster (2007)
- Hyundai i-Mode (2008)
- Hyundai Genesis Coupe (2008)
- Hyundai HND-4 Blue-Will (2009)
- Hyundai RB (2009)
- Hyundai HCD11 Nuvis (2009)
- Hyundai HND-9 Venance (2009)
- Hyundai ix-Metro (2009)
- Hyundai ix-Onic (2009)
- Hyundai Blue-Will (2010)
- Hyundai i-Flow (2010)
- Hyundai HCD12 Curb (2011)
- Hyundai HND-6 Blue2 (2011)
- Hyundai i-Oniq (2012)
- Hyundai HND-7 (2012)
- Hyundai HND-9 (2013)
- Hyundai HCD14 Genesis (2013)
- Hyundai Mistra (2013)
- Hyundai ix25 (2014)
- Hyundai Intrado (2014)
- Hyundai PassoCorto (2014)
- Hyundai HB20 R-Spec (2014)
- Hyundai HCD15 Santa Cruz (2015)
- Hyundai RM15 (2015)
- Hyundai HND-12 Enduro (2015)
- Hyundai N 2025 Vision Gran Turismo (2015)
- Hyundai RM16 (2016)
- Hyundai HCD16 Vision G (2016)
- Hyundai Carlino (2016)
- Hyundai Creta STC (2016)
- Hyundai RM30 (2016)
- Hyundai FE Fuel Cell (2017)
- Hyundai Kite (2018)
- Hyundai HDC-1 Le Fil Rogue (2018)
- Hyundai Saga (2018)
- Hyundai HDC-2 Grandmaaster (2018)
- Hyundai RM19 (2019)
- Hyundai 45 EV (2019)
- Hyundai iMax N (2019)
- Hyundai Vision T (2019)
- Hyundai RM20e (2020)
- Hyundai Prophecy (2020)
- Hyundai HDC-6 Heptune (2016)
- Hyundai Grandeur Heritage Series (2021)
- Hyundai Pony Heritage Series (2021)
- Hyundai Seven (2021)
- Hyundai N Vision 74 (2022)
- Hyundai RN22e (2022)
- Hyundai NPX1 (2024)
- Hyundai Initium (2024)